# Miloš Zeman
Miloš Zeman (* 28. září 1944 Kolín) je český politik, ekonom a prognostik, v období 1996–1998 předseda Poslanecké sněmovny Parlamentu ČR, v letech 1998–2002 předseda vlády České republiky a mezi roky 2013 a 2023 třetí prezident České republiky.
V srpnu 1989 publikoval v Technickém magazínu kritický článek vůči komunistickému režimu. Během sametové revoluce se zapojil do činnosti Občanského fóra a stal se jedním z řečníků na Letenské pláni. V lednu 1990 byl kooptován do Federálního shromáždění. V období 1993–2001 působil jako předseda České strany sociálně demokratické. V letech 1996–1998 zastával funkci předsedy Poslanecké sněmovny Parlamentu České republiky a následující čtyři roky byl předsedou sociálnědemokratické vlády menšinového charakteru, jejíž existence byla umožněna na základě tzv. „opoziční smlouvy“ s Občanskou demokratickou stranou.
Po neúspěšné kandidatuře na prezidenta České republiky v roce 2003 odešel na sedm let z politiky. V březnu 2010 se stal předsedou nově založené Strany Práv Občanů ZEMANOVCI. Na funkci rezignoval po parlamentních volbách 2010, ve kterých se strana nedostala do sněmovny.
V přímé volbě v roce 2013 byl zvolen třetím prezidentem České republiky a zároveň historicky prvním českým prezidentem zvoleným přímou volbou. První kolo vyhrál a v rozhodujícím druhém kole zvítězil nad tehdejším ministrem zahraničí Karlem Schwarzenbergem. Svůj prezidentský post se rozhodl obhajovat v následujících prezidentských volbách 2018, ve kterých postoupil s Jiřím Drahošem do druhého kola. V něm vyhrál výsledkem 51,36 % a obhájil prezidentský úřad na druhé pětileté období.

## Osobní život

### Dětství a mládí
Narodil se 28. září 1944 v Kolíně. Jeho matka, Marie Zemanová (roz. Skokanová, 1917–1997), byla učitelka, otec Josef Zeman (1903–1957) byl poštovní úředník. Rodiče se v jeho dvou letech rozvedli, dále vyrůstal jen s matkou a babičkou. Otec, se kterým se nestýkal, zemřel, když mu bylo třináct let.

### Studium a povolání
V roce 1963 dostudoval střední ekonomickou školu v Kolíně. Přitom hrozilo, že mu bude odepřena možnost složit maturitu, a to kvůli referátu, ve kterém oslavoval knihu Karla Čapka Hovory s T. G. Masarykem, jejíž vydávání bylo komunistickým režimem omezeno. Nakonec byl připuštěn k maturitě, ale nebylo mu vystaveno doporučení ke studiu na vysoké škole. Zeman z tohoto postupu později obvinil svou učitelku českého jazyka, ta vinu odmítla. Po maturitě pracoval v účtárně závodu Tatra Kolín. Jeho spolupracovníci později vzpomínali, že ho toto zaměstnání nebavilo a k ostatním byl přezíravý. Díky praxi v závodu Tatra po dvou letech získal doporučení k dalšímu studiu. Navíc kvůli srdeční vadě získal tzv. modrou knížku a nemusel absolvovat základní vojenskou službu. V roce 1965 začal dálkově studovat Národohospodářskou fakultu VŠE v Praze, kde studoval obor národohospodářského plánování, o dva roky později přešel na denní studium, které zakončil roku 1969. Následně zde také rok vyučoval. Během studia bydlel na koleji Jarov. Také spoluzaložil diskusní Studentský futurologický klub a byl pomocnou vědeckou silou profesora Pavla Hrubého. Svou diplomovou práci napsal u profesora Věňka Šilhána. Jeho tehdejší známí ho považovali za nadaného studenta, a také namyšleného samotáře.

### Rodinný život
Z prvního manželství (1971–1978) s Blankou Zemanovou, která byla jeho středoškolskou spolužákyní, má syna Davida Zemana (* 1971), který pracuje jako lékař v oborech klinické biochemie a neurologie. Podruhé uzavřel sňatek 2. srpna 1993 se svou asistentkou Ivanou Bednarčíkovou (* 29. dubna 1965). Do manželství se 1. ledna 1994 narodila dcera Kateřina Zemanová. Se svou druhou ženou se Zeman seznámil v roce 1990, kdy jí nabídl práci asistentky. Ta kvůli tomuto zaměstnání nakonec nedostudovala romanistiku na Filozofické fakultě Masarykovy univerzity v Brně. Po mateřské dovolené pracovala v několika firmách včetně Mold Vin CZ, kterou vede Zemanův známý Zdeněk Zbytek. Také pracovala na ředitelství pražského Výstaviště či na ministerstvu kultury ČR. Později, až do dubna 2012, byla zaměstnána jako kulturní referentka ve Správě Pražského hradu.
Od roku 2002 až do svého zvolení prezidentem České republiky v lednu 2013 trávil Zeman svůj čas převážně ve svém bytě v historické tvrzi v Novém Veselí, jíž je spolumajitelem. Mezi jeho zájmy patří pěší a lyžařská turistika, četba nejrůznější literatury (mj. science fiction) a hra v šachy. Je fanouškem švédské hudební skupiny ABBA.

### Zdravotní stav a životospráva
Zeman je náruživým kuřákem. Během své kampaně při volbě prezidenta v roce 2013 sám přiznal, že denně vypije šest sklenic vína a tři „panáky“ tvrdého alkoholu. Podle bývalého ministra zdravotnictví a vedoucího Zemanova lékařského konzilia Martina Holcáta toto množství není extrémní, nicméně doporučil Zemanovi, i kvůli zjištěné cukrovce, omezení konzumace alkoholu.
Zeman trpí cukrovkou a s ní spojeným onemocněním nervů nohou, kvůli kterému nemá cit v nohou od kotníků dolů. Při zdolávání schodů mu proto musí pomáhat doprovod. Na tiskové konferenci 6. 11. 2017 prohlásil, že mu „cukrovka odešla, patrně proto, že v poslední době jí velmi často sladká jídla.“ Prezidentův ošetřující lékař Miloslav Kalaš z pražské Nemocnice Na Homolce to později dementoval.
V květnu 2013 vzbudil Miloš Zeman značnou pozornost veřejnosti během otevírání komory s korunovačními klenoty ve Svatovítské katedrále, kde byl jedním z klíčníků. Zeman se pohyboval nekoordinovaně, přidržoval se stěn a působil dojmem opilého člověka. Podezření na opilost později potvrdila účastnice ceremoniálu Miroslava Němcová, která stála během události přímo vedle Zemana. Podle Němcové byl Zeman viditelně opilý a bylo to také cítit z jeho dechu. Ve stejný den před touto událostí se prezident Zeman účastnil recepce na Ruském velvyslanectví, kde byl novináři zachycen při popíjení alkoholu. Další účastník ceremonie Milan Štěch naopak prohlásil, že ze Zemana alkohol cítit nebyl, a obvinil Němcovou, že se chce zviditelnit. Zemanovu opilost popřel také jeho předchůdce Václav Klaus, který se recepce na ruském velvyslanectví rovněž zúčastnil. Byl prý v Zemanově přítomnosti celou dobu a Zeman vypil snad jen jednu sklenku vína. Samotný Zeman vysvětloval své vrávorání virózou.
V noci na 30. října 2013 utrpěl úraz kolene. Dle slov jeho ošetřujícího lékaře, a toho času úřednického ministra zdravotnictví Martina Holcáta, Zeman v noci zakopl o shrnutý koberec a upadl na koleno. Holcát dále řekl, že léčba potrvá až šest týdnů, během kterých bude Zeman chodit maximálně o berlích. Kancelář prezidenta proto v daném termínu zrušila všechna plánovaná vystoupení.
Během tiskové konference 31. srpna 2015 oznámil, že mu lékaři diagnostikovali 40% ztrátu sluchu, přičemž nespecifikoval, co tento handicap způsobilo. Během tiskové konference několikrát přeslechl položenou otázku.
Během roku 2016 došlo k faktickému rozpuštění lékařského konzilia.

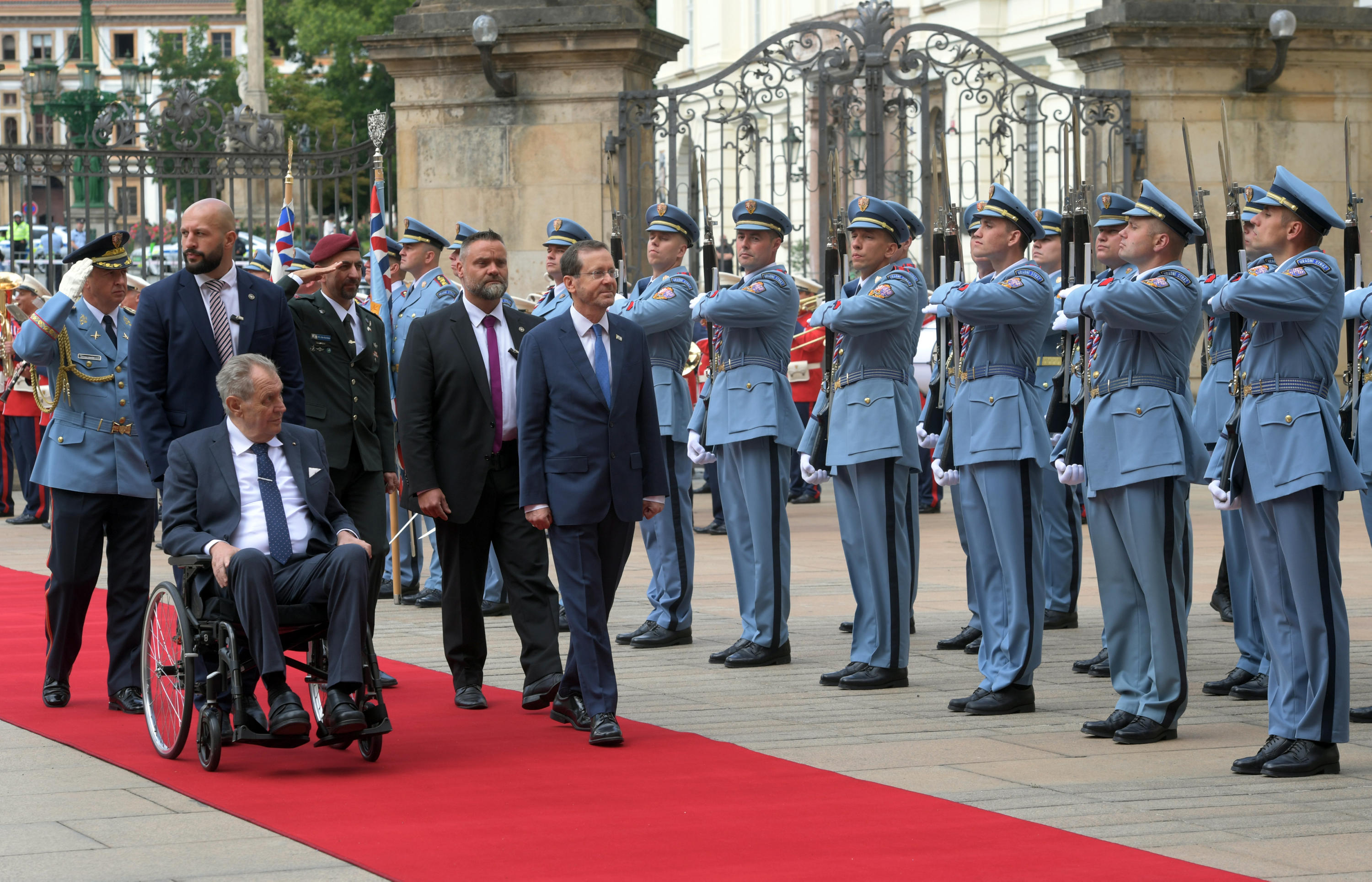
Pro svůj zhoršený zdravotní stav se Miloš Zeman v závěru svého prezidentského působení pohyboval na kolečkovém křesle

Po Zemanově návštěvě Číny v květnu 2017 se objevily další pochybnosti o jeho zdravotním stavu. Na společné focení hlav států na summitu k Hedvábné stezce se dostavil se zpožděním téměř dvou minut, ostatní na něj mezitím čekali. Českého prezidenta na místo dopravil golfový vozík. Jiří Ovčáček v následném prohlášení zdůraznil, že se jednalo o únavu z náročného programu. Zároveň vyloučil zhoršení zdravotního stavu. „Můj zdravotní stav je s malými výkyvy totožný minimálně celou dobu výkonu prezidentské funkce,“ prohlásil Zeman o tři týdny později při návštěvě Vietnamu. „V mém případě je jediný důvod to, že špatně chodím, což je sice nemilé, ale už jsem jednou říkal, že politika se nedělá nohama, ale mozkem,“ dodal. Kardiochirurg z pražského IKEMu Jan Pirk tehdy Zemanovi doporučil, aby znovu nekandidoval a raději si odpočinul: „Kdyby dělal jakékoliv jiné zaměstnání, tak by byl v invalidním důchodu, nebyl by schopen jej vykonávat,“ řekl Pirk. Pochybnosti o prezidentově zdravotním stavu vyvraceli v srpnu 2017 jeho mluvčí Jiří Ovčáček a šéf lékařského konzilia Martin Holcát.
Lékaři těsně před 1. kolem prezidentských voleb v lednu 2018 uvedli v prohlášení, že kromě neuropatie nohou se Zeman těší dobrému fyzickému i psychickému zdraví. V mezidobí před 2. kolem voleb Miloš Zeman podstoupil lékařský zákrok v pražské Nemocnici Na Homolce, podle vlastního vyjádření šlo o malý zánět v dutině ústní.
V říjnu 2019 byl čtyři dny hospitalizován v Ústřední vojenské nemocnici z důvodu poruchy výživy spočívající v úbytku a narušené funkci svalů.
V úterý 25. srpna 2020 ve večerních hodinách upadl a zlomil si ruku. Byl převezen na operaci do Ústřední vojenské nemocnice v Praze, kde byl ještě tu noc operován. Po propuštění z nemocnice dne 29. srpna podstoupil rehabilitační proces. Mezi 20. a 22. lednem 2021 byl hospitalizován kvůli plánované lékařské prohlídce a zároveň očkován proti koronaviru. Dne 12. února téhož roku byl očkován druhou dávkou vakcíny proti koronaviru v Ústřední vojenské nemocnici. V dubnu 2021 uvedl, že kvůli zhoršující se neuropatii bude používat invalidní vozík. Od 14. do 22. září téhož roku byl hospitalizován v Ústřední vojenské nemocnici. Podle tiskové zprávy Hradu byl dehydratovaný a mírně vyčerpaný.

#### Hospitalizace v ÚVN v říjnu a listopadu 2021
V neděli 10. října 2021 (krátce po povolebním jednání s Andrejem Babišem) byl Zeman v bezvládném stavu převezen do Ústřední vojenské nemocnice. Ošetřující lékař Miroslav Zavoral veřejnosti diagnózu nesdělil. Dne 18. října 2021 předseda Senátu Parlamentu ČR Miloš Vystrčil citoval stanovisko Ústřední vojenské nemocnice, které nemocnice 13. října 2021 předala vedoucímu Kanceláře prezidenta republiky Vratislavu Mynářovi, že Zeman v současné době není ze zdravotních důvodů schopen vykonávat pracovní povinnosti a zlepšení je málo pravděpodobné. Dne 5. listopadu 2021 vydalo lékařské konzilium tvořené mj. kardiochirurgem Pavlem Pafkem, fyzioterapeutem Pavlem Kolářem, biochemikem a nefrologem Tomášem Zimou, psychiatrem Martinem Andersem, transplantačním hepatologem IKEMu Pavlem Taimrem, neurologem Robertem Rusinou a gastroenterologem Robertem Brůhou prohlášení, ve kterém uvedli, že Zeman je hospitalizován pro závažnou dekompenzaci chronického onemocnění, které vedlo k celkovému zhoršení zdravotního stavu, a v daný moment mu neumožňuje se naplno věnovat pracovním povinnostem. Člen konzilia Pavel Pafko později téhož dne doplnil, že Zeman trpí chronickým onemocněním jater (cirhózou) a přišel do Ústřední vojenské nemocnice v Praze těžce podvyživený. Byla mu zavedena vyživovací sonda do žaludku a jeho hospitalizace potrvá další tři až čtyři týdny. Podle informací z prezidentova okolí byla sonda zavedena již první den hospitalizace (10. října 2021). Zeman nemocnici opustil 25. listopadu 2021. Ještě tentýž den, 25. listopadu 2021, se však do Ústřední vojenské nemocnice vrátil, podle médií kvůli pozitivnímu testu na covid. Ústřední vojenskou nemocnici opustil 27. listopadu 2021.

#### Hospitalizace a operace v březnu 2024
Dne 14. března 2024 byl Zeman hospitalizován v motolské nemocnici. Podle jeho mluvčího Jiřího Ovčáčka hospitalizace souvisí s diabetem, kterým Zeman dlouhodobě trpí. Mluvčí nemocnice Pavlína Danková pro ČTK uvedla, že byl operován byl kvůli nedokrvení nohy způsobenému krevní sraženinou. Druhý den nemocnice uvedla, že Zeman „absolvoval hybridní výkon se zprůchodněním tepny a obnovením prokrvení“ a že prognózu délky hospitalizace nelze nyní určit. Dne 3. dubna 2024 byl propuštěn do domácího léčení.

### Majetkové poměry
Jaroslav Kmenta ve svém díle citoval policejní odposlechy Františka Mrázka, kterého zde označoval jako kmotra českého podsvětí, ve své knize uvedl mj. ke korupčnímu potenciálu Miloše Zemana i následující: „‚Nejhorší na tom je to, že Mlhovi [Miloš Zeman] peníze nic neříkají, zatímco Prófa [Václav Klaus] je má rád. Mlha tak akorát chleba se sádlem a tři okurky. Mlha potřebuje body, aby ho lidi měli rádi,‘ postěžoval si v březnu 2000 Mrázek svému příteli [Igoru] Šafránkovi. (…) Mrázek byl nešťastný, že se mu nedaří prosadit u bankéřů a politiků obrovský byznys za více než dvě miliardy korun – ovládnutí největší české stavební firmy, IPS, Inženýrské a průmyslové stavby.“
V červnu 2013 Miloš Zeman založil Prezidentský fond (Nadační fond Prezidenta republiky Ing. Miloše Zemana) a oznámil, že na něj bude každý měsíc až do března 2018 vkládat třetinu svého platu, tedy 60 tisíc korun. Fond měl mít za úkol umoření státního dluhu, nicméně doposud tak použit nebyl. V květnu 2016 na přímý dotaz, kolik má zhruba finančních prostředků na svém osobním účtu, uvedl, že: „Přibližně 10 mil. Kč a jsou to celoživotní úspory od začátku dospělosti, kdy jsem si začal ukládat na vkladní knížku, až do současné doby, kde se mně tam kumulujou prostředky z platu prezidenta, přičemž podotýkám, že třetinu tohoto platu dávám na Fond ohrožených dětí.“ K roku 2016 se v tomto fondu nashromáždily finanční prostředky různých přispěvatelů ve výši přes 3 mil. Kč.
V únoru 2019 koupil za 2,5 milionu korun pozemek v Lánech.

## Politická činnost do roku 2013

### Před rokem 1989
Během pražského jara v roce 1968 vstoupil do KSČ. Ze strany byl vyloučen po začátku normalizačních čistek v roce 1970 kvůli nesouhlasu s okupací vojsk Varšavské smlouvy a článku ve studentském časopisu VŠE, ve kterém přirovnal komunismus k fašismu. V letech 1971 až 1984 pracoval v tělovýchovném podniku Sportpropag v oddělení komplexního modelování. Také se účastnil přednášek Vědeckotechnické společnosti. Poté byl až do roku 1989 zaměstnán v podniku Agrodat, kde se zabýval simulačními modely zemědělských systémů.
Od 31. ledna 1984 vedla Správa kontrarozvědky pro ochranu ekonomiky (součást Státní bezpečnosti) Miloše Zemana jako prověřovanou osobu. Není jasné, co bylo důvodem sledování. Svazek byl skartován na začátku prosince roku 1989.
V srpnu 1989 vyšel jeho článek „Prognostika a přestavba“ v Technickém magazínu, ve kterém na základě vědeckých poznatků kritizoval tehdejší režim. Jeho účinek umocnily provokativní kresby ilustrátora Pavla Matušky. Za tento článek byl propuštěn z tehdejšího zaměstnání v Agrodatu. Článek vznikal od roku 1984 původně pro časopis Vesmír, jehož redaktor ho odmítl publikovat. Po srpnu 1989 byl článek v Rudém právu zkritizován a Zeman byl nařknut, že manipuloval se statistickými daty. Reagoval žalobou, kterou za něj podal Pavel Rychetský. Celý spor byl dořešen až po Sametové revoluci tištěnou omluvou šéfredaktora Zdeňka Hořeního.
„…s probíhající přestavbou dostává u nás skutečně prognostika poprvé normální podmínky pro svou existenci. Mizí nadšené chvalozpěvy na světlou budoucnost, která nám bude darována díky moudrému a neomylnému vedení. Začíná střízlivý rozbor budoucích příležitostí a rizik, při kterém často s hrůzou zjišťujeme, že nejvýraznější rizika mohou vzniknout jako důsledek nekvalifikovaných (ať již uskutečněných nebo projektovaných) rozhodnutí tohoto vedení.“
– Miloš Zeman, Prognostika a přestavba, srpen 1989
Po otištění článku byl Janem Martinkem, vedoucím redaktorem Hospodářského zápisníku Československé televize, pozván do uvedeného pořadu jako host. I přesto, že v něm Zeman otevřeně kritizoval tehdejší režim, byl záznam nakonec odvysílán. Zeman v rozhovoru mj. uvedl:
„Asi vás nepotěším. Za posledních čtyřicet let jsme se dostali z desátého místa ve světě na čtyřicáté místo. V některých oblastech je to ještě horší. Například ve vědeckotechnickém rozvoji podle oficiálně publikovaných informací jsme dnes zhruba na úrovni Alžírska nebo Peru a hluboko pod Portugalskem, které je považováno za nejzaostalejší zemi západní Evropy. (…) Já sám si tento vývoj vysvětluji tím, že jsme ekonomická rozhodnutí přijímali nepromyšleně, že tato nepromyšlenost vyplývala především z toho, že neexistovala zdravá soutěž alternativních rozhodnutí a že i rozhodnutí, která měla velice varovné důsledky, byla přijímána, aniž by existovala jakákoliv společenská kontrola jejich efektivity. (…) Nikde není řečeno, že bez změny řízení, bez skutečné přestavby by u nás ve velice dohledné budoucnosti nedošlo k prázdným obchodům, inflaci, stávkám, manifestacím, to všechno jsou samozřejmě věci, které nikdo nechce slyšet, ale prognostik je tady právě od toho, aby varoval.“

### Sametová revoluce
| Myslím si, že největším nebezpečím, které nám po revoluci hrozí, je docela obyčejný populismus. Ať už nacionální, ekonomický nebo ekologický. Když člověk vyleze na náměstí a začne hulákat: „My národ iks jsme bohem vyvolení“, nebo „Jsme hrdí na to, že jsme“, prognostik musí mít odvahu mu říct, že národ vede k budoucí zkáze. Že teď mu lidé tleskají, ale o to víc ho budou za pět, deset, patnáct let nenávidět. Nejde ovšem ani tak o toho člověka, který je většinou stejně nepoučitelný. Prognostik by měl mít odvahu říkat to lidem. Říct jim, když to vyjádřím trochu razantně, třeba i to, že vás jako poslance, nezajímají jejich názory. I když je strašné říkat tohle svým aktuálním nebo potenciálním voličům. Ale žádný poslanec by neměl podléhat haló efektům, davům na náměstí, křiku. |
| Miloš Zeman pro Mladý svět, 1990, s. 5 |

V listopadu 1989 se zúčastnil pražských demonstrací, ale jeho přímou účast na demonstraci na Národní třídě 17. listopadu vyvrací člen vyšetřovací komise Hulík. Sám Zeman v minulosti přiznal mezi svými spolupracovníky, že byl s průvodem na Vyšehradě a pak se z Výtoně vrátil domů. Jako prognostik předpověděl pád komunistického režimu na jaře 1990. Sám se domnívá, že svým článkem s názvem Prognostika a přestavba, který v zásadě sepsal již v roce 1984, ale publikoval jej až v roce 1989 v Technickém magazínu, možná aktivně přispěl k Sametové revoluci. Během událostí z konce roku 1989 se zapojil do činnosti Občanského fóra, kam ho přivedl novinář Svobodného slova Petr Kučera. Jeho krátký projev na Letenské pláni 25. listopadu 1989, kde srovnával životní úroveň v Československu např. s africkými státy, měl u účastníků obrovský ohlas. Podle vzpomínek tehdejších přímých účastníků to byla jediná akce, jíž se na činnosti Občanského fóra podílel.

### Poslanec Federálního shromáždění
V lednu 1990 zasedl v rámci procesu kooptací do Federálního shromáždění po sametové revoluci jako bezpartijní poslanec, respektive poslanec za OF, do české části Sněmovny národů (volební obvod č. 3 – Praha 3 – Praha 10). Mandát obhájil za OF ve volbách roku 1990. Po rozkladu Občanského fóra přešel v roce 1991 do Občanského hnutí, od ledna 1992 pak byl členem poslaneckého klubu Klub Sociálně demokratické orientace. Působil ve funkci předsedy rozpočtového výboru parlamentu. Současně v letech 1990–1993 pracoval jako vědecký pracovník Prognostického ústavu ČSAV, do kterého nastoupil v lednu roku 1990. V tomto období rovněž spoluzakládal československou pobočku Římského klubu.
Jako poslanec Federálního shromáždění vyslovil nesouhlas s vysídlením Němců z Československa, které označil za porušení demokracie a přirovnal ho ke stalinským nuceným migracím.
| Teď přicházejí dvě další vrstvy – ekonomická a sociální. Vznikne u nás střední stav, majetková diferenciace a při tradičním českém rovnostářství se tady opět objeví zesílená závist a sociální konflikty. A pak je tady další vrstva. To je ten Stalin v nás. Větší nebo menší kus komunisty v nás. Když nedokážeme změnit sami sebe, revoluce nebude úspěšná. Pozoruju sám na sobě i na svém okolí, jak nás často a nejen v parlamentu, třeba i v novinách dráždí, když na nějakou otázku nejsou relativně jednotné názory. Člověk si říká, vždyť je to proboha jasný, jak může ten idiot tvrdit opak? Jenže za prvé je to jasné jen vám, za druhé bůhví, jestli vaše jasnost je skutečnou jasností. My všichni podvědomě toužíme po monolitní jednotě. Sice natřené na jinou barvu, ale stále monolitní. A podstata není v barvě. Stále se ještě bohužel chováme komunisticky. |
| Miloš Zeman pro Mladý svět, 1990, s. 6 |

K roku 1990 je profesně uváděn jako vědecký pracovník Prognostického ústavu ČSAV, bytem v Praze.
Ve volbách do Federálního shromáždění roku 1992 přešel do Sněmovny lidu, nyní jako poslanec za Českou stranu sociálně demokratickou (ČSSD) (volební obvod Jihočeský kraj), do které vstoupil v roce 1992. Podle vzpomínek Vladimíra Špidly byl iniciátorem zapojení Miloše Zemana do ČSSD a na kandidátku této strany ve volbách roku 1992 jihočeský politik Václav Svoboda. Kandidátce ČSSD totiž tehdy v jižních Čechách prý chyběla výrazná osobnost a Svoboda navrhl oslovit tehdy politicky nezařazeného Miloše Zemana. Emisaři ČSSD náhodou dorazili za Zemanem jen o několik hodin dříve, než se u něj se stejnou nabídkou objevili i vyslanci dalšího politického subjektu, Liberálně sociální unie, takže Zeman dal přednost ČSSD a odstartoval svou kariéru v této formaci. Ve Federálním shromáždění setrval do zániku Československa v prosinci 1992. Ve Federálním shromáždění se profiloval jako zastánce udržení společného státu a navrhl vznik česko-slovenské unie. I když byl návrh původně schválen, nebyl pak dále rozvinut. Hnutí za demokratické Slovensko (HZDS) myšlenku unie podpořilo, ale pro nesouhlas jejího koaličního partnera na federální úrovni ODS od této podpory později ustoupilo.

### Předseda ČSSD
| V každém člověku je vedle touhy po svobodě také touha po řádu. (…) A nám samozřejmě hrozí riziko, že se opět semkneme do davu. Ten dav bude stát na druhé straně barikády, než stával, ale bude to tentýž dav. Proto bychom se měli vyhnout všem davovým psychózám, všem populistickým náladám. Tato společnost, které bylo několikrát v historii puštěno žilou tím, že nejlepší část její inteligence emigrovala, stojí před poměrně silným rizikem, že jakmile bude zbavena jednoho krotitele, začne si sama hledat jiného. Kohokoliv nabízejícího sílu, právo, pořádek a samozřejmě nádavkem prosperitu – a jen tak mimochodem i spravedlnost. Ovšem spravedlnost v tom jedině správném výkladu. |
| Miloš Zeman pro Mladý svět, 1990, s. 7 |

V roce 1992 se Zeman stal předsedou městské stranické organizace ČSSD v Praze a o rok později i předsedou celé strany. Ve funkci předsedy ČSSD působil až do roku 2001. Této politické straně s dlouholetou tradicí, která však krátce po sametové revoluci byla jen jedním z mnoha politických subjektů, dopomohl Zeman během několika let nejprve k pozici nejsilnější opoziční strany a nakonec i k vítězství ve volbách do Poslanecké sněmovny.

### Předseda Poslanecké sněmovny
Poslancem se znovu stal až po volbách do české Poslanecké sněmovny v roce 1996. Během předvolební kampaně projížděl republikou v autobuse Zemák, což byl nápad jeho přítele Miroslava Šloufa. ČSSD pod Zemanovým vedením dosáhla ve volbách historického úspěchu. Při volbách do České národní rady v roce 1992 strana získala pouhých 6,53 %, o čtyři roky později jí zisk 26,44 % vynesl druhé místo a ČSSD tak za vítěznou ODS zaostala o pouhá tři procenta. To znemožnilo tehdejšímu předsedovi občanských demokratů Václavu Klausovi sestavit většinovou vládu. Za toleranci menšinové vlády získal křeslo předsedy Poslanecké sněmovny, které zaujímal až do předčasných voleb v roce 1998.
Dne 14. září 1997 (60. výročí úmrtí T. G. Masaryka) obdržel v Rudolfinu „Čestnou medaili T. G. Masaryka“ Masarykova demokratického hnutí, spolu s Petrem Pithartem a Václavem Klausem.

### Předseda vlády České republiky
22. července 1998 se po vítězných volbách stal českým premiérem, kterým byl pak po celé volební období až do 12. července 2002. Jeho jednobarevná menšinová vláda byla tolerována ze strany ODS na základě tzv. opoziční smlouvy. Zároveň ve volebním období 1998–2002 zasedal jako poslanec v Poslanecké sněmovně Parlamentu České republiky.

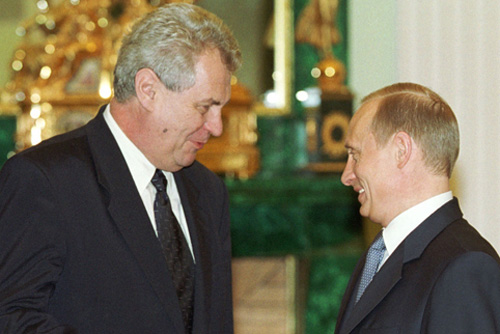
Miloš Zeman a Vladimir Putin (2002)

Již v průběhu funkčního období oznámil Zeman, že v roce 2001 nebude obhajovat pozici předsedy ČSSD, a toto místo přenechal Vladimíru Špidlovi, který po dalších vítězných volbách ČSSD převzal po něm i funkci premiéra. Zeman se poté stáhl do politického ústraní a tvrdil, že politiku nadobro opouští, ačkoliv média i část politické scény předpovídaly jeho budoucí návrat.
V roce 2001 Zemanova vláda rozhodla o zahájení privatizace majoritního státního podílu ve společnosti Unipetrol. Parametry privatizace představovaly nejvyšší cena a strategický zájem. I když mezirezortní privatizační komise doporučila jako vítěze britskou společnost Rotch Energy, která nabídla 444 miliónů eur (tehdy asi 14,5 miliardy Kč), vláda v prosinci 2001 rozhodla o prodeji společnosti Agrofert, za 361 miliónů eur (tehdy asi 11,7 miliardy Kč). Agrofert však nezaplatil a požádal o ukončení privatizační smlouvy, v listopadu 2002 tak Špidlova vláda rozhodla o vyhlášení nové soutěže. Agrofert následně uzavřel kontrakt s PKN Orlen, podle kterého měl Andrej Babiš společnosti dopomoci k získání Unipetrolu výměnou za výhodně koupené podíly v jeho dceřiných chemičkách a rafinériích. PKN Orlen Unipetrol za 14,7 miliardy získal, nicméně ze smlouvy s Babišem jednostranně odstoupil a odmítl zaplatit smluvní pokutu. Babiš následně podal čtyři trestní oznámení, z nichž soud vyhověl pouze jednomu.
Zeman při představování volebního programu SPOZ 15. listopadu 2011 na tiskové konferenci k tomuto poznamenal: „Pokud jde o pana Babiše, byl jsem přímým účastníkem podpisu dohody s ním při privatizaci Unipetrolu a konstatuji, že pan Babiš tuto podepsanou dohodu nedodržel. To je pro mě dostatečný důkaz nevěrohodnosti pana Babiše. Nehledě na jistá další podezření, která se, doufám, časem prošetří.“

### Návraty do politiky
Brzy se Zeman o návrat do politiky skutečně pokusil, když na základě svého vítězství ve vnitrostranickém referendu v roce 2003 kandidoval na funkci prezidenta České republiky. Při volbě prezidenta dne 24. ledna 2003 však neuspěl, byl vyřazen již v prvním kole. V tajné volbě prohrál v souboji s bývalým předsedou ODS Václavem Klausem a senátorkou Jaroslavou Moserovou. Překvapivě nízký počet hlasů dokazoval, že ho nevolili ani někteří zástupci ČSSD.
Po tomto fiasku se stáhl a politické dění již pouze příležitostně glosoval. Přesto nadále ovlivňoval politickou scénu zejména prostřednictvím svých stále četných příznivců v ČSSD, např. Zdeňka Škromacha. Ostře kritizoval působení jak Vladimíra Špidly (ačkoliv jej původně doporučil jako svého následovníka), tak jeho nástupce Stanislava Grosse, kterého považoval za hlavního viníka svého neúspěchu při prezidentské kandidatuře.
Smír uzavřel až s dalším předsedou ČSSD, Jiřím Paroubkem, a to přesto, že právě Paroubek v minulosti dlouhodobě patřil mezi Zemanovy ostré názorové oponenty. Vztahy mezi ním a Paroubkem však výrazně ochladly po volbách v roce 2006, kdy se Zeman s Paroubkem zásadně rozešli v názorech na nejvhodnější strategii povolebního vyjednávání, zkomplikovaného patovou situací v Poslanecké sněmovně.

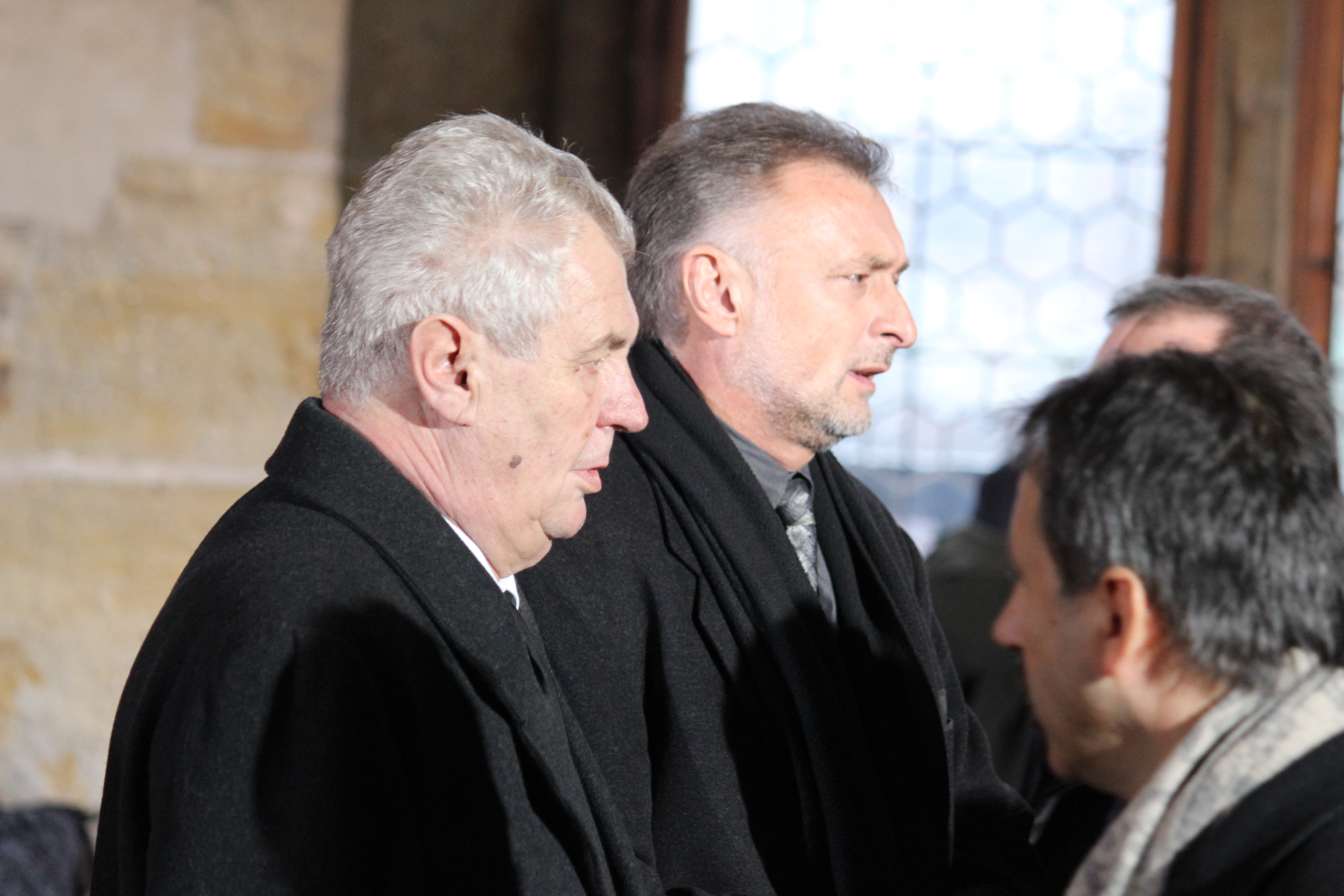
Rozloučení s Václavem Havlem ve Vladislavském sále 21. prosince 2011

Spory Miloše Zemana s Jiřím Paroubkem se vyhrotily v únoru 2007, kdy Paroubek Zemana obvinil, že v roce 1997 uzavřel nevýhodnou mandátní smlouvu s advokátem Zdeňkem Altnerem. Předmětem smlouvy bylo zastupování ČSSD ve sporu s Ministerstvem financí o vlastnictví Lidového domu, sídla ČSSD. Altner spor sice v roce 2000 vyhrál, ale později tvrdil, že mu ČSSD neuhradila odměnu sjednanou ve smlouvě. Úroky z údajně nezaplacené odměny mezitím narostly natolik, že svou výší začaly ohrožovat existenci ČSSD jako takové, neboť pravomocné uznání nároku soudem by nejspíše vedlo ke konkursu a následnému pravděpodobnému zániku ČSSD. Konflikt mezi Jiřím Paroubkem a Milošem Zemanem vyvrcholil poté, co na Miloše Zemana podal v souvislosti s touto kauzou trestní oznámení Jaroslav Novák, známý pod přezdívkou Večerníček. Miloš Zeman to označil za skrytou aktivitu Jiřího Paroubka a 21. března 2007 vystoupil z ČSSD.
Dalším náznakem návratu Miloše Zemana do politiky bylo otevření pražské kanceláře jeho příznivci.
Jeden z iniciátorů – Miroslav Šlouf – otevřeně řekl, že cílem této akce je, aby byl Miloš Zeman zvolen prezidentem České republiky. Jiní představitelé ČSSD to však nepovažovali za reálné. Následně vedle sdružení vznikla také Strana Práv Občanů ZEMANOVCI, za kterou ohlásil kandidaturu v parlamentních volbách jako lídr v Ústeckém kraji a jejímž významným sponzorem je český zástupce ruské ropné společnosti Lukoil. Po volbách do Poslanecké sněmovny Parlamentu České republiky v roce 2010, ve kterých ZEMANOVCI nepřesáhli 5 %, které jsou nutné pro vstup do poslanecké sněmovny, oznámil svou rezignaci na post předsedy strany. Do budoucna přislíbil straně svou podporu v dalších kampaních jako například ve volbách do zastupitelstev obcí 2010. Dne 13. listopadu 2010 byl zvolen čestným předsedou SPO.

## Prezidentské volby 2013
V roce 2012 oznámil, že bude kandidovat, s podporou Strany Práv Občanů, v prezidentské volbě konané v roce 2013. Koncem června 2012 nasbíral potřebných 50 000 podpisů občanů podporujících jeho kandidaturu.

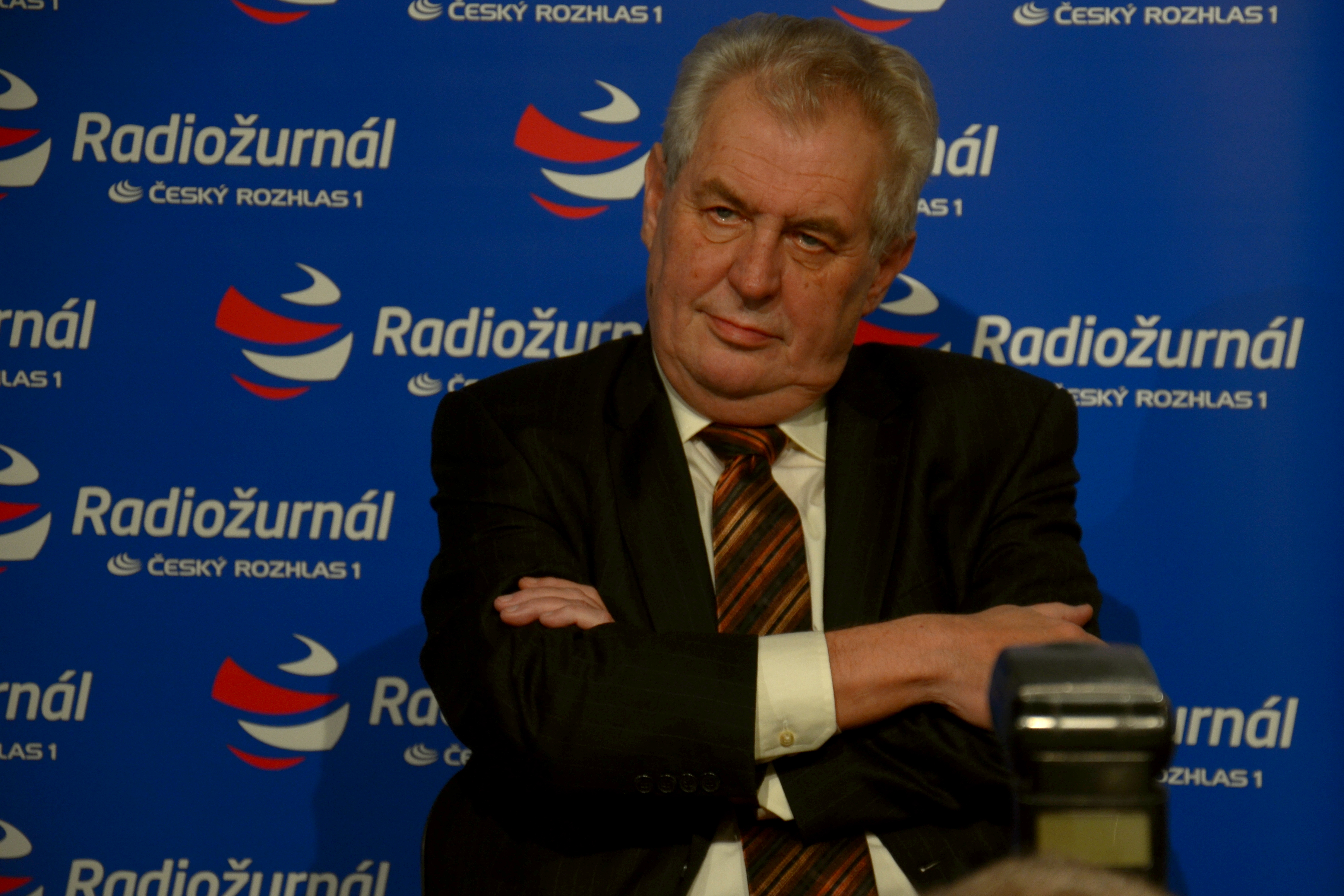
Miloš Zeman v prezidentské předvolební kampani (leden 2013)

V rámci předvolební kampaně pro prezidentské volby v roce 2013 požádal, stejně jako další kandidát Jiří Dienstbier, o podporu vedení KSČM. KSČM nakonec podpořila oba kandidáty.
V 1. kole prezidentských voleb, které se konaly v termínech 11. a 12. ledna 2013 se Miloš Zeman umístil na prvním místě s počtem 24,21 % hlasů. Do druhého kola postoupil společně s Karlem Schwarzenbergem. Ve druhém kole, které se konalo 25. a 26. ledna 2013, získal 54,8 % hlasů a stal se novým zvoleným prezidentem České republiky. Zvítězil ve všech krajích kromě hlavního města Prahy.
Podle zmínek v českém tisku respektive jeho onlinových vydáních byl zvolený prezident Zeman v zahraničních médiích po volbě označován za politika neomaleného stylu s populistickým akcentem. Taková byla dne 26. ledna 2013 vyjádření francouzského deníku Le Monde, podobně také německých novin Die Welt a rakouského deníku Kurier, kde byl Zeman označen za „levicového populistu“, stejně jako ve vysílání BBC. Britský konzervativní deník The Telegraph se domníval, že Zemanovu prezidentskou kampaň financovala ruská ropná společnost Lukoil.
Nejvyšší správní soud obdržel po prezidentské volbě velký počet návrhů na jejich neplatnost. Ve své zprávě konstatoval, že Miloš Zeman a jeho volební tým jednali protizákonně tím, že se dopustili několika nepravdivých tvrzení a lží na adresu svého protikandidáta Karla Schwarzenberga. Zeman obvinil Schwarzenberga, že vyhnal učitelku ze svého zámku v Čimelicích, což dotyčná sama popřela. „Když jste restituoval zámek v Čimelicích, bylo tam učiliště pro zdravotně postižené děti. Tomuto učilišti jste nasadil takové nájemné, že se muselo vystěhovat. Zadruhé, Táňa Bílá, učitelka na učilišti, přišla o služební byt a musela k příbuzným. Je toto ochrana slabých a chudých?“ Dále podle Zemana předseda sudetoněmeckého Landsmannschaftu Bernd Posselt veřejně podpořil Karla Schwarzenberga v listu Süddeutsche Zeitung „s nadějí, že se obnoví či rozšíří spolupráce s tímto krajanským sdružením.“ Od tohoto výroku se distancovaly Britské listy, na kterých údajně Zeman tuto informaci získal, i Posselt sám. A na oficiálních stránkách Zemanovy kampaně byl uveden výrok, opřený údajně o článek Adama B. Bartoše, že ministr zahraničí „Cíleně zamlčel, že i jeho rodiče měli kolem sebe samé nacisty a že dokonce v rodovém sídle, kde pobývá jeho manželka Therese, dosud visí obrazy s hákovými kříži a hajlujícími lidmi.“ Zeman se za výroky omluvil. Nejvyšší správní soud dospěl k závěru, „že v průběhu volební kampaně došlo k nezákonnostem schopným ovlivnit volební výsledek, avšak nikoliv tak intenzivním způsobem, který by mohl konečný výsledek změnit.“

## První mandát prezidenta České republiky

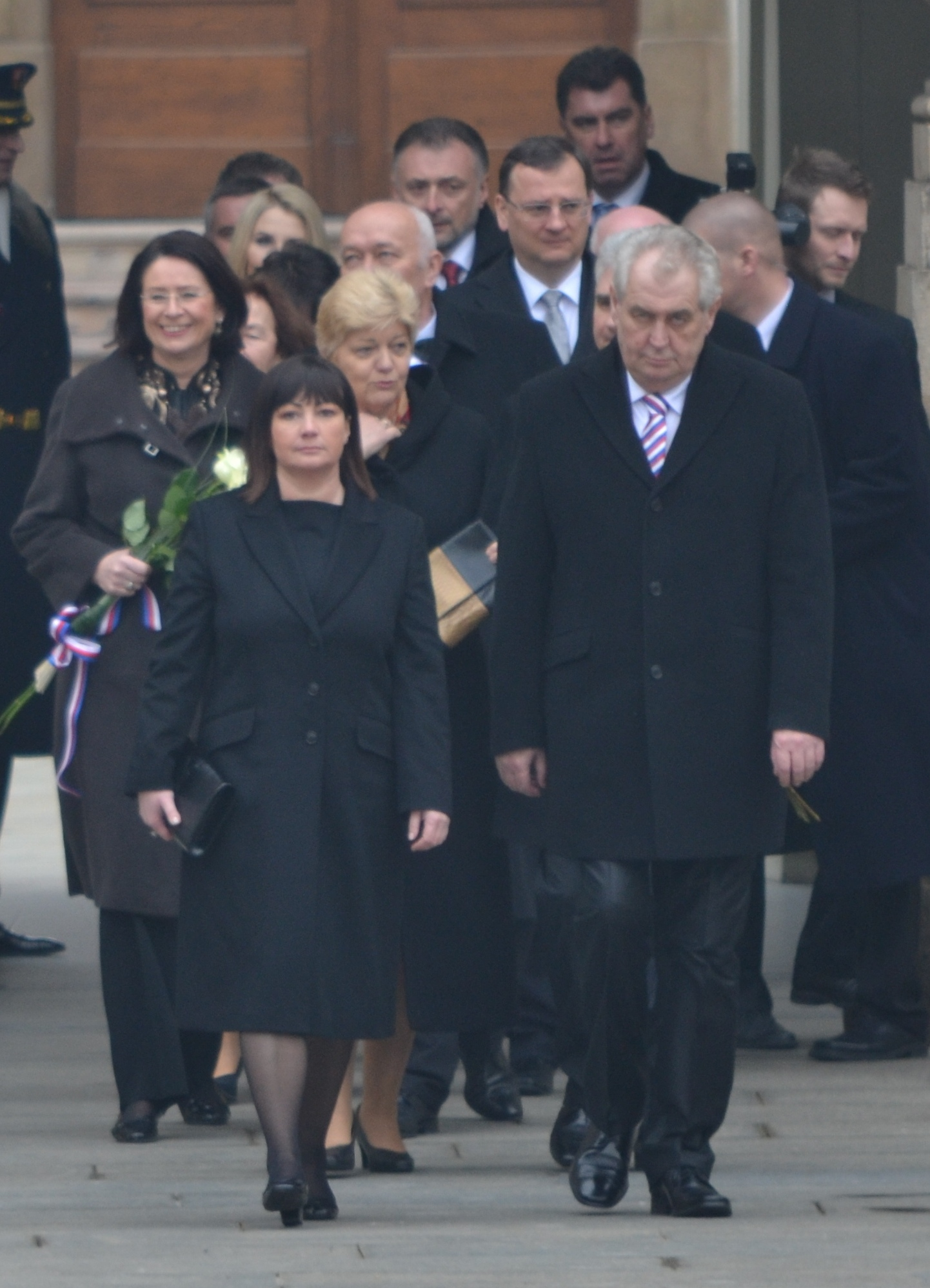
Miloš Zeman s chotí v den prezidentské inaugurace (8. března 2013)

V 10 hodin a 17 minut v pátek 8. března 2013 složil Miloš Zeman prezidentský slib a stal se tak třetím prezidentem České republiky. Z tohoto titulu mu přísluší řádové insignie dvou nejvyšších státních vyznamenání, Řádu Bílého lva a Řádu Tomáše Garrigua Masaryka.

### Domácí politická scéna
Úřad hlavy státu chtěl Zeman podle svého inauguračního projevu využít pro roli prostředníka vyjednávání. „Nabízím prezidentský úřad jako neutrální pole pro dialog všech parlamentních stran, ale i dalších významných společenských organizací, ať už jsou to odbory, zaměstnavatelské svazy a další instituce. Jako prezident, který není přímo ani nepřímo spojen s žádnou parlamentní stranou, nabízím, budou-li si to zúčastněné strany přát, roli prostředníka a roli moderátora, ale v žádném případě nikoli roli soudce, protože tato role prezidentu republiky evidentně nepřísluší.“
25. června 2013, několik dní poté, co podala demisi vláda Petra Nečase, pověřil prezident Zeman sestavením nové vlády Jiřího Rusnoka. Nevyslyšel tak požadavek vládní koalice, která krátce před jmenováním přišla s tím, že v dolní komoře drží potřebnou většinu 101 hlasů a na premiérský post prosazuje Miroslavu Němcovou. Jmenování nové vlády následně kritizovali místopředseda Evropského parlamentu Othmar Karas a šéf tamního zahraničního výboru Elmar Brok, kteří požadovali, aby Evropská unie „rychle prověřila“, zda vznik vlády v ČR neodporuje unijním hodnotám. Prezident Zeman na to reagoval s tím, že by se měli nejprve seznámit s českou ústavou a dodal, že Ústava ČR jasně říká, že „prezident republiky jmenuje předsedu vlády, aniž by stanovila podmínku, že tuto vládu musí předem schválit sněmovna.“
Před hlasováním o důvěře Rusnokově vládě 7. srpna opustili poslanci Tomáš Úlehla, Jan Florián a Karolína Peake sněmovnu. Vládě důvěra vyslovena nebyla, absencí výše zmíněných poslanců však koalice přišla o většinu 101 hlasů, a tak de facto zanikla. Rusnok předal Zemanovi demisi vlády dne 13. srpna, prezident pak jeho vládu pověřil pokračováním ve výkonu funkce v demisi až do složení vlády nové. 28. srpna 2013 prezident Zeman podepsal rozpuštění sněmovny a vyhlásil termín předčasných voleb na 25. a 26. října 2013. V těchto volbách zvítězila Česká strana sociálně demokratická před hnutím ANO 2011. Do Poslanecké sněmovny zasedli také poslanci Komunistické strany Čech a Moravy, hnutí TOP 09, Občanské demokratické strany, hnutí Úsvit přímé demokracie Tomia Okamury a Křesťanské a demokratické unie – Československé strany lidové.

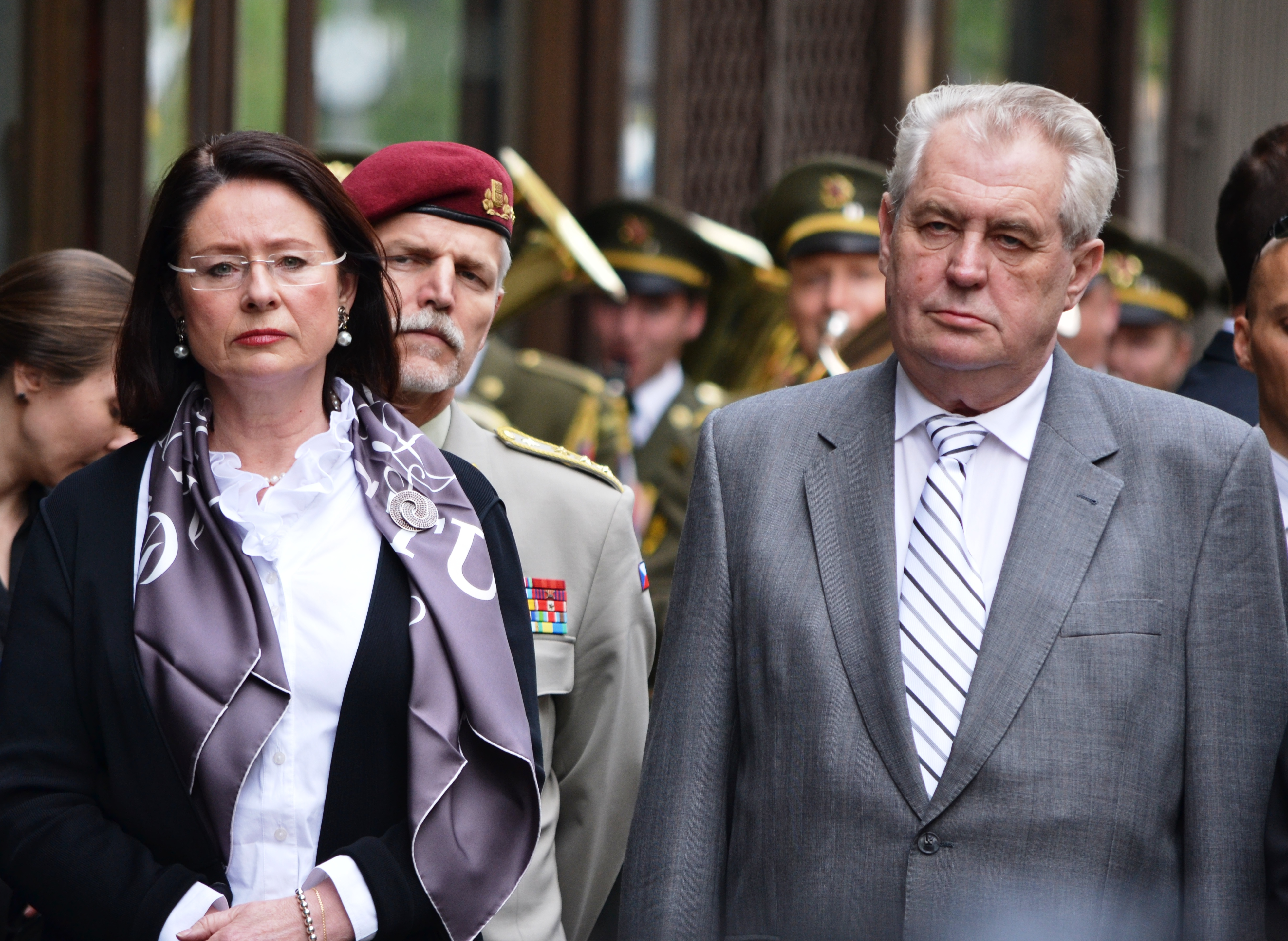
Miroslava Němcová, Petr Pavel a Miloš Zeman při vzpomínkové akci k výročí Pražského povstání (5. května 2013)

Po předčasných volbách si na den 26. října 2013 do zámku Lány pozval vedení ČSSD (Haška, Tejce, Škromacha), přitom řádně zvolený a úřadující předseda strany Bohuslav Sobotka pozván nebyl. Hašek i další účastníci několikrát v médiích popřeli, že by se schůzka konala, ale nakonec pod mediálním tlakem schůzku potvrdili, což vedlo k jejich rezignacím na vrcholné stranické funkce. Zeman poté prohlásil, že považuje za komické utajovat jakoukoliv schůzku a současně odmítl názor, že by šlo o pokus o převrat ve vedení ČSSD.
V pátek 27. února 2015 uctil památku obětí střelby v Uherském Brodě.
Na výročí sametové revoluce dne 17. listopadu 2015 vystoupil s projevem na demonstraci pořádané hnutím Blok proti islámu se svým projevem, ve kterém mimo jiné zdůraznil, že „Když se ptám, co způsobuje migraci, pak vím, že velká většina těchto ilegálních migrantů jsou mladí, dobře živení, muži. A já se ptám, proč tito muži nebojují za svobodu své země proti Islámskému státu. A pokud přicházejí ze zemí, kde se nebojuje, ptám se, proč nepracují pro svoji vlast a pro její zvelebení, aby jejich země překonala dosavadní zaostalost.“ Za svůj výstup byl kritizován premiérem Sobotkou, ministrem pro lidská práva Dienstbierem a lidoveckými europoslanci, podle nichž podporuje fašizující hnutí. Předmětem kritiky se stala zejména skutečnost, že prezident stál na pódiu vedle Martina Konvičky, jenž byl druhý den obviněn z šíření nenávisti. Později prezident uvedl, že v době konání mítinku Martina Konvičku a jeho názory neznal a vyloučil, že by v budoucnu přijal jakékoli pozvánky na mítinky Bloku proti islámu. Nicméně v rozhovoru z června 2015 prezident vyjadřoval podporu Martinu Konvičkovi a jeho názorům, tudíž Martina Konvičku a jeho názory znal před 17. listopadem 2015.
Senát 3. března 2016 těsnou většinou přijal usnesení, v němž nabádal prezidenta, že by měl být ve svých vyjádřeních zdrženlivý, neměl by ohrožovat a poškozovat vážnost jiných ústavních orgánů a rozdělovat společnost. Důvodem byly Zemanovy výroky proti sankcím Evropské unie vůči Rusku za jeho anexi Krymu, nejmenování některých kandidátů na profesory, účast na demonstraci extremistického Bloku proti islámu nebo výroky na adresu premiéra včetně příměru s kalašnikovem.
Dne 4. května 2017 nechal Miloš Zeman na Pražském hradě připravit sál na akt podání demise předsedy vlády do rukou prezidenta. Předseda vlády Bohuslav Sobotka však přišel o probíhající vládní krizi diskutovat, nikoli podat demisi. Prezident tento fakt ignoroval, pronesl připravenou řeč a během proslovu Bohuslava Sobotky odešel ze sálu.
Dne 9. května 2017 předseda Senátu Milan Štěch prohlásil, že pokud prezident Zeman do týdne neodvolá ministra financí a předsedu ANO Andreje Babiše, je Senát připraven podat na prezidenta ústavní žalobu. Prezidentův mluvčí Jiří Ovčáček v reakci na to uvedl, že „vyhrožování prezidentu republiky je v demokratické společnosti nepřijatelné a neakceptovatelné.“

### Zahraniční politika

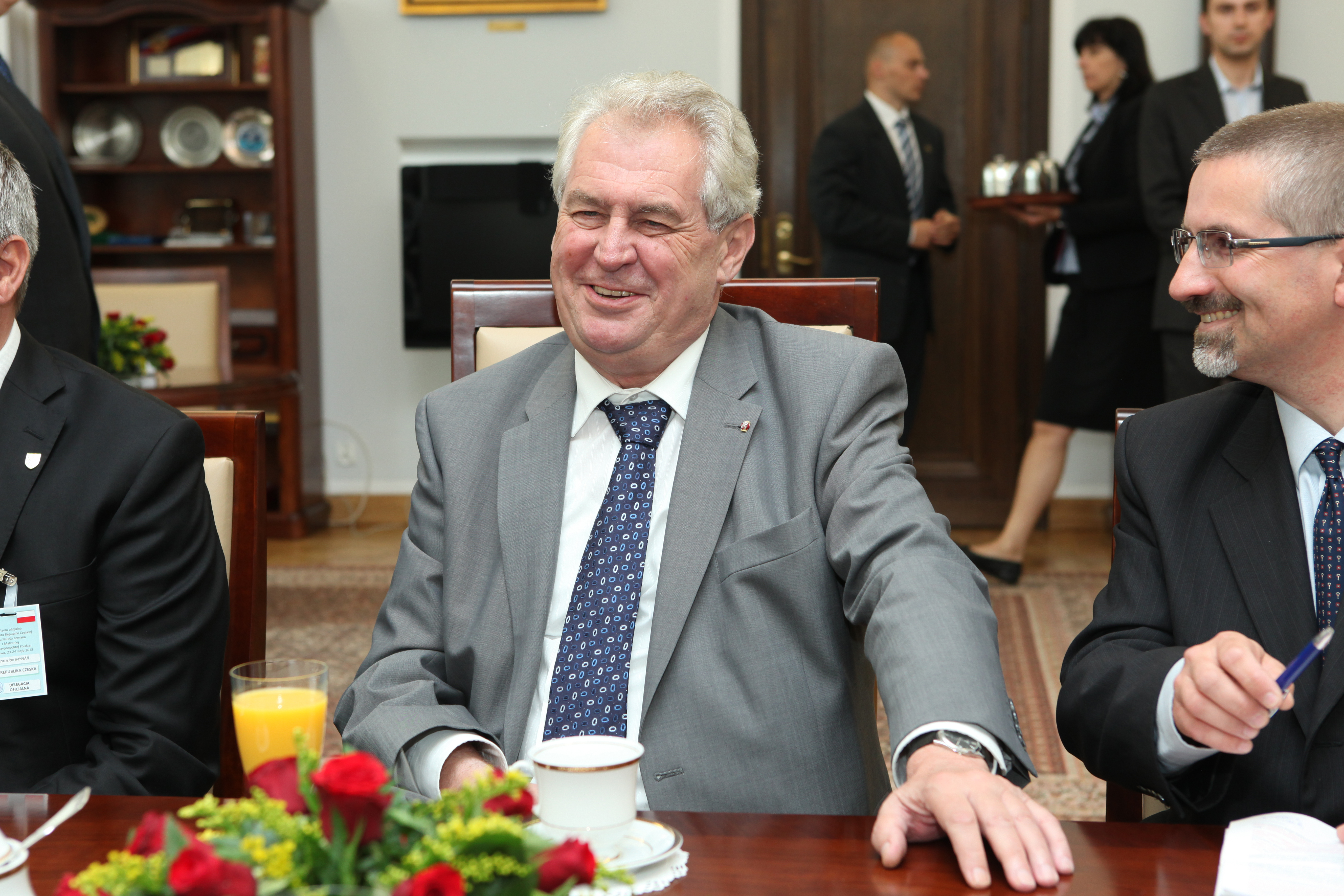
Miloš Zeman na návštěvě Senátu Polska (květen 2013)

Zeman uvedl, že podporuje ekonomickou diplomacii. Stran zahraniční politiky Zeman nejednou uvedl, že hodlá prosazovat tzv. „zahraniční politiku všech azimutů“ po vzoru Charlese de Gaulla; upřesnil, že pod tímto rozumí stoupence evropské spolupráce i spolupráce se Spojenými státy americkými, což podle něj neznamená nic jiného než to, že „při zachování všech spojeneckých závazků je zapotřebí udržovat přátelské a zejména ekonomické styky prakticky se všemi zeměmi.“ „Minimálně se všemi velkými zeměmi,“ ovšem při „zachování všech spojeneckých závazků, které máme jak v rámci NATO, tak v rámci Evropské unie.“
Ve funkci dne 3. dubna 2013 ratifikoval dodatek Lisabonské smlouvy, který umožňuje vznik záchranného fondu (tzv. Eurovalu) na pomoc ohroženým ekonomikám eurozóny. Současně na Pražském hradě nechal vztyčit vlajku Evropské unie. Oběma aktům v minulosti bránil předchozí prezident Václav Klaus. Vlajka EU tím nad sídlem prezidenta zavlála poprvé od vstupu Česka do Unie v roce 2004.
V říjnu 2014 vykonal státní návštěvu Čínské lidové republiky. Během této návštěvy se spolu s majitelem společnosti PPF Petrem Kellnerem setkal s čínským prezidentem Si Ťin-pchingem. Poskytl rozhovor čínské státní televizi, při kterém mimo jiné propagoval postavu českého krtečka. V rozhovoru řekl, že není možné zasahovat do vnitřních záležitostí jakéhokoliv státu. „Neučíme vás tržní ekonomiku ani lidská práva, naopak se od vás chceme učit,“ řekl Zeman. „Jsem v Číně, abych se naučil, jak urychlit ekonomický růst nebo stabilizovat společnost.“ Setkal se také s představiteli čínské občanské společnosti, s nimiž otevřel otázku lidských práv v zemi.
Do České republiky se vrátil soukromým letadlem pronajatým finanční skupinou PPF, za což sklidil od politiků kritiku. Jako důvod uvedl, že se snažil stihnout oslavy 28. října, konkrétně dekorování nových generálů. Přiletěl tak do ČR o dvě hodiny dříve, vládní letadlo totiž muselo kvůli tankování přistát v mongolském Ulánbátaru.

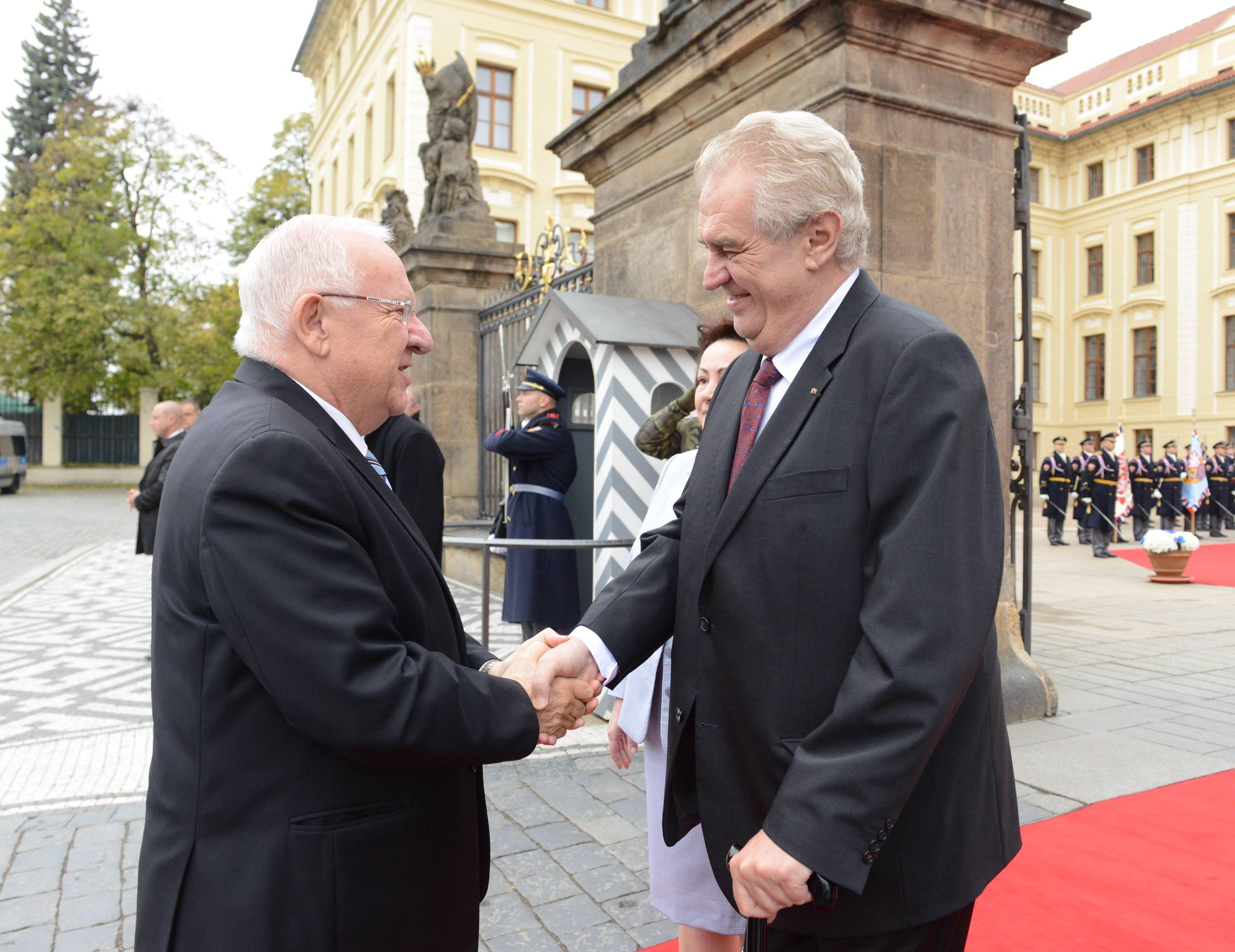
Zeman vítá na Pražském hradě izraelského prezidenta Re'uvena Rivlina (říjen 2015)

Dne 27. ledna 2015 vystoupil na mezinárodním fóru „Let My People Live!“ konaném na Pražském hradě s projevem, ve kterém přirovnal Islámský stát k nacistickému Německu a vyzval k ozbrojené mezinárodní akci proti němu. Za to sklidil kritiku od ministra zahraničí Lubomíra Zaorálka, který eventuální vojenské tažení označil za „křížovou výpravu.“ Zeman naopak Zaorálkova slova označil za politiku appeasementu a rozhodl se mu při nejbližší příležitosti věnovat symbolický Chamberlainův deštník.
Během státní návštěvy Jordánska 11. února vyjádřil český zájem o účast na rozvoji jordánské jaderné energetiky. O den později při státní návštěvě Spojených arabských emirátů otevřel nové sídlo českého velvyslanectví v Abú Zabí.
Dne 1. března téhož roku prezident odletěl na pracovní návštěvu Spojených států, kde jako historicky první evropský státník vystoupil na konferenci lobistické skupiny Americko-izraelský výbor pro veřejné záležitosti (AIPAC). Při této příležitosti přednesl projev, v němž se vyslovil pro rozhodnou mezinárodní akci proti islámskému terorismu s mandátem Rady bezpečnosti OSN. Publikum jeho projev několikrát přerušilo potleskem ve stoje. Na konferenci se také setkal s premiérem Izraele Benjaminem Netanjahuem a zástupci Sněmovny reprezentantů Spojených států amerických.
Na Den vítězství 9. května navštívil Moskvu kde se setkal s ruským prezidentem Vladimirem Putinem a ministrem zahraničí Sergejem Lavrovem. Za to byl kritizován pravicovou opozicí. Zeman prohlásil: „Já tam nejedu kvůli přehlídce techniky, já tam jedu, abych vyjádřil úctu těm padlým 150 tisícům vojáků ... jako výrazu vděčnosti za to, že v této zemi nemusíme mluvit německy, pokud bychom byli poslušní kolaboranti árijského původu.“ Vladimir Putin Zemanovi slíbil pomoc při vymáhání několikamiliardových pohledávek českých firem v Rusku.
11. května se v Praze setkal s vietnamským prezidentem Trương Tấn Sangem. O den později přijal na Pražském hradě prezidenta autonomního Iráckého Kurdistánu Masúda Bárzáního, kterému poděkoval za kurdský boj proti Islámskému státu.
V únoru 2016 v diskusi s občany v Kornaticích na Rokycansku přiznal výši výkupného, které stát vyplatil za dvě české dívky unesené v Balúčistánu, což kritizoval mimo jiné expert na terorismus a vyjednávání s únosci prof. Adam Dolník jako „strašně nebezpečné“, neboť tím „stát vytváří očekávání únosců, kolik tak mohou dostat peněz za občana toho daného státu, pokud ten člověk bude unesen.“
Na Velikonoční pondělí 28. března 2016 na pozvání Miloše Zemana přiletěl na státní návštěvu České republiky čínský prezident Si Ťin-pching. Při této třídenní návštěvě bylo podepsáno 30 obchodních dohod za téměř 300 miliard Kč, částka zahrnovala velmi rozdílné transakce, z nichž některé byly teprve v zárodečné fázi. Čínský prezident vyjádřil spokojenost slovy „Cítím se tu jako doma“, pochvalně se také vyjádřil o české historii a krajině.
13. října přijel Miloš Zeman spolu s Václavem Klausem a jejich doprovodem se zpožděním na státní pohřeb bývalého slovenského prezidenta Michala Kováče a na samotný obřad už nebyli vpuštěni, ale účastnili se až pozdějších částí pohřbu. Mluvčí prezidenta Jiří Ovčáček označil za důvod zpoždění špatné počasí a chybu letových dispečerů. Tyto důvody byly vyvráceny a 22. října se Ovčáček za svá slova adresovaná letovým dispečerům omluvil.
Dne 18. října 2016 byl Miloš Zeman jedním ze signatářů „Prohlášení čtyř nejvyšších ústavních činitelů“ o územní celistvosti Čínské lidové republiky v souvislosti s návštěvou dalajlámy v Česku. Toto prohlášení bylo kritizováno mnohými politiky, novináři i veřejností. Některé vysoké školy a univerzity na protest proti prohlášení vyvěsily tibetské vlajky.
V prosinci 2016 kancelář prezidenta informovala o pozvání od dezignovaného amerického prezidenta Donalda Trumpa, nemuselo se však jednat o oficiální pozvánku. Později nový velvyslanec v USA Hynek Kmoníček informoval o odložení schůzky. Miloš Zeman prohlásil, že od prezidenta Trumpa dostal dopis s omluvou za posunutí termínu schůzky. Dne 16. června 2017 přijala Miloše Zemana i s manželkou a dcerou britská královna Alžběta II.
V listopadu 2017, závěrem jeho pětidenní státní návštěvy v Rusku, obdržel prezident Zeman čestný doktorát od Uralské federální univerzity, jednoho z největších ruských vysokoškolských a výzkumných pracovišť – titul prezidentovi udělila Vysoká škola ekonomiky a managementu, která je jednou z hlavních univerzitních institucí; rektor mu při této příležitosti poděkoval za jeho „neocenitelný přínos k rozvoji přátelského vztahů a vzájemně prospěšné spolupráce mezi Českou republikou a Ruskou federací.“

### Jmenování
Kroky Miloše Zemana při jmenování členů Ústavního soudu a České národní banky byly odbornou veřejností hodnoceny kladně. Jmenování první instituce Zeman konzultoval s jejím tehdejším předsedou Pavlem Rychetským, u výběru druhé přihlédl k radám Jiřího Rusnoka. „Jeho nominace členů bankovní rady ČNB nesou punc dílny Jiřího Rusnoka, ale odborně ani politicky nejsou zpochybnitelné,“ komentoval výběr kandidátů vedoucí analytik UniCredit Bank Pavel Sobíšek. Jako ústavního soudce Zeman navrhl i Vojtěcha Šimíčka, kterého při schvalování v Senátu ocenil i pro jeho kritická vyjádření: „Kromě toho bych chtěl ocenit jeho (Šimíčkovu) odvahu, kdy v době, když jsem již byl zvolen prezidentem, kritizoval některé aspekty mé volební kampaně.“ Senát neschválil prezidentovy návrhy jmenovat ústavními soudci Jana Sváčka, Jiřího Nykodýma a Miroslava Výborného. Poslední dva se jako dosavadní ústavní soudci podíleli na zamítnutí návrhu ČSSD na zrušení zákona o církevních restitucích, což bylo často zmiňováno jako důvod jejich nízké podpory v Senátu.
Již v březnu 2013 započal spor mezi Zemanem a ministrem zahraničí Karlem Schwarzenbergem o post velvyslance na Slovensku. Zeman prohlásil, že by na tomto postu rád viděl bývalou první dámu Livii Klausovou, která ho podporovala během jeho prezidentské kampaně. V dubnu 2013 Zeman řekl, že případně obejde ministerstvo zahraničí a prosadí Klausovou přímo při jednání s premiérem. To však nakonec neučinil. Jmenování Klausové velvyslankyní schválila až Rusnokova vláda 31. července 2013 v tajném hlasování, a to i přesto, že sám Rusnok tvrdil, že jeho vláda bez důvěry tento krok neuskuteční.
V květnu 2013 prohlásil, že odmítá jmenovat literárního historika a kritika Martina C. Putnu profesorem, i přesto, že byl navržen Karlovou univerzitou a splnil podmínky profesury. Zeman své rozhodnutí odmítl zdůvodnit, údajně z důvodu možného ponížení Putny. Média následně spekulovala, že důvodem mohla být častá kritika Putny na osobu Zemana, to však sám Zeman odmítl. Putna nakonec profesorem jmenován byl, jmenovací titul ale nepřevzal od Zemana, nýbrž od ministra školství Petra Fialy. Fiala a Zeman se pak dohodli na tom, že ministerstvo připraví novelu vysokoškolského zákona, podle které bude profesory jmenovat ministr školství. Novela vysokoškolského zákona schválená Poslaneckou sněmovnou v lednu 2016 nicméně jmenování profesorů prezidentem zachovala.
V lednu 2014 Miloš Zeman oznámil své kandidáty na post ombudsmana, který se po rezignaci Pavla Varvařovského nedlouho předtím uvolnil. Zeman navrhl Stanislava Křečka a Pavla Zářeckého. Druhý jmenovaný později nominaci z rodinných důvodů odmítl. Senát hlasy 37 svých členů potom Poslanecké sněmovně navrhl jako svoji kandidátku Annu Šabatovou. V prvním kole volby 13. února 2014 získala více hlasů Šabatová, nicméně se jí nepodařilo přesvědčit většinu hlasujících nutnou ke zvolení. O den později se konalo druhé kolo, ve kterém již Šabatová získala 85 hlasů od 168 přítomných poslanců a byla zvolena veřejnou ochránkyní práv. Stanislav Křeček se následně stal jejím zástupcem.
Dne 5. května 2015 odmítl podepsat jmenování tří nových profesorů, dosavadních docentů Jiřího Fajta, Ivana Ošťádala a Jana Eichlera. Jako odůvodnění uvedl tiskový mluvčí prezidenta Ovčáček v případě Fajta zprávu, podle které Národní galerie, jíž je Fajt ředitelem, údajně navrhovala, aby víc než milion korun z několikamilionového sponzorského daru Komerční banky sloužil jako příspěvek k tabulkovému platu. V případě docenta Eichlera bylo jako důvod uvedeno působení v propagandistickém aparátu Československé lidové armády a v případě Ošťádala předlistopadové kontakty na StB. Rektor Univerzity Karlovy Tomáš Zima označil tento krok za znevážení akademické obce univerzity a nepřijatelný zásah do principů akademických svobod. Česká konference rektorů vysokých škol předeslala, že se ceremoniálu předávání dekretů nezúčastní, hned následující den ho však ministr školství Marcel Chládek zrušil.
Univerzita Karlova a Vysoká škola ekonomická, společně se třemi kandidáty na profesory, které Zeman odmítl jmenovat, podaly na prezidenta správní žalobu, neboť podle jejich názoru zákon o vysokých školách nepřipouští možnost nepodepsat jmenovací dekret. Navrhly Městskému soudu v Praze, aby Miloši Zemanovi jmenování profesorů uložil. Jan Eichler žalobu stáhl. Soud v listopadu 2016 návrhu nevyhověl, Fajt a Ošťádal se ale hodlají dovolat k Nejvyššímu správnímu soudu.

### Vetování zákonů
Ohledně prezidentského veta se Zeman vyjádřil, že by parlamentu návrhy zákonů vracel pouze tehdy, kdyby se jednalo o „legislativní zmetky.“ První veto během 7. volebního období Poslanecké sněmovny uplatnil na navrhovaný zákon o státní službě. V srpnu 2014, kdy vláda návrh připravila, Zeman tento zákon zkritizoval a politické náměstky, se kterými tento zákon počítá, označil za „budižkničemy.“ V září ve Sněmovně předeslal, že pokud vláda politické náměstky ze zákona neodstraní, zákon nechá vetovat, a jestli Sněmovna jeho veto přehlasuje, podá stížnost na Ústavní soud. V říjnu Zeman zákon skutečně vetoval, brzy poté Sněmovna jeho veto přehlasovala. 7. listopadu podal prezident Zeman k Ústavnímu soudu návrh na zrušení zákona o státní službě. Soud však 30. června 2015 zrušil jen jedno jeho ustanovení, jinak návrh zamítl a zákon ponechal v platnosti. Zeman rovněž vetoval například zákon o střetu zájmů (tehdy mediálně nazývaný „lex Babiš“) a zákon o ochraně přírody a krajiny.

### Státní vyznamenání
V inauguračním projevu Zeman sdělil svůj záměr rozšířit počet udělovaných státních vyznamenání, protože věřil, „že mnoho lidí, kteří svojí celoživotní prací přispěli k rozvoji ČR, si takové ocenění zaslouží.“
Dne 21. října 2016 přinesla média informaci, že prezident republiky odmítl udělit Řád T. G. Masaryka Jiřímu Bradymu. Důvodem pro odmítnutí vyznamenání měla být schůzka ministra kultury Daniela Hermana, Bradyho příbuzného, s dalajlámou. V důsledku toho někteří čeští politici odmítli svou účast na slavnostním ceremoniálu předávání státních vyznamenání 28. října 2016.
Po ceremoniálu Zeman obvinil amerického velvyslance Andrewa Schapira, že se „jako téměř jediný z velvyslanců“ neúčastnil. Shapirovu účast nicméně potvrdily televizní záběry i německý velvyslanec, který vedle něho seděl. Zeman se za výrok omluvil.
Seznam osob, kterým Miloš Zeman udělil státní vyznamenání a zahrnul je mezi své oblíbence, obsahuje usvědčené bývalé spolupracovníky StB, komunistické nomenklaturní kádry, milicionáře, umělce a novináře, kteří kolaborovali s komunistickým režimem nebo současné spolupracovníky prokremelských a dezinformačních webů (Petr Žantovský, Erik Best). Udělení vyznamenání nebo otevřená podpora Miloše Zemana má negativní ohlas zejména v akademické a kulturní sféře a pro vyznamenaného může znamenat zvrat v jeho dosavadní kariéře (Michal Macháček, Vladimír Franz)

### Návštěvy krajů

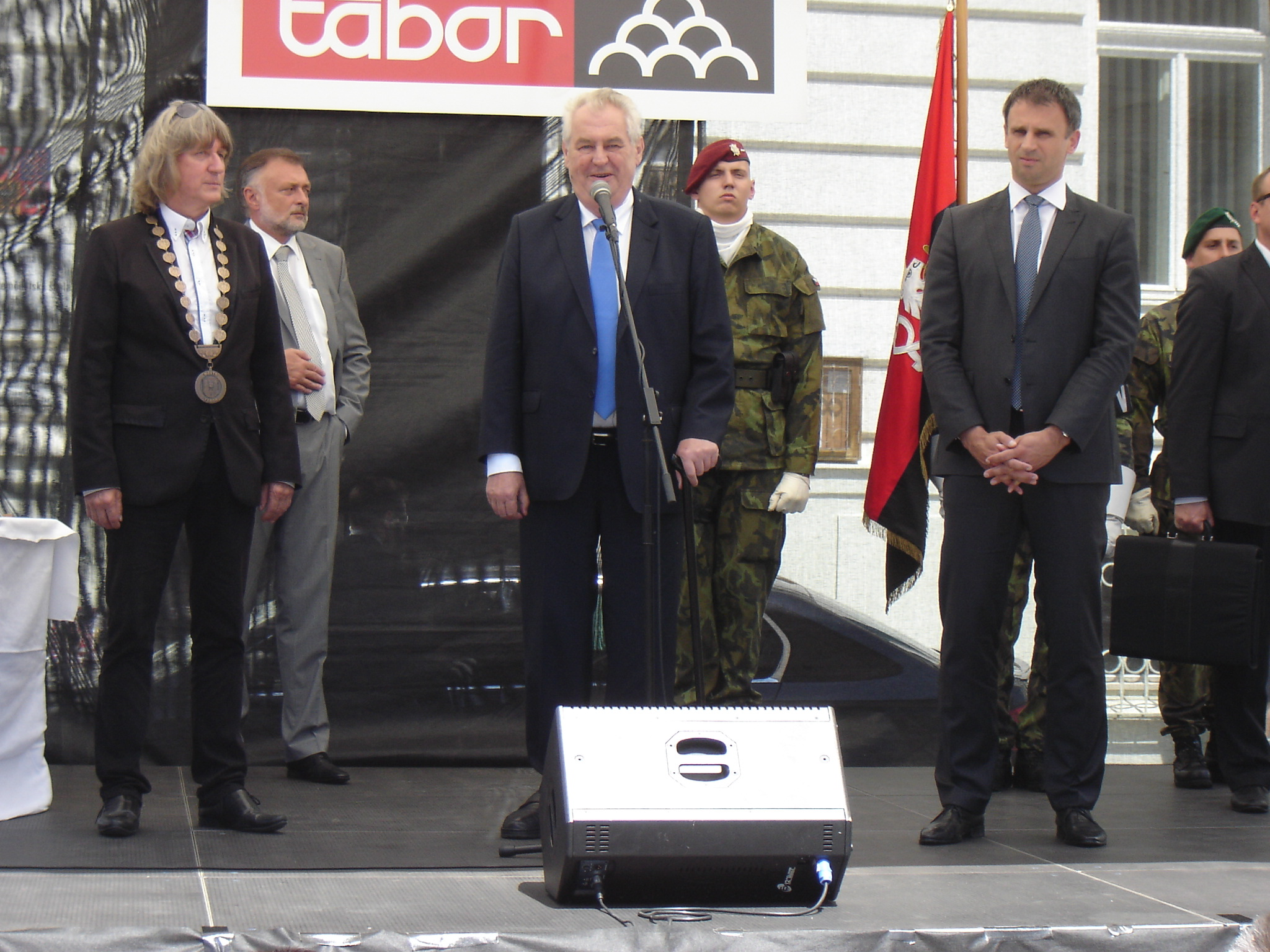
Při projevu na náměstí T. G. Masaryka v Táboře v rámci návštěvy Jihočeského kraje. Vlevo starosta Tábora Jiří Fišer, vpravo hejtman kraje Jiří Zimola (3. června 2015).

Miloš Zeman během svých prezidentských mandátů konal každý rok pravidelné třídenní návštěvy všech krajů (kromě Prahy), při kterých besedoval s občany. Jako závazek si vytkl navštívit všechny obce nad 5 000 obyvatel. Některá místa tak navštívil jako vůbec první prezident. Veškeré náklady na tyto cesty nesou kraje, někteří hejtmani proto navrhovali, aby se finančně spolupodílela i Kancelář prezidenta republiky.

### Důvěra společnosti
Centrum pro výzkum veřejného mínění dlouhodobě zpracovávalo průzkumy názorů ohledně důvěry občanů vůči ústavním institucím. Důvěra prezidentu republiky v průběhu mandátu Miloše Zemana se vyvíjela takto (v procentech):

## Prezidentské volby 2018

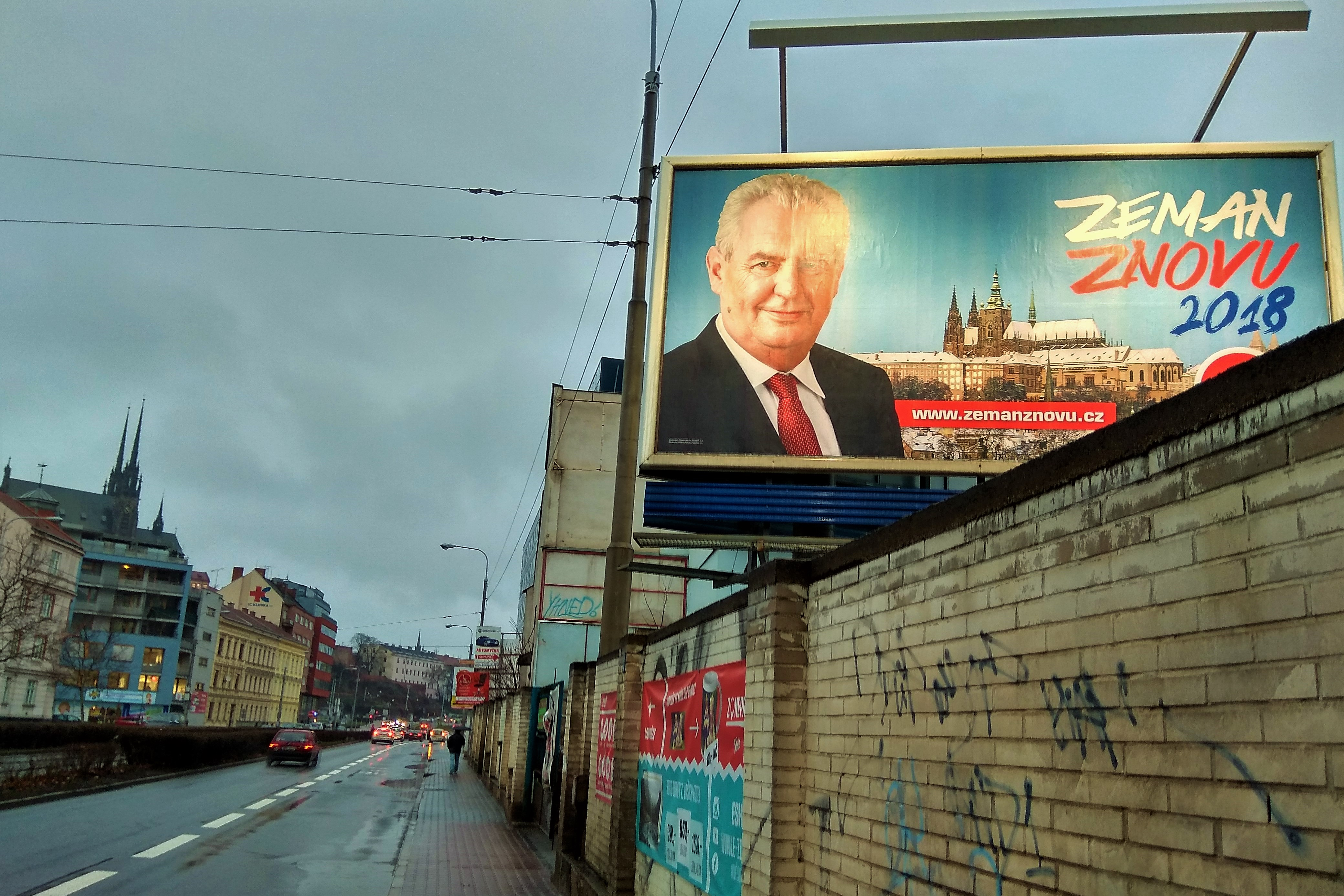
Zemanův billboard před volbami 2018

Dne 9. března 2017 svým podporovatelům veřejně oznámil, že se o post hlavy státu bude ucházet znova i v dalším volebním období. Pro volbu prezidenta 2018 zmínil, že se již nehodlá účastnit předvolebních debat s ostatními kandidáty, resp. osobně již nevést kampaň, a to prý po vzoru svého přítele, tehdejšího rakouského prezidenta Heinze Fischera, podle kterého za prezidenta, který kandidoval podruhé, mají mluvit jeho činy. O slibu se nedá říci, že jej Zeman dodržel, jelikož využíval svých návštěv krajů pro propagaci, oslovoval voliče pomocí webu, objevoval se na plakátech billboardů, na letácích roznášených do poštovních schránek, v TV Barrandov i na webu Blesk.cz.
Začátkem srpna 2017 sdělila jeho manželka Ivana, že už nasbíral potřebný počet podpisů. V listopadu 2017 se díky podpoře 103 817 podpisů občanů, které ministerstvo vnitra započetlo na petici, stal jedním z devíti prezidentských kandidátů. První kolo prezidentských voleb Zeman vyhrál se ziskem 38,56 % hlasů, a dostal se tak do druhého kola spolu s Jiřím Drahošem, který obdržel od voličů 26,6 % hlasů.
Hned první den voleb byl poznamenán incidentem, kdy se na samotného Miloše Zemana ve volební místnosti v pražských Lužinách vrhla polonahá aktivistka skupiny Femen Andželina Diašová, která anglicky provolávala slova „Zeman Putin's slut“ („Zeman je Putinova děvka“), prezidentova ochranka ji zklidnila a prezidenta odvedla. Ten se do místnosti o pár minut později vrátil a spolu se svou manželkou odvolil.
V prvním projevu po sečtení hlasů prvního kola uvedl, že rád vyhoví prosbě Jiřího Drahoše a bude s ním diskutovat,
přestože se při oznámení své kandidatury zavázal, že se nezúčastní žádné rozhlasové ani televizní diskuse.
Zeman se nakonec zúčastnil čtyř televizních diskusí, z toho na TV Nova a TV Barrandov bez Drahoše, na Primě a v ČT společně s Drahošem.

## Druhý mandát prezidenta České republiky
Ve čtvrtek 8. března 2018 složil Miloš Zeman do mikrofonu prezidentský slib a byl inaugurován pro své druhé funkční období. Událost provázely kontroverze ohledně výběru pozvaných a nepozvaných osobností. V průběhu inauguračního ceremoniálu a prezidentova projevu někteří politici na protest proti obsahu projevu, např. napadání nezávislých médií a novinářů, opustili sál.

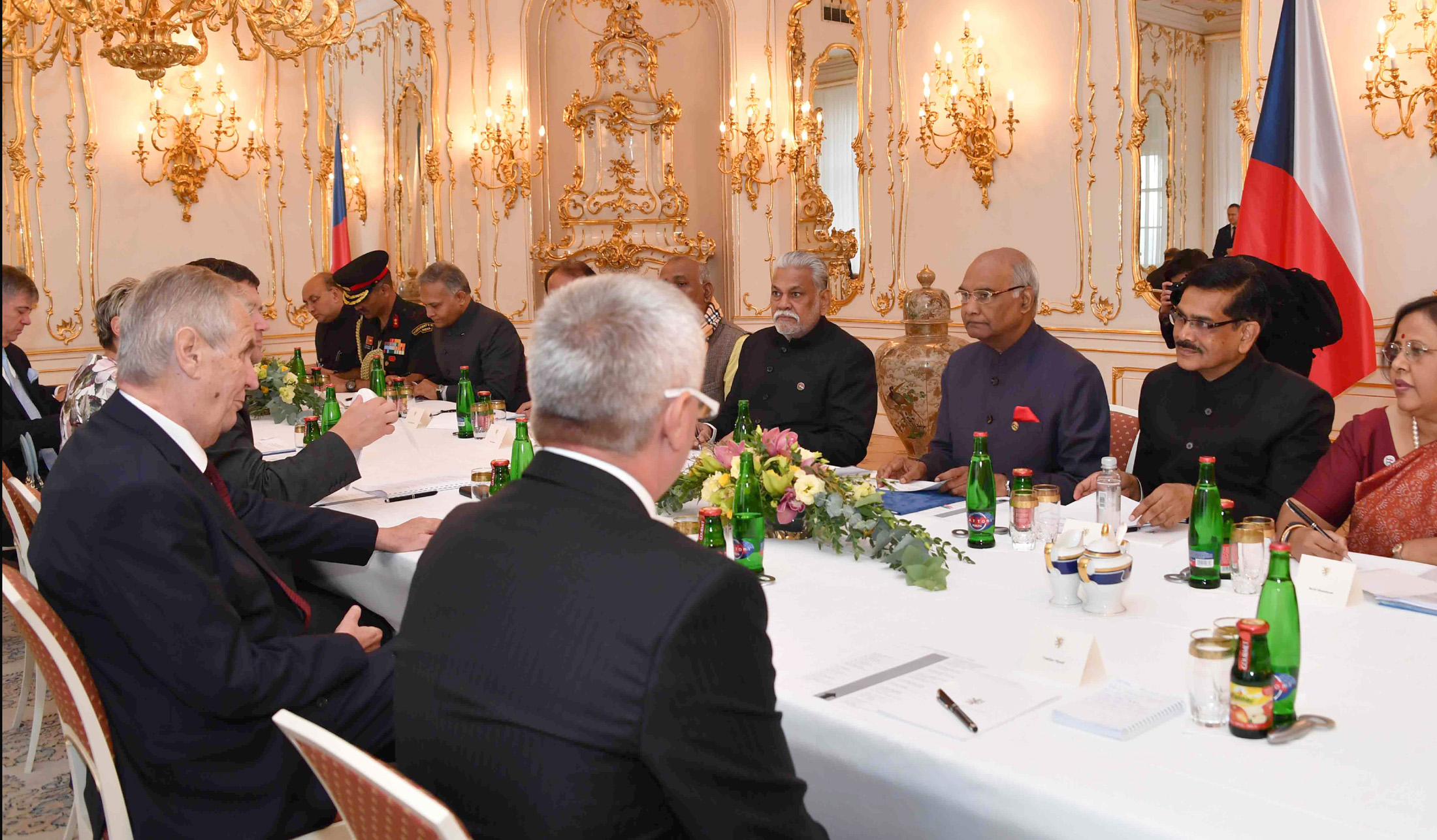
Prezident Zeman (vlevo) při setkání s delegací Indie v Praze roku 2018

V srpnu 2018 mnozí politici kritizovali záměr Miloše Zemana nevystoupit s projevem ani se nezúčastnit žádné pietní akce k výročí 50 let po invazi vojsk Varšavské smlouvy do Československa, zejména v kontrastu se slovenským prezidentem Andrejem Kiskou, který požádal o možnost projevu na veřejnoprávní stanici RTVS v den 21. srpna. Mluvčí prezidenta Zemana Jiří Ovčáček hájil krok prezidenta tím, že svůj nesouhlas Zeman vyjádřil už na začátku normalizace.
Dne 28. října 2018, u příležitosti stého výročí vzniku Československa, se Zeman zúčastnil pietního aktu v památníku na Vítkově, poté vystoupil na Evropské třídě v Praze, kde probíhala slavnostní přehlídka jednotek armády, policie, záchranné služby, hasičů, Hradní stráže a dalších. Později se zúčastnil společného televizního rozhovoru s premiérem Andrejem Babišem, kde se vyjádřili jak k dějinným událostem, ale i k současné politické situaci. Večer ve Vladislavském sále udílel a propůjčoval státní vyznamenání.
Dne 3. dubna 2019 Zemana přijal ve Vídni rakouský prezident Alexander Van der Bellen. Pohoršení pak vzbudila Zemanova kritická slova vůči bývalému primátorovi Vídně Michaelu Häuplovi za údajné nefinancování české školy ve Vídni, která se ukázala být nepodloženými.

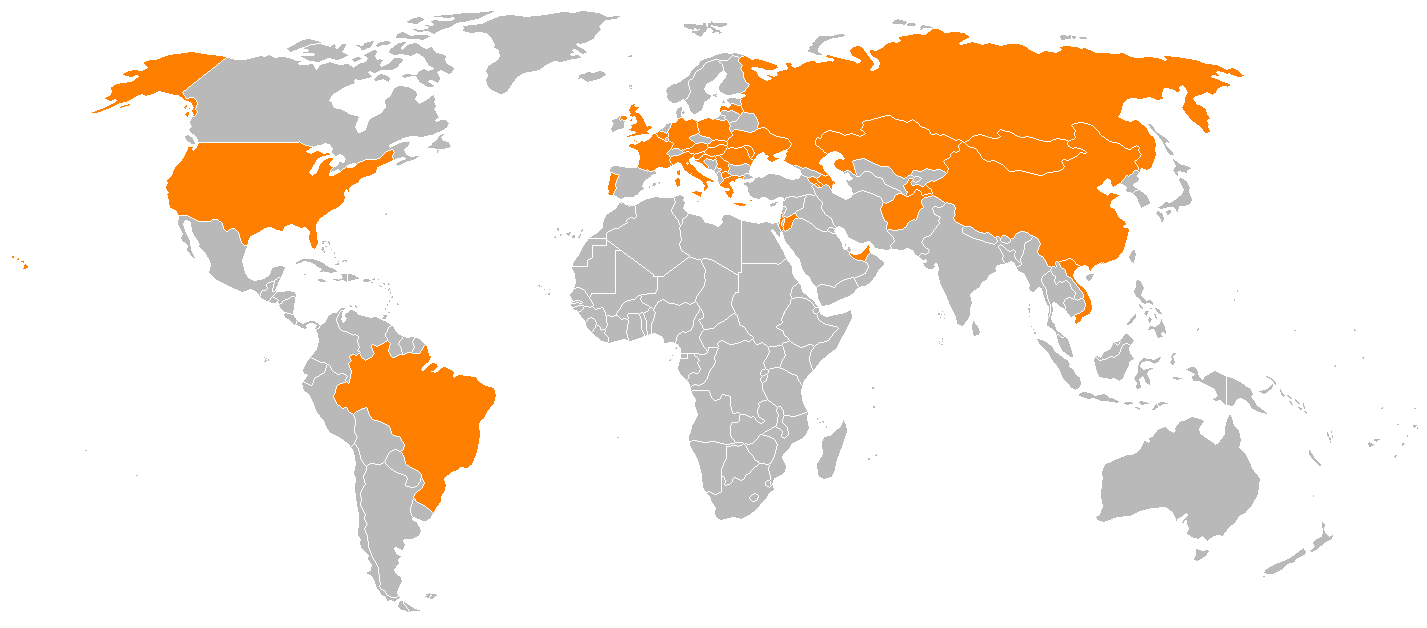
Země navštívené při zahraničních cestách prezidenta Miloše Zemana

Před koncem dubna 2019 Miloš Zeman odcestoval na svou v pořadí již pátou pracovní cestu do Číny, kam ho doprovázelo pět ministrů České republiky, delegace asi 60 podnikatelů pod vedením prezidenta Hospodářské komory, prezident společnosti Škoda China, sportovci Jaromír Jágr a Pavel Nedvěd, nebo finančníci Pavel Tykač a Jiří Šmejc. Prezident se mimo jiné zúčastnil otevření české expozice na Beijing Expo nebo summitu o projektu Nové Hedvábné stezky, kam přijelo okolo čtyřiceti prezidentů či premiérů, setkal se tam s čínským prezidentem Si Ťin-pchingem a krátce i s ruským prezidentem Putinem, na česko-čínském hospodářském fóru se zastal společnosti Huawei, považované některými západními zeměmi za bezpečnostní riziko vzhledem k napojení na čínskou vládu. Podle požadavku na státní rozpočet měla prezidentova čínská cesta stát 8,8 milionu korun, o 3 miliony více než před rokem.
Dne 30. dubna 2019 Zeman jmenoval tři nové členy Babišovy vlády. Z nichž patrně nejkontroverznější bylo dosazení Marie Benešové, členky prezidentova poradního týmu, na post ministryně spravedlnosti, což vyvolalo občanské protesty a demonstrace.
Na Den vítězství 8. května 2019 prezident jmenoval 15 mužů do generálských hodností. Do nejvyšší hodnosti armádního generála ve výslužbě jmenoval veterána z druhé světové války Emila Bočka. Naopak ani potřetí neudělil generálskou hodnost vládou navrženému Michalu Koudelkovi, řediteli Bezpečnostní informační služby.
Dne 4. června 2019 se prezident setkal s myanmarskou vůdkyní, nositelkou Nobelovy ceny za mír a někdejší disidentkou Aun Schan Su Ťij, která přijela do Prahy otevřít velvyslanectví státu Myanmar. Prezidentův mluvčí Ovčáček uvedl, že se Zeman se Su Ťij shodli na přátelských vztazích s Izraelem a „také v rozhovoru se Su Ťij vyslovil podporu Myanmaru v boji s terorismem.“
V souvislosti s ústavní krizí kolem výměny ministra kultury Staňka i dalších sporných postupů prezidenta Zemana dne 24. července 2019 přijal Senát PČR ústavní žalobu. S ní však nevyslovila souhlas Poslanecká sněmovna, proto ji nemohl Ústavní soud projednat.

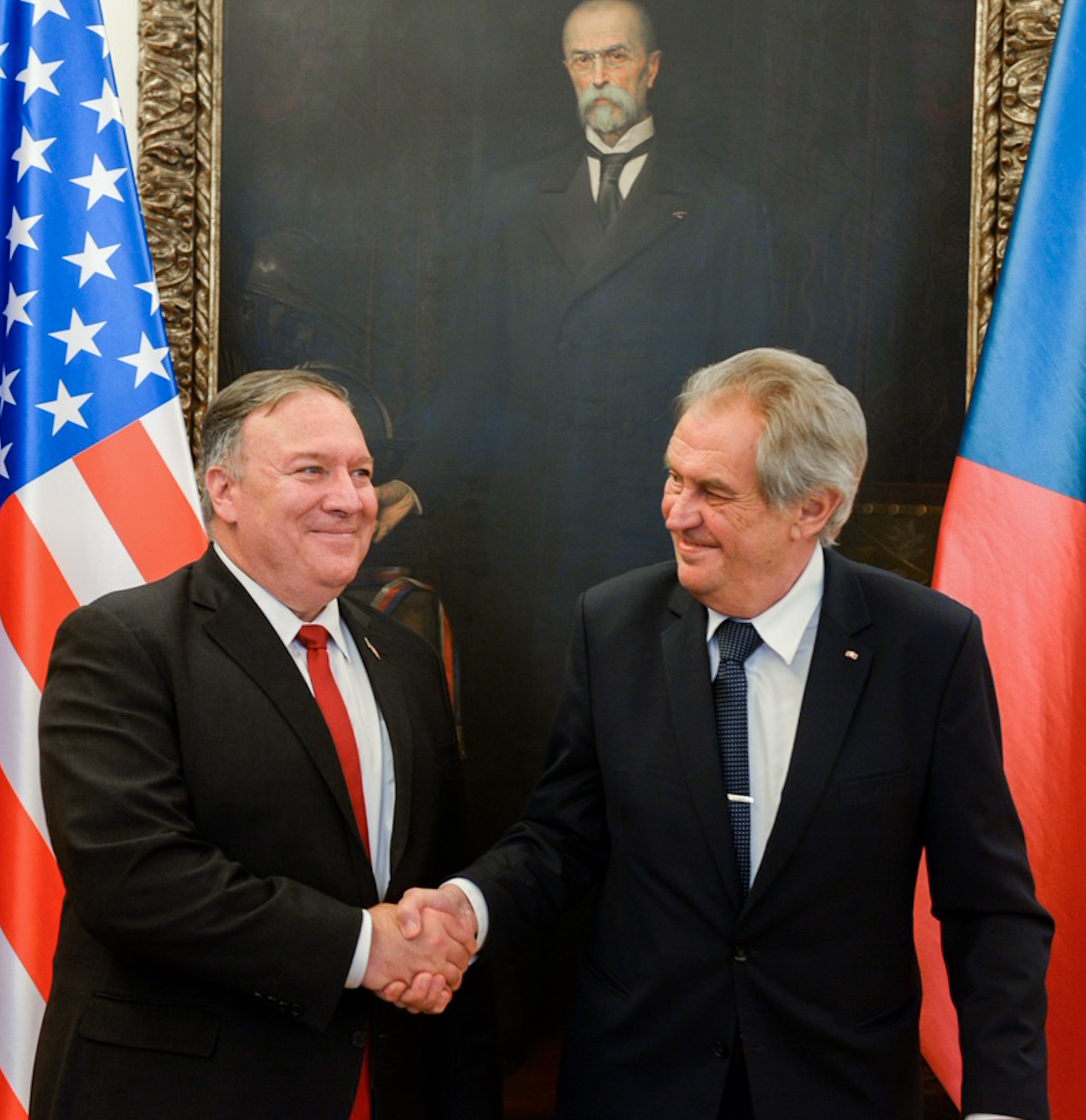
Miloš Zeman (vpravo) při setkání s ministrem zahraničí USA Mikem Pompeem, v srpnu 2020

Dne 12. října 2019 se zúčastnil pohřbu se státními poctami zpěváka Karla Gotta ve Svatovítské katedrále. Ve čtvrtek 26. března 2020 podepsal zákon, který pozastavuje elektronickou evidenci tržeb (EET) po dobu nouzového stavu a další tři měsíce. Dne 30. dubna 2020 signoval čtyři zákony; první o úpravách v sociálním zabezpečení v souvislosti s mimořádnými opatřeními při pandemii covidu-19, druhý o pojistném na veřejné zdravotní pojištění, třetí o spotřebních daních a čtvrtý o poskytnutí státní záruky České republiky na zajištění dluhů Českomoravské záruční rozvojové banky.
Prezident Zeman zkritizoval ministra zahraničí Tomáše Petříčka a ministra kultury Lubomíra Zaorálka za společné prohlášení z 23. května 2020, ve kterém oba ministři odsoudili plánovanou izraelskou anexi židovských osad, které Izrael od roku 1967 vybudoval na Západním břehu Jordánu. Podle Zemana se jedná o popření dosavadní české politiky vůči Izraeli, které hrozí narušením česko-izraelských vztahů. Zpravodajský server Lidovky.cz informoval, že prezident požádal soukromými kanály o Petříčkovo odvolání z funkce ministra zahraničí. V srpnu 2020 pak společně s dalšími prezidenty zemí Visegradské čtyřky zveřejnili společné prohlášení a znepokojení nad prezidentskými volbami v Bělorusku. Vyzvali v něm Běloruské orgány, aby upustily od násilí a zahraniční aktéry vyzvali ke zdrženlivosti od akcí, které by mohly podkopat suverenitu Běloruska. Dne 16. října 2020 přednesl projev k národu, v rámci kterého poděkoval zdravotníkům v boji s koronavirem a vyzval k nošení roušek a zodpovědnosti vůči druhým. Dne 29. září téhož roku společně s dalšími ústavními činiteli vyzval Arménii a Ázerbájdžán k zastavení konfliktu v Náhorním Karabachu.
Dne 11. listopadu 2020 využil svých prezidentských pravomocí a dostavil se na jednání Poslanecké sněmovny o státním rozpočtu pro rok 2021. Ve sněmovně přednesl svůj projev, ve kterém podpořil vládní návrh a připomenul, že „zatímco v první vlně pandemie byly lockdownem zasaženy především příjmové struktury státního rozpočtu, pak ve vlně druhé se odehrávala výdajová struktura a extrémní deficit.“ Dne 9. prosince se na Pražském hradě setkal s polským prezidentem Andrzejem Dudou, se kterým hovořil o sporu ohledně zákonných ustanovení o porušování právního státu v Polsku a jeho podmiňování ekonomickými otázkami v této zemi. Dne 26. prosince přednesl své Vánoční poselství k národu, ve kterém vyzval k očkování proti koronaviru a zhodnotil uplynulý rok 2020. Dne 27. ledna 2021 pronesl u příležitosti Mezinárodního dne obětí holokaustu projev, ve kterém holokaust označil za největší zločin lidských dějin. Odsoudil také přístup EU k Palestině, jejíž politiku v souvislosti s Íránem označil za pro-teroristickou.
Ve dnech 8.–10. února 2021 se prezident Zeman zúčastnil jednání prezidentů Visegradské čtyřky, které se konalo v Polské republice. Dne 11. března 2021 v rozhovoru pro Parlamentní listy uvedl, že jeho hlavním přáním pro další dva roky jeho mandátu je přesunutí české ambasády z Tel Avivu do Jeruzaléma. Dne 23. března 2021 zaslal americkému prezidentovi Joeu Bidenovi dopis, ve kterém americkému lidu vyjádřil upřímnou soustrast v souvislosti se střelbou v Coloradu. Dne 25. dubna 2021 pronesl mimořádný projev v souvislosti s podezřením, že za výbuchem muničního skladu ve Vrběticích stáli dva ruští agenti. Řekl, že „pokud se prokáže, že je toto podezření pravdivé, tak je zapotřebí, aby Ruská federace za tento případný teroristický čin zaplatila“. Ještě ten den v televizním rozhovoru uvedl, že podporuje vyhoštění 18 ruských diplomatů. Dne 14. května 2021 v reakci na izraelsko-palestinské střety rozhodl o vyvěšení izraelské vlajky na prvním nádvoří Pražského hradu jako výrazu jednoznačné podpory a solidarity s Izraelem. Dne 10. června 2021 odcestoval na pracovní návštěvu Rakouska, kde se setkal mimo jiné s rakouským prezidentem.
14. června 2021 se v Bruselu zúčastnil summitu NATO, poprvé společně s americkým prezidentem Joe Bidenem. Zeman vystoupil s projevem, ve kterém kritizoval stažení vojsk z Afghánistánu a varoval, že Talibán po ovládnutí země může vytvořit z Afghánistánu nové teroristické centrum.
Poté, co došlo 24. června 2021 k živelní katastrofě na jižní Moravě, Zeman rozhodl o vyslání Hradní stráže na místo. O dva dny později, v sobotu 26. června 2021, pronesl televizní projev, ve kterém poděkoval všem, kdo pomáhají zasaženým obyvatelům. Mimo jiné také řekl, že „český národ se dokáže vždy semknout a solidarizovat, když se ocitne v situaci, kdy je to zapotřebí“. Následující den v rozhovoru v pořadu Prima Partie uvedl, že na pracovním obědě s vládou bude prosazovat co největší finanční pomoc pro zasažené obce
Dne 27. července 2021 Zeman obdržel z rukou armádního generála Emila Bočka Pamětní medaile za „dlouholetou podporu a spolupráci s válečnými veterány za 2. světové války“. Dne 25. srpna se setkal na zámku v Lánech s prezidentem Německa Frankem-Walterem Steinmeierem v rámci soukromé večeře, druhý den spolu poté jednali na Hradě.
Ve dnech 14. – ⁠22. září byl Zeman hospitalizován v ÚVN kvůli lehké dehydrataci a mírnému vyčerpání. Jeho mluvčí vzkázal, že šlo o plánovanou hospitalizaci. Některá média ale přinesla informaci, že se prezidentův zdravotní stav výrazně zhoršil. Zeman několik hodin po odjezdu z nemocnice absolvoval sérii jednání v Lánech. Podle informací serveru iRozhlas se prezidentův zdravotní stav skutečně zhoršoval a jeho okolí se ho snažilo přemluvit k návratu do nemocnice. Na jednání s maďarským premiérem Viktorem Orbánem ho měl údajně oslovovat „Andreji“ a hovořit na něj rusky.
V dalších dnech pravidelně navštěvoval Zemana v Lánech jeho ošetřující lékař Miroslav Zavoral. Tiskový mluvčí prezidenta poté předeslal, že „pan prezident, který v těchto dnech velmi pečlivě připravuje strategii v Lánech, se již teď nesmírně těší na povolební vyjednávání“ a kancléř Mynář oznámil, že prezidenta uvidí veřejnost odvolit 8. října ve dnech voleb do Poslanecké sněmovny ve veřejné volební místnosti. Prezidentův program byl ale záhy upraven a částečně zrušen – plánovaný televizní rozhovor byl zrušen a odvolení ve volební místnosti bylo také zrušeno. 8. října přijela za Zemanem do Lán volební komise, aby mohl odvolit na zámku v Lánech. Hrad z odvolení zveřejnil tři fotografie.
9. října, během sčítání výsledků voleb, se konala plánovaná schůzka premiéra Babiše se Zemanem v Lánech. Krátce po odjezdu Babiše odjela z Lán sanitka, převážející Zemana do ÚVN. Někteří novináři pořídili při vykládání nosítek ze sanitky záběry, na kterých byl prezident v bezvládném stavu. Tyto záběry byly ve většině médií kritizovány jako „neuctivé a nelidské“. V nemocnici Zemana 14. října navštívil předseda poslanecké sněmovny Radek Vondráček, kterému prezident podepsal svolání jednání Sněmovny. Dne 18. října obdržel předseda Senátu Miloš Vystrčil v odpovědí od ÚVN informaci, že prezident Zeman není momentálně způsobilý vykonávat pracovní povinnosti.
V polovině listopadu se Zeman již nacházel na normálním nemocničním pokoji, kde mohl přijímat návštěvy. V několika dnech tak přijal slovenskou prezidentku Čaputovou, premiéra Babiše a předsedu vítězné koalice SPOLU Petra Fialu. Zeman pověřil Fialu sestavením vlády krátce po svém propustění, 28. listopadu na zámku v Lánech. V dalších týdnech se Zeman setkal se všemi navrženými kandidáty na ministry a vládu jako celek jmenoval 18. prosince.
24. února 2022, v den ruského útoku na Ukrajinu, přednesl živě vysílaný mimořádný projev, ve kterém zkritizoval tento útok jako neospravedlnitelný, zkritizoval Rusko za zločin proti míru a k ruskému prezidentovi se vyjádřil slovy „šílence je třeba izolovat“. Podpořil všechny sankce směrem k Ruské federaci a apeloval na své zahraniční protějšky, aby prokázali odvahu. V domácím prostředí podporoval finanční i zbraňovou podporu Ukrajiny. Dne 3. dubna, krátce po zveřejnění informací o ruském masakru v Buči, ho Zeman odsoudil a označil jako válečný zločin.
V dubnu 2022 se zúčastnil sjezdu odborové organizace ČMKOS. Na sjezdu přednesl projev, ve kterém vyzval odborového předsedu Josefa Středulu ke kandidatuře na funkci prezidenta republiky v lednu 2023. Středula skutečně o několik týdnů později svou kandidaturu oznámil a zahájil sběr podpisů.
V květnu 2022 došlo k faktickému rozpadu týmu poradců prezidenta Zemana odchodem pěti z deseti jeho členů. Odchod z týmu ohlásili šéf Hospodářské komory Vladimír Dlouhý, prezident Svazu průmyslu a dopravy Jaroslav Hanák, guvernér ČNB Jiří Rusnok, bývalý odborový předák Jaroslav Zavadil a předseda Svazu měst a obcí František Lukl. Důvodem se stalo jmenování Aleše Michla novým guvernérem ČNB a účast Martina Nejedlého (pracovníka bez bezpečnostní prověrky s vazbami na Rusko) na jednáních o situaci na Ukrajině. V týmu poradců zůstali: vedoucí KPR Vratislav Mynář, poradce Martin Nejedlý, šéf zahraničního odboru KPR Rudolf Jindrák, a exministři Rusnokovy úřednické vlády Marie Benešová, a Miroslav Toman.
Dne 3. července 2022 poskytl televizní rozhovor, ve kterém zkritizoval Fialovu vládu za její pravicovou ideologii a některé konkrétní nedostatky. Dne 11. července zahájil návštěvu České republiky izraelský prezident Isaac Herzog, s nímž Zeman na Hradě přivítal přeživší holokaustu. Izraelský prezident Zemanovi předal prezidentskou medaili cti za trvalou a upřímnou podporu Izraele. Dne 30. srpna 2022 přivítal na zámku v Lánech řeckého ministra zahraničí. O den později na Pražském hradě podpisem podpořil vstup Finska a Švédska do NATO.
V říjnu 2022 přednesl projev na prvním zasedání platformy Evropské politické společenství, které se konalo na Pražském hradě. Evropské státníky vyzval k pokračování podpory Ukrajiny.
Dne 26. prosince 2022 přednesl své poslední vánoční poselství, ve kterém bilancoval svou politickou kariéru. Řekl, že se snažil hájit české národní zájmy skrze ekonomickou diplomacii.
V lednu 2023 uvažoval o jmenování předsedy Ústavního soudu několik měsíců před koncem mandátu Pavla Rychetského, což většina ústavních právníků označila za sporné. Zeman nakonec ustoupil a svůj záměr přehodnotil. 13. února se prezident Zeman sešel se svým zvoleným nástupcem Petrem Pavlem na zámku v Lánech. Dle tiskové zprávy spolu hovořili o „prezidentském údělu“.
Tři dny před koncem prezidentského mandátu, 5. března 2023, v bilančním rozhovoru sdělil, že se nejvíce zklamal v ruském prezidentu Vladimiru Putinovi, kvůli jeho invazi na Ukrajinu, a jenž se – podle jeho přesvědčení – stal válečným zločincem. Obhajoval také ekonomickou diplomacii, v rámci níž se snažil udržovat přátelské vztahy mimo jiné s Čínou.
O půlnoci na 9. března 2023 vypršel Zemanovi prezidentský mandát. Druhý den proběhla inaugurace nového prezidenta Petra Pavla, které se Zeman zúčastnil jako host. S Pavlem v den jeho inaugurace soukromě poobědval.

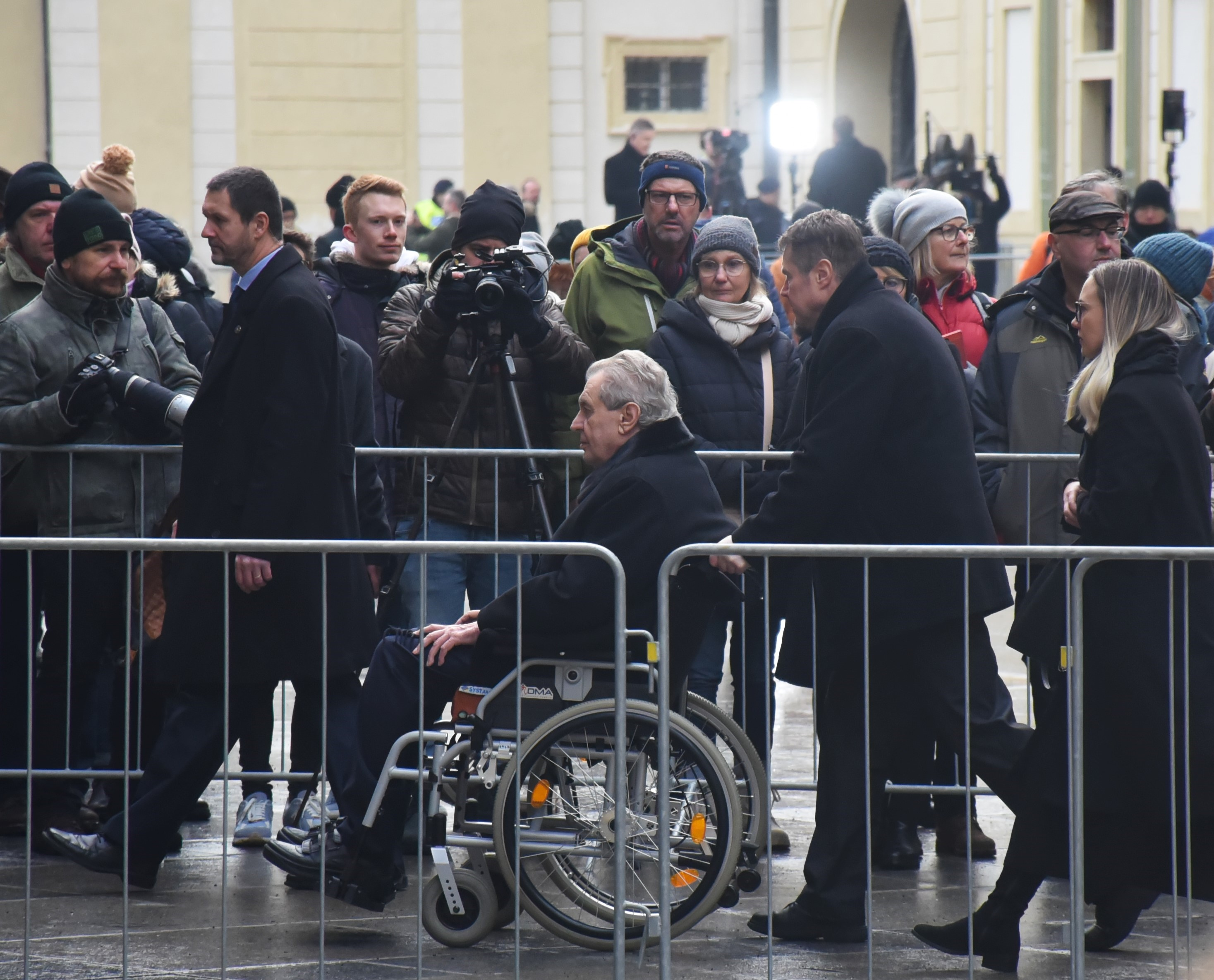
Miloš Zeman během pohřbu Karla Schwarzenberga ve svatovítské katedrále v prosinci 2023

## Po prezidentství
Po odchodu z úřadu se Miloš Zeman přestěhoval do svého nového domu v Lánech a dále se nehodlal aktivně vyjadřovat k politice. V dubnu 2023 ale zahájil činnost ve své nové pražské kanceláři, v níž chtěl přijímat návštěvy a poskytovat rozhovory.
Po vypuknutí války v Pásmu Gazy v říjnu 2023 podpořil Izrael a vyslovil se pro vysídlení Palestinců, kteří by se podle Zemana mohli přestěhovat do Jordánska nebo Saúdské Arábie. Odmítl dvoustátní řešení izraelsko-palestinského konfliktu.

## Amnestie a milosti
Ve svém poinauguračním prohlášení, předneseném na Hradčanském náměstí vedle sochy T. G. Masaryka, stran prezidentské milosti prohlásil: „(...) i v Ústavě ČR existují zbytečné monarchistické prvky, jako je například právo prezidenta ČR udělovat amnestii nebo milosti. Sám za sebe se těchto práv dobrovolně vzdávám a přál bych si, aby byla změněna Ústava takovým způsobem, aby jakýkoli můj nástupce nemohl institut amnestie nebo milosti jakýmkoli způsobem zneužít. A to je jeden z mých závazků mé prezidentské funkce.“ Svoji pravomoc provádět řízení o žádostech o milost a zamítat žádosti převedl v listopadu 2013 na ministerstvo spravedlnosti, sobě ponechal výjimku posouzení „žádostí osob trpících závažnou chorobou nebo nevyléčitelnou chorobou bezprostředně ohrožující život, pokud nebudou soudem shledány podmínky pro užití ustanovení § 327 odst. 4 trestního řádu.“ De facto tak prezident bude určovat případ od případu, kdy rozhodne sám a kdy bude rozhodovat ministerstvo.
Zeman během svého prezidentství udělil oproti svým předchůdcům méně milostí. První milost dostal v únoru 2016 muž odsouzený na tři roky za méně závažnou majetkovou trestnou činnost, kterého podmíněně propustili do nemocničního ošetřování. Druhému omilostněnému prominul v květnu téhož roku zbytek jednoho trestu a tři celé tresty odnětí svobody v celkové výši zhruba 29 měsíců za maření výkonu úředního rozhodnutí a vykázání. U třetího zastavil září 2016 trestní stíhání. Na žádost papeže Františka nechal v listopadu 2016 propustit z vězení mladou ženu starající se o dítě. Žena odsouzená ze zpronevěry nesplňovala prezidentovu podmínku ohledně zdravotního stavu. Téhož měsíce Zeman omilostnil i ženu trestanou za podvod a zpronevěru. V prosinci se dočkal milosti muž trpící onkologickým onemocněním, přestože se o něm mluvčí Ovčáček vyjádřil jako o „značném recidivistovi.“ Sedmá milost se týkala muže odsouzeného za majetkové zločiny a nedovolené ozbrojování, který měl rakovinu.
V květnu 2017 udělil milost doživotně odsouzenému dvojnásobnému vrahovi Jiřímu Kajínkovi, přičemž tento záměr ohlásil již během své dubnové návštěvy Čáslavi. Při své návštěvě Blovic na Plzeňsku v únoru 2016 Miloš Zeman ještě milost pro Kajínka vylučoval. „Pan Kajínek dlouhodobě a vážně nemocný není, takže mu milost neudělím.“ Toto omilostnění Zeman vysvětloval tím, že v případu existuje řada nejasností a že Kajínek vykonal už 23 let trestu. Podle průzkumu agentury Median s touto milostí zcela nebo spíše souhlasilo 54 % dotázaných. Jako pohnutku prezidenta uvedlo 39 % dotazovaných snahu o zvýšení popularity, 34 % víru prezidenta v Kajínkovu nevinu, 29 % dotazovaných si myslelo, že tím chce prezident odlákat pozornost od svého působení v rámci tehdy probíhající vládní krize.
Devátou milost udělil v březnu 2018 muži, který si odpykával trest za ohrožení pod vlivem návykové látky a usmrcení z nedbalosti. Odsouzený způsobil dopravní nehodu, při které zahynula jeho manželka a syn. Důvodem pro udělení milosti byl druhý nezletilý syn, který při nehodě a uvězněním otce přišel o nejbližší rodinné příslušníky. Novinky.cz připomněly, že jde již o třetí porušení podmínek, které si pro udělování milostí Miloš Zeman stanovil.
V srpnu 2018 udělil milost onkologicky nemocnému Drahomíru Noskovi, který byl trestán za zneužití pravomoci úřední osoby, přijetí úplatku a maření výkonu úředního rozhodnutí. V říjnu téhož roku omilostnil handicapovaného muže, kterému prominul roční nepodmíněný trest odnětí svobody a zároveň rozhodl o zastavení trestního stíhání za zanedbání povinné výživy. Na žádost ministryně spravedlnosti Marie Benešové udělil milost v lednu 2020 onkologicky nemocnému Václavu Grimmovi, kterému prominul zbytky tří nepodmíněných trestů odnětí svobody za krádeže a loupež. V březnu téhož roku pak omilostnil muže, který se vymykal prezidentově podmínce o závažném zdravotním stavu omilostněného. Milost odůvodnil tím, že omilostněný poskytnutím první pomoci zachránil život. Zároveň udělil milost muži, u kterého byl zjištěn dlouhodobě nepříznivý zdravotní stav, způsobený závažným srdečním onemocněním, které jej ohrožovalo na životě. Jedinou možností léčby byla v případě tohoto omilostněného transplantace srdce. Muž byl odsouzen k nepodmíněnému trestu odnětí svobody za maření výkonu úředního rozhodnutí a ohrožení pod vlivem návykové látky. Na podzim 2021 prezident omilostnil aktivního podnikatele Pavla Podroužka.
V březnu 2022 prezident udělil milost Miloši Balákovi formou prominutí a zahlazení nepodmíněného trestu odnětí svobody, peněžitého trestu a trestu zákazu činnosti. V pořadí dvacátá první milost byla silně odmítnuta společností včetně ostatních nejvyšších ústavních činitelů, odborné veřejnosti a politiky napříč politickým spektrem. Důvodem byla osobní známost omilostněného Miloše Baláka s prezidentem, rychlost udělení milosti po pravomocném rozsudku, nestandardní řízení o milosti i prezidentem uvedené důvody milosti. Omilostněný ani nevyhovoval podmínkám, které si prezident sám v minulosti pro udělení milostí stanovil, protože Miloš Balák netrpěl nevyléčitelnou nemocí. Senát Parlamentu přijal samostatné usnesení, podle kterého považuje rozhodnutí o udělení této milosti z mnoha důvodů za nepřijatelné.
V lednu 2023 udělil Zeman v kauze Vojenského zpravodajství milost Janě Nečasové, když jí prominul zbytek zkušební doby podmíněného trestu uloženého v kauze zneužití Vojenského zpravodajství. Milost se nevztahovala na trest zákazu činnosti. Jednalo se o 25. milost udělenou prezidentem Zemanem a byla jednou z mnoha, kde nedodržel svůj slib stran milostí.

## Projevy a názory

### Rozhovory
V prosinci 2013 uvedl, že nenaváže na tradici prezidentských novoročních projevů, místo toho bude mít 26. prosince vánoční poselství ze zámku v Lánech. Chce tak navázat na zvyk z první republiky, kdy podobné projevy z období Vánoc měl Tomáš Garrigue Masaryk.
Zeman se pravidelně vyjadřuje k aktuálnímu politickému dění. Od 23. června 2013 vysílal Český rozhlas jednou za čtvrt roku pořad Hovory z Lán, ve kterém s prezidentem hovořili Jan Pokorný a Petr Nováček. V listopadu 2014 v pořadu použil Miloš Zeman několik hrubých vulgarismů na adresu vlády a ruské punkové skupiny Pussy Riot (kauza Hovory z Lán). Za svůj projev sklidil ostrou kritiku od ostatních politiků a komentátorů, Rada pro rozhlasové a televizní vysílání obdržela několik stovek stížností na vysílání Českého rozhlasu. Pořad se už od té doby nevysílal, rozhovory s prezidentem začala od 4. ledna připravovat stanice Frekvence 1 pod názvem Prezidentský pressklub.
Od února 2015 probíhá cyklus rozhovorů S prezidentem v Lánech pro bulvární deník Blesk.
V březnu 2017 začal pravidelný čtvrteční diskuzní pořad s hlavou státu na televizní stanici TV Barrandov. Třiceti pětiminutový pořad nese název TÝDEN s prezidentem.
4. ledna 2015 poprvé vystoupil v pořadu Prezidentský Pressklub na rádiu Frekvence 1. Při tomto vystoupení požadoval prezident Zeman odchod Řecka z Evropské měnové unie, do níž podle jeho informací vstoupilo pomocí zfalšování požadovaných statistických ukazatelů. Ve stejném rozhovoru také ostře zkritizoval pochodňové průvody zorganizované jako připomínka narození ukrajinského nacionalisty Stepana Bandery, kterého přirovnal k říšskému protektorovi Reinhardu Heydrichovi.
Dne 8. února 2015 se Zeman v online rozhovoru pro Blesk TV vyjádřil ke kauze rodiny Michalákových. V rozhovoru přirovnal norskou sociální službu Barnevernet, jež děti odebrala, k nacistickému programu Lebensborn.
Dne 2. srpna 2015 se Zeman v online rozhovoru pro Blesk TV vyjádřil k uprchlické krizi, kdy vzkázal uprchlíkům na českém území, že je do Česka nikdo nezval. Uprchlíci podle něj musí respektovat pravidla této země. Zároveň je vyzval: „Pokud se vám to nelíbí, běžte pryč.“ V této souvislosti označil podnikatele Zdeňka Bakalu za „velmi neúspěšného podnikatele“ a „lidskou hyenu“, jelikož jeho firma RPG Byty jedná s ministerstvem vnitra, aby běžence umístilo v bytech po hornících v Havířově za 200 milionů korun ročně.
V prosinci 2015 Zeman ve svém vánočním poselství přivítal hospodářský růst České republiky a ocenil za něj i vládu. Zároveň s odkazem na exprezidenta Václava Havla prohlásil, že podle něj skončila tzv. „blbá nálada.“ Zeman také v projevu odvysílaném ze zámku v Lánech znovu varoval před migrační vlnou. Uvedl, že „tahle země je naše a tahle země není a ani nemůže být pro všechny.“
V lednu 2016 v rozhovoru pro Český rozhlas Plus uvedl, že migrační vlnu organizuje Muslimské bratrstvo, svůj názor opřel o informace od marockého ministra zahraničí Selahedína Mezuára, s nímž nedávno hovořil. Zároveň kritizoval Sobotkovu vládu za to, že ČR nevyčerpá 35 miliard z evropských dotací, mluvil o laxnosti a neschopnosti. V online rozhovoru pro Blesk TV kritizoval norskou sociální službu Barnevernet, která „v podstatě unáší děti a její činnost je gangsterismus nejhrubšího zrna.“ Reagoval tak na kauzu, kdy byla české matce v Norsku odebrána dcera. V pořadu Partie televize Prima mimo jiné uvedl, že má připravený návrh mezinárodní smlouvy, podle níž by děti s českým občanstvím byly v Norsku vydávány svým rodičům.
Na přelomu března a dubna 2017 vzbudilo i mezinárodní pozornost jeho prohlášení pro Frekvenci 1, že mu zhruba před rokem hackeři z Alabamy na počítač v Lánech nainstalovali dětskou pornografii. Zprvu chtěla prezidentská kancelář nechat záležitost prošetřit Národním bezpečnostním úřadem, později od toho ustoupila. Seznam Zprávy uvedly, že se k pornografii prezident pravděpodobně dostal omylem sám, bez zásahu hackerů.
V roce 2018 kritizoval na TV Barrandov Bezpečnostní informační službu (BIS) za jejich výroční zprávu. Tvrdil při tom, že „[z]a šest let není jediný údaj o tom, že by se podařilo odhalit, byť jen jediného ruského nebo čínského špióna.“ Toto tvrzení se ukázalo jako nepravdivé. BIS odhalila ruské špiony například v roce 2015. Ředitel BIS Michal Koudelka v tiskové zprávě uvedl, že „za posledních pět let zamezili desítkám ruských a čínských zpravodajských důstojníků v jejich činnosti.“
V lednu 2018 v pořadu Týden s prezidentem řekl „…a já si myslím, že pokud Evropská unie konečně nenajde odvahu opevnit své vnější hranice, o čemž neustále kecá, ale téměř nic nedělá, tak v takovémto případě tady budeme mít v několika letech miliony migrantů.“ Na výrok eurokomisařky Federiky Mogheriniové o tom, že islám má své místo v evropské kultuře, zareagoval slovy, že „Islám má určitě místo v evropské historii, protože Evropa s islámem, konkrétně s Osmanskou říší, bojovala po několik staletí.“

### Domácí politika
Miloš Zeman sám sebe označuje za „levicového konzervativce“ a „tolerantního ateistu“, jako mladý člověk však byl římským katolíkem. V oblasti ekonomie se považuje za keynesiánce. Vyslovil se proti církevním restitucím.
Ještě v 90. letech byl hlasitým kritikem referenda. „Současně bych však chtěl varovat před obecně rozšířenou a dalo by se říci populistickou iluzí, která vychází z názoru, že hlas lidu je hlasem božím, a že to, co nespraví parlament, spraví občané.“ Zeman vyslovil názor, že velká část společnosti nemá takové rozumové schopnosti, aby porozuměla komplexnosti problému a nebyla tak odkázána jen na zjednodušené černobílé vidění světa. V této souvislosti odkázal na citát Cyrila Höschla: „Třetina obyvatel této země je slabá duchem. Každý sedmý občan je debilní nebo dementní nebo alkoholik. Zhruba polovina obyvatel této země má podprůměrný intelekt...“ Vyjádřil proto přání, „aby k referendu – pokud možno – nemuselo dojít.“
Během svého prezidentského úřadu podporuje přímou demokracii v podobě většího uplatnění referend, zavedení určité podoby sociálního státu, podporuje zvláštní státní sociální podporu pro děti a důchodce, nebo progresivní daň z příjmů. Chce se také zasadit o zavedení povinného prokázání nabytí majetku včetně případné konfiskace nelegálně získaného majetku. Vyslovil se pro změnu volebního zákona, která by u parlamentních voleb umožnila vybírat kandidáty z několika kandidátek zároveň, tzv. panašování. Podporuje zavedení institutu referenda dle švýcarského modelu a odvolatelnost poslanců lidovým hlasováním. Uvítal by transformaci Senátu z přímo volené komory na orgán tvořený reprezentacemi krajských zastupitelstev.
K otázce přijetí eura byl Zeman v době svého prvního prezidentského mandátu otevřený. V roce 2013 se vyslovil pro zavedení evropské měny v Česku „co nejdříve to bude možné“, ale reálnou šanci pro tento krok tehdy viděl „až po roce 2017“.
Podporoval již zavedené zvýšení základní sazby daně z přidané hodnoty (DPH), ale byl zároveň pro to, aby byla vrácena na původní hladinu tzv. „snížená sazba“ na základní potraviny a léky. Také byl proti zavedení školného na veřejných vysokých školách, ale podpořil by zavedení pokut pro neúspěšné studenty. Podpořil využití marihuany pro lékařské účely, avšak legalizaci měkkých drog odmítl. 
Jako prezident podporoval dokončení vodního koridoru Dunaj–Odra–Labe.

### Evropská unie
Zeman se stal zastáncem Evropské unie z pozice eurofederalismu jako odpůrce extrémního centralismu unie. Souhlasil se vstupem Chorvatska do unie. Kladně se také vyslovil k možnému budoucímu členství Srbska a Ruska. Odmítavě jako o nové členské zemi Evropské unie naopak hovořil o Turecku. Kritizoval také uznání Kosova samostatným státem, přičemž jej označil „za teroristickou diktaturu financovanou narkomafiemi.“ Společnou fiskální politiku považoval za potřebnou.
V rozhovoru pro srbský deník Večernje novosti uvedl, že „uznání nezávislosti Kosova otevřelo Pandořinu skříňku a zahájilo nebezpečný proces překreslování hranic na celém světě.“ Kosovského vicepremiéra Hashima Thaçiho, který v 90. letech stál v čele Kosovské osvobozenské armády a která na černém trhu údajně prodávala orgány svých zajatců, nazval válečným zločincem, Kosovo označil za „velmi podivný stát se silným vlivem narkomafií“, a dodal, že on osobně nezávislost Kosova nikdy neuznal.
V roce 2021 vyjádřil srbskému prezidentovi Aleksandru Vučičovi omluvu za alianční bombardování Jugoslávie, které v roce 1999 s vládou schválil v souvislosti s řešením krize v Kosovu. Akci NATO (do nějž ČR několik dnů předtím vtoupilo), označil Zeman již dříve za chybu a akt mocenské arogance. „Chtěl bych srbský národ jako osoba poprosit o odpuštění,“ řekl Zeman a konstatoval, že srbský národ vyjádřil českému podporu v letech 1938 a 1968. „A my jsme se mu odvděčili bombardováním. Právě proto bych při této příležitosti chtěl za svoji osobu se omluvit za bombardování tehdejší Jugoslávie,“ uvedl.
V roce 2016 se Zeman postavil na stranu Polska ve sporu tohoto státu s orgány Evropskou unií. Při setkání s polským prezidentem Andrzejem Dudou v březnu 2016 Zeman prohlásil: „Polská vláda vzniklá ze svobodných voleb má plné právo uskutečňovat opatření, která jí dává mandát z těchto voleb. Neměla by být vystavena moralizující kritice Evropské unie, jež by se naopak měla konečně soustředit na svůj základní úkol, a to je ochrana vnějších hranic.“

### Zahraniční vztahy

#### Vztahy s USA
Zeman odmítl jako nesmyslné přirovnávat průjezd amerického konvoje vracejícího se z vojenského cvičení NATO v Pobaltí k okupaci a prohlásil: „Zatímco v posledních měsících bojuji proti antiruským bláznům, tak k tomu v poslední době přibyl boj proti antiamerickým bláznům. Nesouhlasím s tím, aby se americká vojska označovala jako okupační z toho prostého důvodu, že v minulém století jsme okupaci zažili již dvakrát [1939 a 1968] a víme, jak vypadá.“
Zeman prohlásil, že by si v amerických prezidentských volbách roku 2016 přál vítězství republikánského kandidáta Donalda Trumpa. Amerického prezidenta Baracka Obamu kritizoval, že svojí politikou přispěl k destabilizaci Blízkého východu. Demokratická kandidátka Hillary Clintonová by podle Zemana pokračovala v Obamově politice.

#### Vztahy s Německem
Při setkání s německým prezidentem Frankem-Walterem Steinmeierem v září 2017 se prezidenti neshodli v otázce uprchlických kvót, přesto oba prezidenti chválili současné česko-německé vztahy a úspěšné překonávání temných kapitol historie.
Německá kancléřka Angela Merkelová v červnu 2018 prohlásila, že pro vysídlení Němců z Československa a dalších zemí střední a východní Evropy po druhé světové válce „neexistovalo ani morální, ani politické ospravedlnění.“ Zeman uvedl, že s jejím výrokem „hluboce nesouhlasí.“
Zeman nevystoupil s projevem ani se nezúčastnil žádné pietní akce u příležitosti 80. výročí německé okupace Čech, Moravy a Slezska 15. března 1939, ale v rozhovoru pro ČTK uvedl: „Mohu vám říci, a říká se mi to těžko, že tehdy se už nedalo nic dělat. V okamžiku, kdy mnichovská dohoda vydala naše pohraniční opevnění a demoralizovala náš národ, tak veškeré výkřiky o obraně na okleštěném území jsou patetické fráze a nic víc. To, co považuji za nejdůležitější a co se nerado připomíná, je zrada našich spojenců. Brutální a přitom hloupá zrada.“

#### Vztahy s Rakouskem
V úterý 2. dubna 2019 prezident navštívil Vídeň a setkal se mimo jiné s tamními krajany. Ve svém projevu mimo jiné nařkl bývalého starostu Vídně Michaela Häupla, že po celé období jeho vedení město nedalo místní českojazyčné Komenského škole ani šilink. Přímo na místě se proti prezidentovu tvrzení ohradil ředitel školy. Rakouská a následně i česká média pak Zemanův výrok rozporovala, jeho projev kritizoval také ministr zahraničí Petříček a část české parlamentní opozice. Mluvčí Ovčáček prezidentovo tvrzení zdůvodnil podklady dodanými českou velvyslankyní v Rakousku Ivanou Červenkovou. Ta uvedla, že Vídeň poskytla jednorázovou dotaci ve výši jednoho milionu eur na rekonstrukci školy. Dále pak město v době prezidentovy návštěvy finančně podporovalo provoz české mateřské školky. Zeman ovšem podklady, které dostal, zřejmě nějak nepochopil. Ve čtvrtek 4. dubna Zeman vzkázal Häuplovi prostřednictvím nového vídeňského starosty svou omluvu, dle vlastních slov druhou ve své 30leté politické kariéře. Rakušané v diskuzi na portálu největšího rakouského deníku Der Standard drsně zkritizovali Miloše Zemana za jeho chování během státní návštěvy jejich země.

#### Vztahy s Ruskem

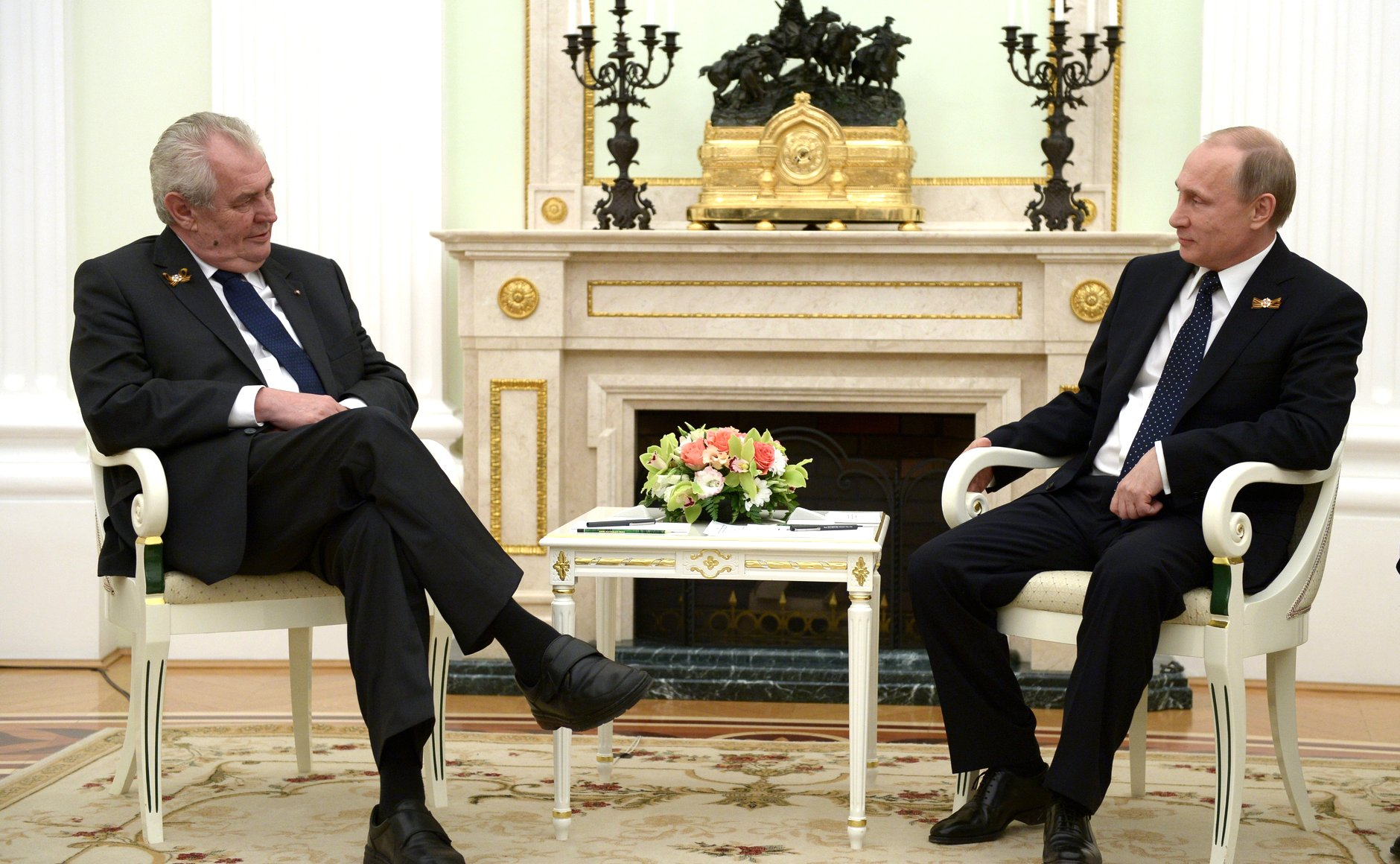
Setkání Zemana s Vladimirem Putinem u příležitosti Dne vítězství

Poté, co v srpnu 2014 Evropská unie zpřísnila protiruské sankce a sankce odsouhlasila i vláda premiéra Sobotky, Zeman prohlásil, že ČR by neměla přerušovat dobré obchodní vztahy s Ruskem. V březnu 2015 Zeman komentoval protesty proti průjezdu amerického konvoje přes ČR: „Zatímco v posledních měsících bojuji proti antiruským bláznům, tak k tomu v poslední době přibyl boj proti antiamerickým bláznům.“
Během září 2014 navštívil konferenci Dialog civilizací na Rhodu, kterou pořádal ruský oligarcha Vladimir Jakunin. Zeman ve svém projevu opět kritizoval sankce uvalené na Rusko, které podle něj „brání dialogu civilizací.“ Během projevu označil islámský stát za „rakovinu“, zatímco o válce na Ukrajině se vyjádřil jako o „chřipce.“
Zeman v květnu 2015 potvrdil účast na slavnostní vojenské přehlídce v ruském hlavním městě Moskvě k 70. výročí konce druhé světové války. Za to byl kritizován pravicovou opozicí, KDU-ČSL jej vyzvala, aby si své rozhodnutí ještě rozmyslel. Poslankyně Miroslava Němcová navrhla, aby vláda cestu neproplatila, ta však nakonec proplacení nákladů na cestu schválí. Sám Zeman, který je jediným prezidentem ze zemí Evropské unie, který účast přislíbil, prohlásil v březnovém Prezidentském Pressklubu na rádiu Frekvence 1, že jeho cesta do Ruska bude „výrazem vděčnosti za to, že v této zemi nemusíme mluvit německy.“ Do Ruska pojede proto, aby vyjádřil úctu 150 tisícům sovětských vojáků, kteří padli na československém území během osvobozování od nacistické okupace. Předeslal, že si nepodá ruku se severokorejským diktátorem Kim Čong-unem, který se měl oslav také zúčastnit, ale svou účast odvolal. Zároveň ostře odsoudil výroky amerického velvyslance v České republice Andrewa Schapira, který jeho plánovanou účast na oslavě v Moskvě označil za „prekérní“ vzhledem k bojkotu události většinou evropských státníků, a vyjádřil se, že „po tomto prohlášení má Schapiro dveře na Hrad zavřené.“ Toto vyjádření zaznamenala a komentovala i četná zahraniční média. Zatímco USA se postavily za Schapira, ruský ministr zahraničí Sergej Lavrov ocenil Zemanovu vlastní důstojnost a hrdost. Zeman se nakonec rozhodl, že místo vojenské přehlídky se v Moskvě sejde k rozhovorům se slovenským premiérem Robertem Ficem, jednali mimo jiné o propojení řek Váh a Morava. Zeman posléze spolu s Ficem a ostatními státníky položil 9. května věnec k památníku Neznámého vojína u moskevského Kremlu k uctění sovětských vojáků padlých v druhé světové válce.
Americký list Washington Post označil Zemana za jeho proruské postoje jako „faktického mluvčího Kremlu.“ Vlivný senátor John McCain vyjádřil znepokojení ze Zemanova postoje k Rusku. Dle diplomata Petra Koláře se Zeman „stal v podstatě velmi užitečným nástrojem ruské propagandy.“ Zeman šíří prokremelské dezinformace – např. v listopadu 2014 český prezident v rozhovoru pro čínskou státní televizi zopakoval doslovnou lež vyrobenou Kremlem. V otázce přítomnosti ruských vojáků na Ukrajině mu švédský ministr zahraničí Karl Bildt doporučil věnovat větší pozornost například informacím české zpravodajské služby.
Podle tvrzení v The American Interest v roce 2018 Zemanova hradní kancelář údajně vydírá premiéra a snaží se, za příslib podpory během vládní krize, vynutit si jeho souhlas aby ruský Rosatom získal kontrakt v hodnotě 150–200 miliard na dostavbu jaderných bloků v Dukovanech.
Ruské zpravodajské portály často citovaly vyjádření prezidenta Zemana, která byla ve většině případů nakloněna na stranu Ruska. Jednalo se například o zpochybnění ruské účasti v útoku na muniční sklady ve Vrběticích, komentář anexe Krymu Ruskem a obsazení východní Ukrajiny Ruskem podporovanými separatisty v roce 2014, návrh referenda o vystoupení z NATO nebo v roce 2016 o podporu ruského stanoviska, že na Ukrajině jsou fašisté a přirovnání Bandery k Hitlerovi.
Počátkem června 2015 Zeman kritizoval revizionistický dokument ruské televize Rossija 1 o sovětské invazi do Československa v roce 1968, invazi označil za zločin a řekl, že „ruská televize lže a žádný jiný komentář, než že je to novinářská lež, se k tomu říci nedá.“
V únoru 2022 ostře odsoudil invazi Ruska na Ukrajinu a vyzval k zavedení dalších protiruských sankcí. Některé své někdejší postoje k Rusku označil za omyl.

#### Vztahy s Čínou
Zeman se zasazuje za otevřenější spolupráci s Čínou. V říjnu 2014 byl v Číně na státní návštěvě a prohlásil tam, že „respektuje územní integritu Číny a neuznává tibetskou exilovou vládu“, za což si vysloužil kritiku od některých pravicových politiků.
Dne 3. září 2015 se Zeman zúčastnil vojenské přehlídky v Pekingu u příležitosti 70. výročí konce druhé světové války v Tichomoří. V květnu 2017 navštívil památník obětí nankingského masakru, při kterém vojáci Japonského císařství v roce 1937 zavraždili okolo 300 000 lidí. Zeman v Číně prohlásil, že druhá světová válka začala fakticky už v roce 1937 po vypuknutí čínsko-japonské války.
Během třídenní návštěvy čínského prezidenta Si Ťin-pchinga v České republice v březnu 2016 prezident Zeman přivítal Si Ťin-pchinga slovy: „Chtěl bych se vám omluvit za to, že nemám funkční zlatý kočár, kterým bych vás svezl tak, jako vás svezla královna Alžběta II. Chtěl bych se omluvit i za to, že nevlastním Bílý dům, kde jste se nedávno setkal s prezidentem Obamou. Chtěl bych jenom poznamenat, že Praze se říká Zlatá Praha, a zlaté město je více než zlatý kočár.“ Zeman prezidenta Si Ťin-pchinga pozval do letního sídla českých prezidentů v Lánech.
Zeman podporuje působení čínské společnosti CEFC China Energy Company Limited v Česku, která získala podíl v několika významných českých firmách. CEFC drží mimo jiné podíly ve firmách Lobkowicz Group, Travel Service, investovala ve skupinách Médea Group a Empresa Media či do realit a vlastní fotbalovou Slavii. Část prezidentových oponentů uvádí, že i přes uvedené Zemanovy snahy o podporu hospodářských vztahů s Čínou vzrostl český export do této země v porovnání s vývozem do EU jen o 0,1 procenta více.
Strmý vzestup a následný prudký pád společnosti CEFC (výsledkem bylo její zestátnění) se v roce 2018 dostaly na titulní strany předních světových médií. Mnohdy byly tyto zprávy doprovázeny fotografií předsedy CEFC po boku českého prezidenta jako ilustrace Jie Ťien-mingových snah o vytváření vlastního image.
Podle ministra zahraničí Tomáše Petříčka, když byl v březnu 2020 během pandemie covidu-19 dojednáván s čínskou stranou urychlený dovoz roušek a respirátorů z Číny do Česka, tak velmi pomohlo, že prezident Zeman má nadstandardní vztahy s Čínou.

#### Islám a Blízký východ

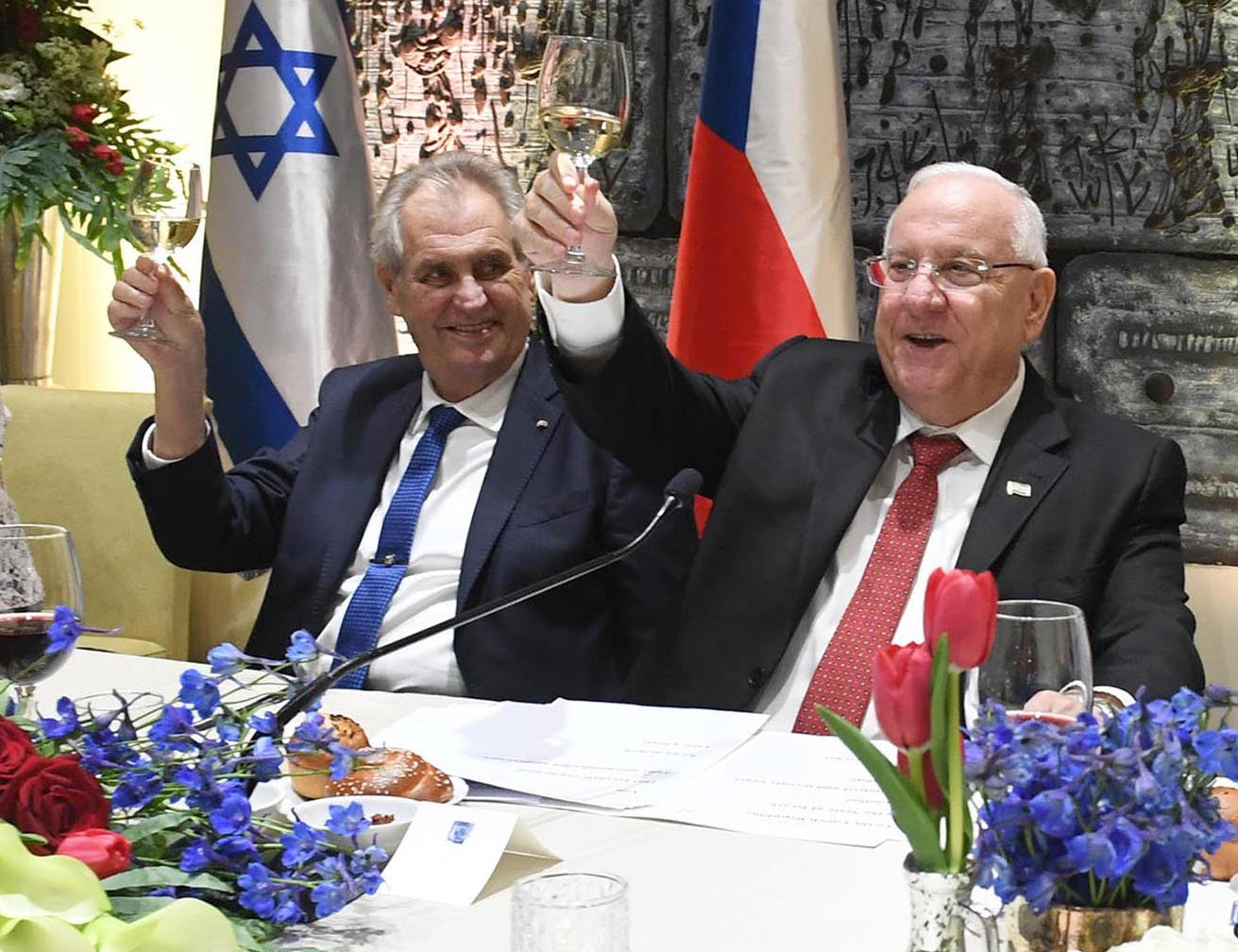
Zeman a izraelský prezident Re'uven Rivlin na slavnostní večeři na počest Zemana v Izraeli 26. listopadu 2018

Zeman způsobil diplomatický incident se Saúdskou Arábií, když při oslavě izraelského dne nezávislosti v květnu 2014 prohlásil, že za násilnými akty jako byl útok v bruselském židovském muzeu stojí „islámská ideologie.“ Saúdská Arábie si předvolala českého velvyslance v Rijádu a předložila soupis všeho, co kdy Zeman na téma islám v minulosti řekl.
Zeman podporuje Izrael a v březnu 2015 na konferenci AIPAC prohlásil, že prvorepublikové Československo bylo „jediným ostrovem demokracie v srdci Evropy“ a Izrael je na Blízkém východě v podobném postavení, proto mezi Českem a Izraelem musí existovat solidarita.
Během státní návštěvy Jordánska vyznamenal dne 11. února 2015 krále Abdalláha II. Řádem Bílého lva za jeho roli v boji proti Islámskému státu. Na oplátku obdržel jordánské nejvyšší vyznamenání.
Negativně se vyjadřuje o islámu, který označil za anticivilizaci financovanou z prodeje ropy a drog. Odmítá rozlišovat mezi umírněnými a radikálními muslimy a nesouhlasí se stavbou mešit na území České republiky. Je také proti tomu, aby byla Palestina uznána suverénním státem. V případě budoucího rozšiřování NATO je pro přijetí Izraele spíše než pro přijeti Ukrajiny nebo Gruzie.
V červnu 2015 Zeman řekl, že pokud evropské státy přijmou vlnu uprchlíků z Blízkého východu a Afriky, tak tím usnadní expanzi Islámského státu do Evropy.
V reakci na vraždu saúdského opozičního novináře Džamála Chášukdžího, který zmizel na saúdském konzulátu v Istanbulu, Zeman prohlásil: „Kdyby se podařilo dosáhnout celosvětového embarga na vývoz zbraní do Saúdské Arábie, byl bych pro to, aby se k tomuto embargu Česká republika připojila. Pokud by to byla jen izolovaná akce České republiky, tak zatraceně dobře vím – a vy to víte taky – že tam okamžitě vystartuje celá řada západních firem, které vyplní mezeru na trhu.“
Zeman je proti vstupu Turecka do Evropské unie. Podle Zemana skutečnost, že Turecko pod vedením Erdoğana je stále více autoritářské a provádí politické čistky, nebude mít vliv na jeho členství v NATO, protože „NATO je vojenská organizace a vojenská organizace se neřídí politickými, respektive hodnotovými pravidly.“
Zeman přivítal rozhodnutí amerického prezidenta Donalda Trumpa uznat Jeruzalém za izraelské hlavní město a přesunout do Jeruzaléma americkou ambasádu, přestože východní Jeruzalém, který byl Izraelem nelegálně anektován po vojenské okupaci v roce 1967, považuje za své hlavní město Stát Palestina. Zeman to okomentoval slovy: „Já mám z toho velkou radost, protože když jsem byl asi před čtyřmi roky na návštěvě v Izraeli, tak jsem říkal, že bych velmi uvítal, kdyby se česká ambasáda přesunula do Jeruzaléma.“
Zeman kritizoval Bezpečnostní informační službu (BIS), která podle něj ignoruje hrozbu Islámského státu na území České republiky a včas neodhalila činnost pražského imáma Sámera Shehadeha, který byl obviněn z podpory terorismu. Zeman prohlásil: „Jsou to čučkaři. Protože tam, kde mají najít teroristu, a on opravdu existoval, a ostatně i Národní centrála pro odhalování organizovaného zločinu říká, že u nás jsou teroristé, tam ho nenašla.“
V březnu 2019 Zeman obvinil Turecko, že se chovalo jako faktický spojenec Islámského státu, kterému pomáhalo s vývozem ropy. Turecký velvyslanec v Praze Zemanovy výroky odsoudil jako „nešťastné“ a „nepřijatelné.“ Ministr zahraničí Tomáš Petříček v reakci na Zemanova slova připomněl význam Turecka jako spojence v NATO.
Zeman odsoudil tureckou ofenzivu v Sýrii v roce 2019, která byla namířena proti prokurdským jednotkám SDF v syrském Kurdistánu.

#### Krize na Ukrajině
V souvislosti s ukrajinskou krizí, která vypukla naplno v únoru 2014 a kde se spornou stala ruská anexe Krymu, prohlásil Zeman o krymském referendu, že je v rozporu s ukrajinskou ústavou, nicméně je projevem nesouhlasu obyvatelstva se současnou situací. Krym je podle prezidenta již ztracen, ovšem vyzval Evropskou unii a NATO k razantní preventivní akci, která by Rusko zastrašila před dalšími vojenskými výpady na Ukrajinu, pokud by se Rusko pokusilo anektovat další východní část země, případně i do Moldavska. Zároveň se však vyslovil proti uvalování blokád, sankcí a embarg. Dne 3. září 2014 v rozhovoru pro Frekvenci 1 uvedl, že „zatím nebylo prokázáno, že na Ukrajině je ruská invazní armáda“ a že „bere vážně prohlášení ministra zahraničí Lavrova, že tam žádní ruští vojáci nejsou.“ Dne 5. září pak během summitu NATO prohlásil, že „není pochyb“, že Ukrajina čelí ruské agresi, a že „nepochybuje o tom, že tato agrese má několik podob, mimo jiné například dodávky zbraní a dodávky dobrovolníků, kteří nejsou dobrovolníci“, ovšem situaci nepovažuje za přímou invazi. 9. října Zeman prohlásil před novináři v Lipsku, kde se účastnil oslav 25. výročí pádu komunismu, že válka na východní Ukrajině je srovnatelná s občanskou válkou ve Španělsku ve 30. letech. Zeman řekl: „Ve Španělsku byla také občanská válka a přitom z jedné strany intervenovali Rusové a Francouzi, z druhé strany intervenovali Němci a Italové. ... Bojoval tam Španěl proti Španělovi, samozřejmě za zahraniční pomoci svých spojenců.“
16. listopadu 2014 poskytl prezident Zeman rozhovor Prvnímu kanálu ruské státní televize. V němž mimo jiné označil konflikt na východní Ukrajině za občanskou válku a ekonomickou pomoc Ukrajině označil za nesmyslnou, dokud nebude dosaženo mírové dohody. 20. listopadu předvolalo ukrajinské ministerstvo zahraničí českého velvyslance Ivana Počucha a sdělilo mu, že prezidentovy výroky považuje za nepřijatelné, jelikož neodpovídají duchu tradičně přátelských česko–ukrajinských vztahů.
Dne 3. ledna 2015 poskytl rozhovor deníku Právo, v němž ukrajinského premiéra Arsenije Jaceňuka označil za „premiéra války“, který odmítá mírové řešení ukrajinského konfliktu.
Zeman označil za masové vrahy Poláků a Židů vůdce Ukrajinské povstalecké armády (UPA) Romana Šuchevyče a Stepana Banderu, kteří jsou pro mnoho Ukrajinců národní hrdinové a kterým byl na Ukrajině v dubnu 2015 přiznán „status bojovníků za nezávislost Ukrajiny,“ a prohlásil „Nemohu bohužel blahopřát Ukrajině k takovým národním hrdinům.“
V únoru 2019 po návratu ministra zahraničí Tomáše Petříčka z Ukrajiny mu Zeman vytkl, že na Ukrajině „dostatečně nezmínil problém banderovců“, kterým nově přijatý ukrajinský zákon z roku 2018 přiznává sociální výhody. Již v prosinci 2018 bylo Petříčkovo ministerstvo kritizováno prezidentovým mluvčím Ovčáčkem, že k ukrajinskému zákonu o banderovcích „zbaběle mlčí.“ Ministerstvo zahraničí předtím vydalo prohlášení, že se jedná o vnitřní záležitost Ukrajiny a úkolem diplomacie není „hodnotit nebo zkoumat historii, to je záležitost historiků.“
V únoru roku 2022 po zahájení ruské agrese se postavil na stranu Ukrajiny. Prezidentu Volodymyru Zelenskému udělil nejvyšší české státní vyznamenání a opakovaně rovněž podpořil zasílání zbraní bránící se Ukrajině. Své někdejší vstřícné postoje vůči ruskému prezidentovi Putinovi označil za svůj největší neúspěch.

### Životní prostředí
K hrozbě globálního oteplování zaujímá podobně odmítavý postoj jako jeho předchůdce Václav Klaus, když ji označil za „hysterii vyvolanou ekologickými lobbisty.“ V roce 2010 pro agenturu Mediafax dále uvedl: „Globální oteplování je v lidské historii po tisící prvé. Globální oteplování je v historii planety po miliónté prvé. Stejně tak je zde po tisící prvé a miliónté prvé globální ochlazování. Pokládám teorii globálního oteplování za tvrzení, které je založeno na lidské pýše, tedy tvrzení, že lidstvo svojí emisí skleníkových plynů může způsobit dramatické kolísání teplot na Zemi.“
Zeman též souhlasí s prolomením těžebních limitů hnědouhelných dolů v severních Čechách a s tím spojeným bouráním obcí. Zastává názor, že Šumava je hospodářský les jako každý jiný, je odpůrcem solárních a větrných elektráren a práva nevládních (občanských) organizací na účast ve správních řízeních s vlivem na životní prostředí považuje za „přemrštěná.“ Podporuje naopak jadernou energetiku a dostavbu elektrárny Temelín.

### Inkluzivní vzdělávání
Při své návštěvě Pardubického kraje dne 14. ledna 2015 řekl: „Nejsem zastáncem názoru, že by děti, které jsou určitým způsobem handicapované, měly být umisťované do tříd s nehandicapovanými žáky, protože je to neštěstí pro oba ... Z hlediska duševní pohody je daleko lepší, když budou existovat praktické třídy. Vůbec se mi inkluze nelíbí a jsem proti ní,“ načež jej za tento výrok zkritizovala Národní rada osob se zdravotním postižením i ombudsmanka Anna Šabatová. Prezidentův výrok zkritizoval také Petr Hrubý, ředitel Jedličkova ústavu, který poukázal na to, že je k dětem třeba přistupovat individuálně.

### Koncesionářské poplatky
V březnu[kdy?] na závěr návštěvy Plzeňského kraje se vyslovil pro zrušení koncesionářských poplatků pro Českou televizi, která se podle něj stala „špatnou komerční televizí.“ Ta se ohradila a Zemanův výrok označila za „bezprecedentní útok na nezávislost veřejnoprávní televize, který za dobu její existence v demokratické společnosti nemá obdoby.“ Když poté o několik dní později neodvysílala Česká televize tiskový brífink mluvčího Pražského hradu Jiřího Ovčáčka, přestože se Česká televize hájila tím, že Hrad pro brífink neohlásil žádná zásadní sdělení, a televize proto dala přednost aktuálním tématům, prezidentská kancelář „považuje tento přístup za dětinskou pomstu České televize za názory prezidenta republiky“ a v dubnu podala stížnost Radě pro rozhlasové a televizní vysílání, ta však byla zamítnuta.

### Náboženství

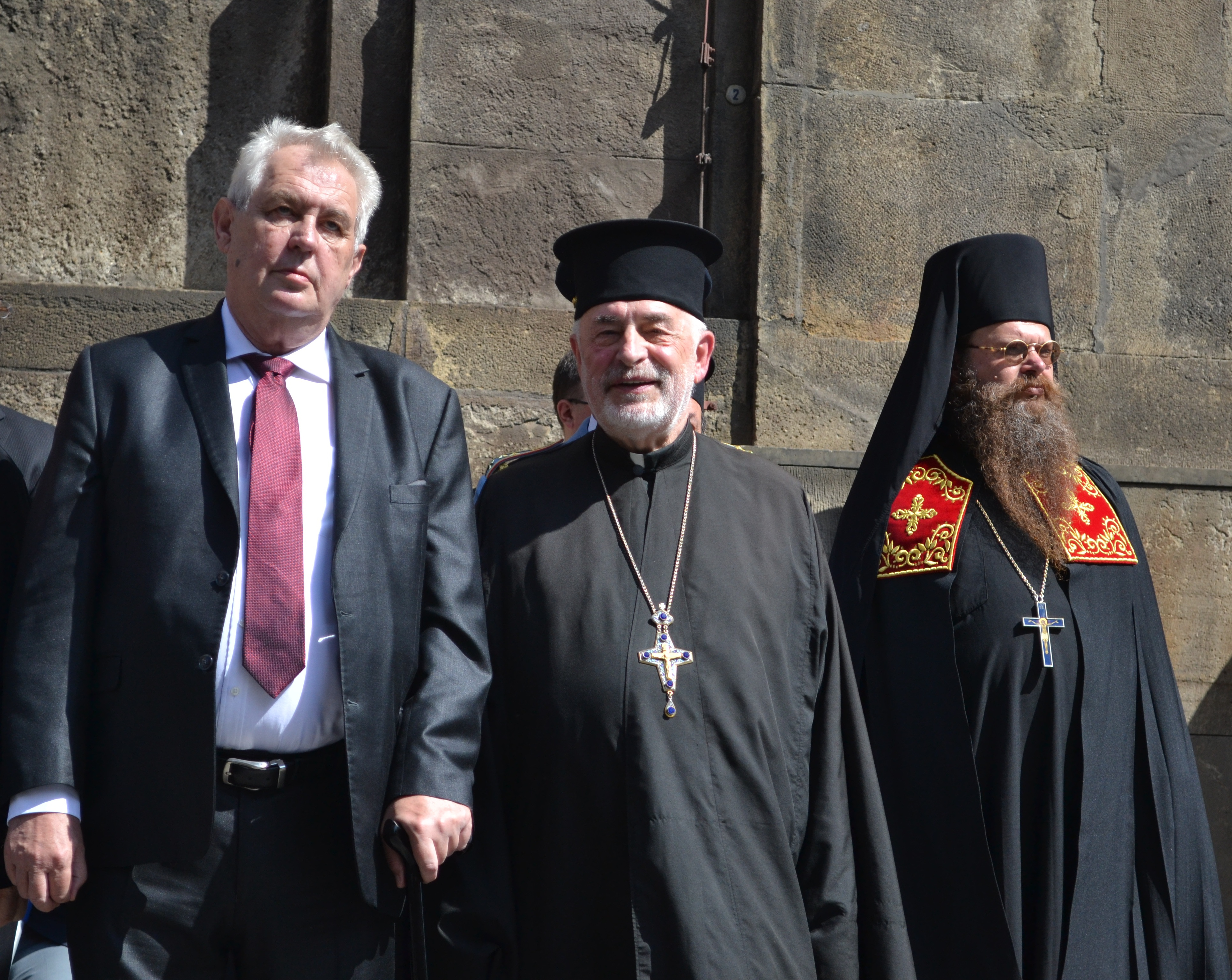
Zleva prezident M. Zeman, protopresbyter J. Šuvarský a archimandrita Marek (Krupica) u Národního památníku Hrdinů heydrichiády v Praze

Miloš Zeman sám sebe označuje jako pozitivního ateistu. Proti církevním restitucím se vyslovil odmítavě. S náboženskými představiteli se stýká, s některými i osobně. Účastnil se vybraných církevních akcí z titulu politické funkce. S kardinálem Dominikem Dukou má dokonce až přátelské vztahy.

### LGBT
V červnu 2021 v rozhovoru pro TV Prima a CNN Prima News prohlásil, že chápe homosexuály či lesbičky, ale lidé, kteří si nechají operativně změnit pohlaví (transgender) jsou mu „bytostně odporní“. Tyto osoby se podle Zemana dopouští trestného činu sebepoškozování. Zkritizoval rovněž protestní akce a aktivity pořádané LGBT komunitou, jako Prague Pride, a prohlásil, že by kdyby byl mladší, zorganizoval by v Praze velkou demonstraci heterosexuálů.
V rozhovoru pro TV Barrandov v dubnu 2017 však oznámil, že by adopci dětí stejnopohlavními páry nepodpořil se slovy: „Já nesdílím názor, že partnerství dvou osob stejného pohlaví je vhodná cesta pro výchovu dětí.“ Roku 2022 uvedl, že by případný zákon umožňující manželství osob stejného pohlaví vetoval, a naopak by podpořil návrh, aby bylo v české Ústavě uvedeno, že manželství je výhradně svazkem muže a ženy.

## Kritika

### Hodnocení veřejností
Podle pravidelných ročních průzkumů společnosti CVVM si občané nejvíce cení prezidentova kontaktu s nimi a zájmu o jejich problémy. V lednu 2014 tento aspekt hodnotilo velmi nebo spíše dobře 52 % dotazovaných, po lednu 2016 o tom bylo přesvědčeno již 70 % z nich. Na začátku roku 2017 kladných hodnocení mírně ubylo na 66 %. Oproti svým předchůdcům si tedy výrazně polepšil. Václava Klause v tomto směru na konci jeho prvního funkčního období hodnotilo kladně 36 % dotázaných, Václava Havla ve stejné situaci dokonce pouhých 25 %.

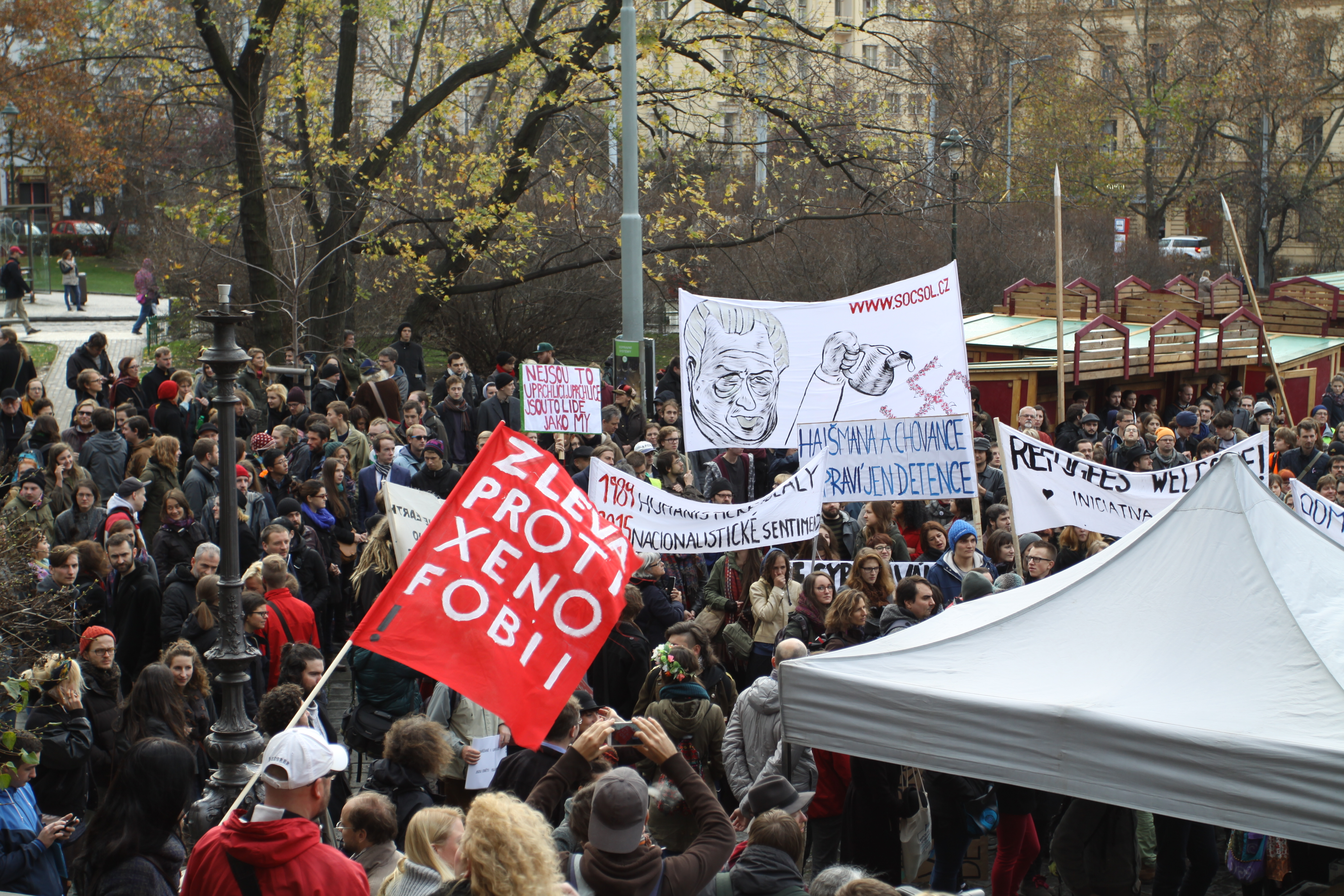
Demonstrace během státního svátku 17. listopadu 2015 se Zemanovou karikaturou

Podobně si Miloš Zeman vedl i v názoru na plnění funkcí svěřených mu Ústavou. Z počátečních 52 % vystoupal v lednu 2016 na 68 %, v lednu 2017 ho dotazovaní hodnotili velmi nebo spíše dobře v 63 %. V této otázce si vede hůře než Václav Klaus, jehož úřad v lednu 2007 hodnotilo kladně celých 80 % respondentů, a podobně jako Václav Havel, se kterým bylo v lednu 1998 spokojeno 66 % oslovených.
Prezidentovo ovlivňování vnitropolitického života hodnotilo v lednu 2014 velmi nebo spíše dobře 41 % respondentů. Stejně jako v předchozích otázkách zaznamenal v lednu 2016 nárůst na 59 % kladných ohlasů a rok později mírný pokles na 52 %. Oba předchozí prezidenti se vedli podobně, kdy na konci prvního funkčního období jejich se hodnocení v této otázce pohybovalo kolem 55 %.
V lednu 2014 se na jeho reprezentaci České republiky v zahraničí dívalo velmi nebo spíše negativně 63 % dotázaných. Ještě v lednu následujícího roku tento aspekt připadal u prezidenta negativní 67 %. Ovšem v lednu 2016 většina respondentů uvedla kladný výsledek, nespokojeno bylo 48 % dotazovaných. Spokojenost v tomto směru dosáhla v lednu 2017 47 %. Jeho předchůdci si stran zahraniční reprezentace vedli lépe. Václav Havel přesvědčil v roce 1997 81 % odpovídajících, Václava Klause k roku 2007 oceňovalo 84 %.
Autoritu Miloše Zemana u občanů pociťovalo na začátku roku 2014 31 % dotázaných, po roce se Zeman mírně propadl na 27 %. Během ledna 2016 si polepšil na 51 %, po roce mírně klesl na 45 %. Stejný trend sledoval pocit respondentů z toho, jak Miloš Zeman dbá o vážnost a důstojnost úřadu. Během ledna 2014 bylo velmi nebo spíše nespokojeno 65 %, po lednu 2015 dokonce 74 %. Lépe si Zeman vedl v roce 2016 s 48 %, na počátku následujícího roku přesvědčil 39 %. Vážnost a důstojnost prezidentského úřadu Václava Klause během prvního období dosahovala téměř 90 %, Václav Havel v roce 1997 dbal dobře o svůj úřad z pohledu 64 % dotazovaných.
Pozitivně hodnotili Miloše Zemana podle svých slov voliči sociálních demokratů a komunistů a lidé v důchodovém věku a starší 60 let. Kritičtější pohled panoval u voličů ODS, TOP 09, Strany zelených a lidovců. Kladné reakce převládají u obyvatel Jihomoravského a Moravskoslezského kraje, naopak spíše negativní je názor obyvatel Prahy a lidí s vyšším vzděláním.

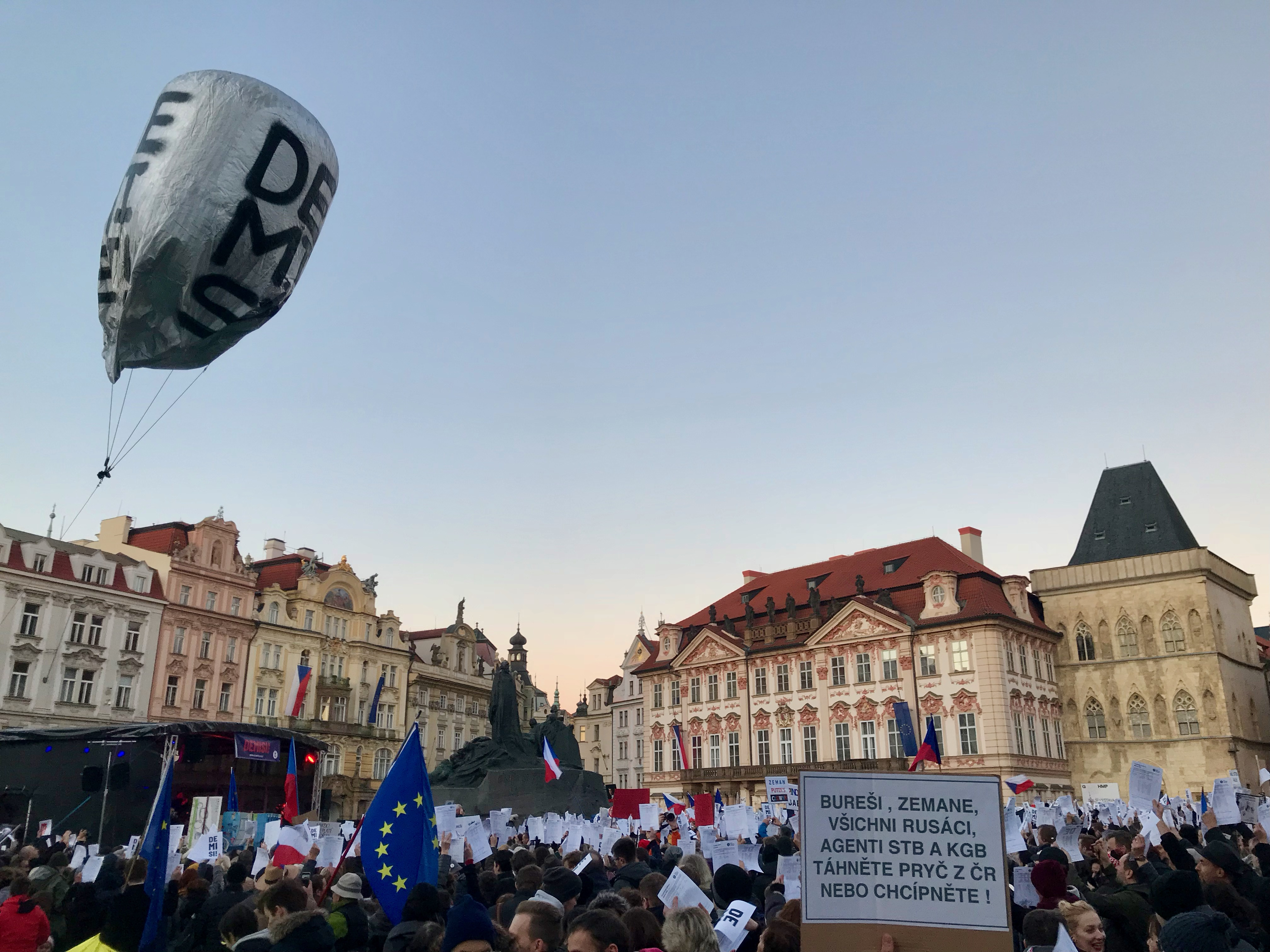
Demonstrace na Staroměstském náměstí v Praze dne 17. listopadu 2018, při které účastníci požadovali odchod Zemana a premiéra Babiše

TNS Aisa zpracovala pro Českou televizi průzkumy hodnocení Miloše Zemana v prosinci 2014 a v dubnu 2017. Ve všech sledovaných oblastech svého působení si Zeman mezi 2014 a 2017 polepšil. Miloše Zemana jako prezidenta všech občanů vnímalo v roce 2014 41 % dotázaných, o tři roky později to byla již většina, a sice 52 %. V roce 2014 vhodně reprezentoval úřad pro 27 % respondentů (představu o tomto kritériu splnil u 26 %), k roku 2017 zcela nebo spíše souhlasilo 47 % (představu splnil u 45 %). Prezidentův závazek sjednocovat cítilo splněný v prvním průzkumu 27 % dotázaných, ve druhém již 43 %. Dobrý obraz České republiky v zahraničí zprostředkovával nejprve pro 23 %, napodruhé pro 42 %. Zemanovy zásahy do legislativního procesu našly v prosinci 2014 úplný nebo částečný souhlas u 40 % respondentů, roku 2017 vzrostl tento podíl na 58 %. Se Zemanovými postoji k Rusku během prvního dotazování souhlasilo 28 %, při druhém průzkumu odpovědělo zcela nebo částečně kladně 41 %.
Podle průzkumu agentury CVVM z ledna 2016 byl nejdůvěryhodnějším českým politikem, kdy předstihl do té doby nejoblíbenějšího Andreje Babiše.
V únoru 2016 podle průzkumu agentury SANEP hodnotilo Zemana kladně 70,2 % dotázaných obyvatel ČR. Do konce zmíněného roku ale jeho popularita klesla o 10 procentních bodů na 60 % respondentů.
Ke konci druhého prezidentského mandátu v lednu 2023 bylo Zemanovo desetileté působení ve funkci prezidenta republiky podle průzkumu agentury NMS Market Research hodnoceno respondenty známkou 4 (při hodnocení jako ve škole).

### Spolupracovníci
Politické působení Miloše Zemana je spojováno s několika aférami. Kritizován byl i za výběr nejbližších spolupracovníků, zejména šéfa svých poradců Miroslava Šloufa, politického představitele předlistopadového SSM i KSČ. Dalším Zemanovým tajemníkem byl Karel Heřman, absolvent vysoké školy politické ÚV KSČ a před listopadem 1989 tajemník pro politickoorganizační práci na OV KSČ Praha 4. Před volbami v roce 1996 jednal tajně s podnikatelem Janem Vízkem (podrobněji Aféra Bamberg), v roce 1999 zase vyšlo najevo vydírání správce Štiřínského zámku Václava Hrubého Zemanovým poradcem Jaroslavem Novotným. Ten po Hrubém požadoval vyrobení falešných důkazů na bývalého ministra zahraničí Zielence. Ve stejné době bylo zjištěno, že na zámku Štiřín bylo funkční odposlechové zařízení. V květnu 2000 bylo odhaleno, že v týmu Zemanových poradců vznikl materiál nazvaný Olovo, který měl zdiskreditovat ministryni školství a Zemanovu stranickou kolegyni Petru Buzkovou. Za jeho působení byla v roce 1998 uzavřena Opoziční smlouva s ODS, za jejíhož trvání došlo podle dokumentárního filmu Vládneme, nerušit (natočeného dle stejnojmenné knihy Erika Taberyho) k poklesu politické kultury, zvýšení míry korupce, k výhrůžkám a pokusu o vraždu novinářky Sabiny Slonkové.
Velké emoce po celé jeho působení vzbuzují komentáře Zemanova mluvčího Jiřího Ovčáčka, on sám sebe označuje za „politicky nekorektního.“ Velmi negativně se vyjadřuje o kriticích prezidenta Zemana, kde vedle Bohuslava Sobotky, Miroslava Kalouska a TOP09 má dominovat především tzv. „pražská kavárna.“ Její „praktiky“ přirovnává k druhé republice, působení fašistů i k 50. letům. Ovčáčkovi je vytýkáno, že není úplně zřejmé, v jaké chvíli vyjadřuje názory Miloše Zemana a kdy ty své. „Moje úloha je trojjediná. Nejenom že prezentuji stanoviska pana prezidenta, bráním jeho stanoviska a bráním i osobu pana prezidenta. Vím, že se to nelíbí, ale budu to dělat dál,“ uvedl Ovčáček. Nejasnosti panovaly kolem twitterového účtu @PREZIDENTmluvci, který mnozí lidé považovali za oficiální kanál Hradu. Kancelář prezidenta republiky nicméně uvedla, že se jedná o „soukromý profil Jiřího Ovčáčka“ a „Jiří Ovčáček nedostává za vedení účtu žádnou odměnu.“

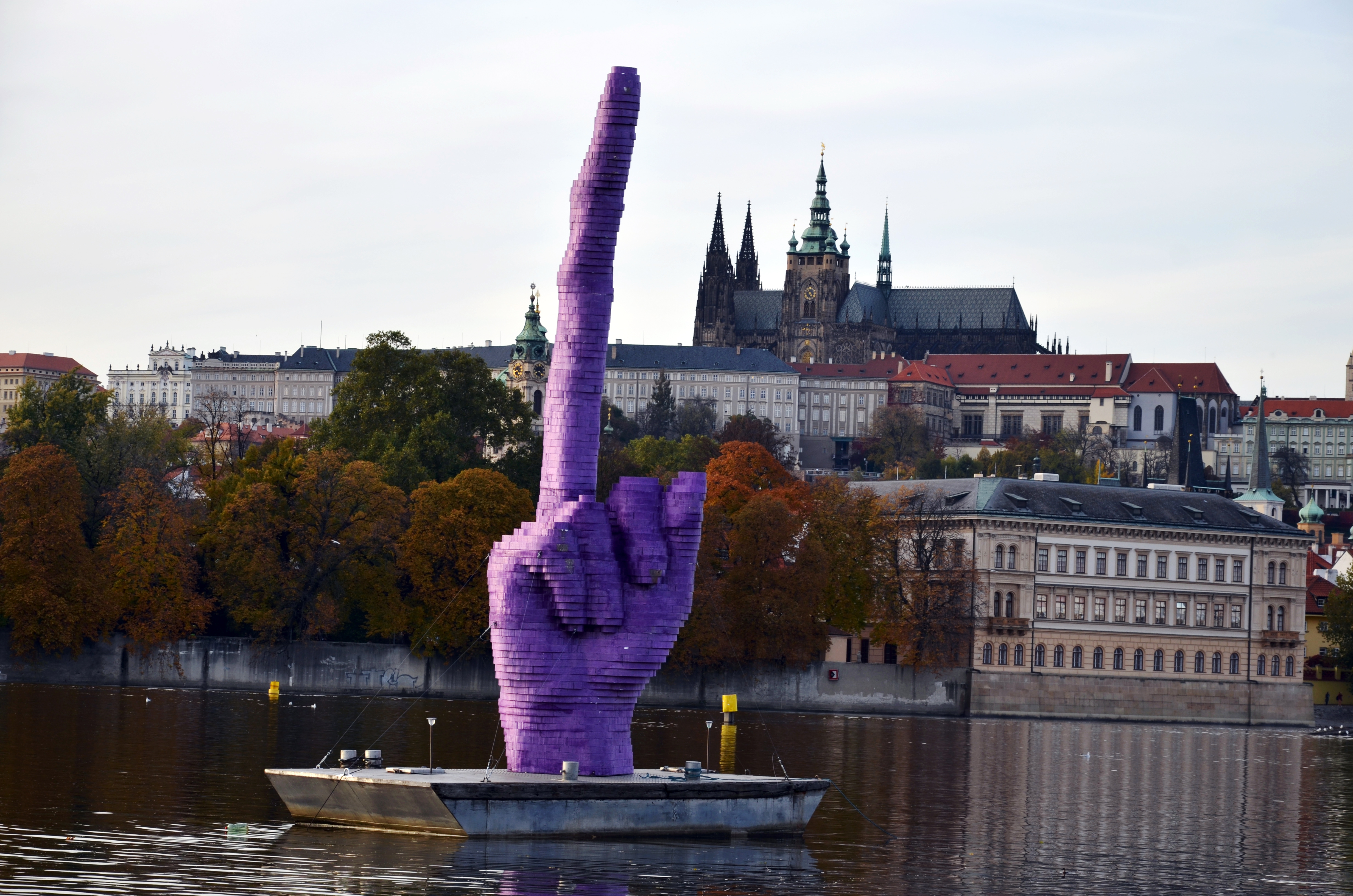
Vzkaz výtvarníka Davida Černého prezidentu Miloši Zemanovi před předčasnými parlamentními volbami na podzim roku 2013

Přestože prohlásil, že si na Hrad po prezidentské volbě přivede pouze tajemníka a šoféra, objevila se mezi jeho spolupracovníky jména z jeho minulosti. Zeman zaměstnal jako vedoucího analytického odboru Radka Augustina, bývalého místopředsedu Strany práv občanů, jako ředitele sekretariátu zvolil Jaroslava Hlinovského, který během kampaně působil jako Zemanův tajemník, za šéfku tiskového odboru si vybral Hanu Burianovou, která byla mluvčí SPO i Zemanovy prezidentské kampaně a jako poradce pro energetiku Martina Nejedlého, místopředsedu SPO. U Nejedlého je kritizováno jeho nejasné postavení na Hradě, jeho minulost, kritizovány jsou i jeho možné vazby na Rusko. Kritice čelí i kancléř Vratislav Mynář, který nezískal bezpečnostní prověrku, kterou v roce 2013 podmínil Miloš Zeman jeho působení na Hradě. „Vratislav Mynář si především bude muset urychleně udělat prověrku. To je conditio sine qua non,“ prohlásil Zeman. „Nastupují dvě možnosti – buď si tu prověrku dodělá, to znamená, že ji dostane, a pak zůstane kancléřem, anebo si ji nedodělá, pak přestane být kancléřem a já si budu shánět kancléře nového.“ V listopadu 2016 byla zveřejněna informace, že si kancléř nechává vzdávat poctu Hradní stráží a vydává zmatečné a nelogické příkazy.

### Vyjadřování
Miloš Zeman se během svého politického působení dopustil hned několika lživých výroků, po kterých mu byla pravomocným rozhodnutím soudu uložena omluva a pokuta. Milanu Hruškovi zaplatil 20 000 Kč za výrok z roku 1993, že Hruška měl „s jistými obtížemi absolvovat sedm tříd základní školy.“ V únoru 1998 Městský soud v Praze rozhodl, že se Zeman musí omluvit někdejšímu spolustraníkovi Jozefu Wagnerovi, o kterém v roce 1997 prohlásil, že ho po vyloučení z ČSSD nechtěli do svých řad přijmout ani komunističtí poslanci. Za ignorování rozsudku dostal Zeman pokutu 20 000 Kč, za výrok se omluvil až v roce 2000, tedy po třech letech.
V roce 1999 obvinil bývalého ministra zahraničí Josefa Zielenience z uzavírání smluv na osobní prezentaci (během Zeleniecova funkčního období), v důsledku pak z uplácení novinářů. Později přiznal, že vycházel z nepodložených informací od tehdejšího ministra zahraničí Jana Kavana. Kavan se Zeleniecovi omluvil, Zeman se k omluvě přidal. V roce 2000 se omlouval i Miroslavu Mackovi za výroky z pořadu TV Nova 7 čili sedm dní z dubna 1998, kde označil Mackovu privatizaci Knižního velkoobchodu v roce 1992 za „jednoznačné tunelování.“ V roce 2007 byl pravomocně odsouzen k omluvě a pokutě 50 000 Kč za lživé nařčení novináře Ivana Breziny z roku 1999, podle kterého měl Brezina psát za úplatu články podporující dostavbu jaderné elektrárny Temelín. Soud naopak nevyhověl žalobě bývalého ředitele BIS Stanislava Devátého, podle které se měl Zeman omluvit a spolu s ČSSD zaplatit odškodné milión korun za prohlášení, že BIS a Ministerstvo vnitra vytvořily operativní skupinu sledující různé politiky.
Zemanovi je často vytýkáno, že do politiky vnesl nebývalou míru hrubosti a arogance. On sám řekl, že je arogantní jen vůči hlupákům. Známé jsou zejména jeho četné urážky novinářů a politických protivníků. V roce 1997 například druhou Klausovu vládu označil za „vládu zlodějů a tunelářů“, jindy zase na adresu novinářů řekl: „Za celý svůj život jsem se nesetkal s blbějším a závistivějším stvořením, než je český novinář.“ V některých případech se potom má jednat o bonmoty, které novináři nechápou. Občas ve svém projevu používá vulgarismy. Například v roce 2004 v rozhovoru pro Lidové noviny řekl: „A když se zeptáte Čecha, jak se má, tak i kdyby minutu před tím vyhrál milion v loterii, tak vám odpoví, že to stojí za hovno.“ Kvůli svému slovníku si dle serveru Novinky.cz vysloužil přízvisko „vulgární premiér.“
Během předvolební debaty v televizi Prima Zeman pronesl: „Knížata měla právo první noci a díky tomu zdegenerovala, protože své nevolnice nemuseli znásilňovat, nemuseli tedy vydávat energii na toto znásilňování. Zatímco my zemani jsme si svého práva, nejenom v sexuální oblasti, vždycky toto právo museli těžce vybojovat, a proto jsme nezdegenerovali.“ To pobouřilo množství lidí, kteří tento výrok vnímali jako zlehčování aktu znásilnění.
Při říjnové návštěvě kutnohorské tabákové firmy Phillip Morris během projevu řekl: „Chtěl bych vás upozornit, že já jsem začal kouřit až ve 27 letech, když se můj organismus plně vyvinul a tabák vůči němu nebyl nebezpečný. Dovolte mi, abych vašim dětem doporučil obdobný postup. Aby počkaly do 27 let a potom kouřily zcela bez rizika.“ Česká pneumologická a ftizeologická společnost v reakci vydala stanovisko, ve kterém označila bagatelizování a ironizování problému za „nezodpovědný vzkaz pro příští generace.“ „Tvrzení, že kouření po 27 letech věku neškodí, vyvrací stovky vědeckých prací, které ukazují, že kouření zkracuje život v každém věku a poškozuje zdraví především v době časné dospělosti, kdy se začíná fixovat experimentování s cigaretami u mladistvých a dospívajících a kdy zlozvyk přerůstá v těžkou závislost.“
V listopadu 2013 se Zeman vyjádřil směrem k Bohuslavu Sobotkovi: „Pouze ho upozorním, že pokud bych ho jmenoval premiérem, tak bude muset počkat, protože to je poněkud důstojnější záležitost, kterou nemohu řešit z invalidního vozíku.“ Tímto výrokem však urazil Radu zdravotně postižených, která to vnímala jako znevážení invalidních osob.
Především za svoji podporu projektu vodního kanálu Dunaj–Odra–Labe získal za rok 2013 anticenu Ropák roku. V roce 2014 získal za svůj výrok „Jako prezident udělám vše pro to, aby zločiny ekologických nebo zelených fanatiků dále nepokračovaly“ antiocenění Zelená perla roku.
V listopadu 2014 v pořadu Hovory z Lán řekl: „Vláda podle mého názoru dosud ve svém konání učinila jednu základní chybu, že podlehla panu Kalouskovi a zkurvila služební zákon….“ Sprostá slova zazněla také při Zemanově „překladu“ názvu a údajných textů ruské punkové kapely Pussy Riot, s poukazem na to, že se nebude zastávat „kurev.“ „Takže s prominutím v textech této skupiny je kunda sem, kunda tam. Opravdu dokonalý případ politického vězně jako vyšitej,“ komentoval působení skupiny Zeman. Pussy Riot označil jako „pornografickou skupinku“ vinnou výtržnictvím v pravoslavném chrámu a odmítl řazení členek kapely mezi politické vězně. Z kategorie politických vězňů vyjmul také Michaila Chodorkovského, kterého označil za spravedlivě odsouzeného tuneláře. Prezidentův mluvčí Jiří Ovčáček uvedl, že „se chtěl přiblížit světu svých odpůrců, kteří doposud blahosklonně přihlíželi jadrným výrazům z úst jiných politiků, a otevřel klíčové téma, zda je přípustné takovéto výrazivo v politice využívat.“ Během své návštěvy Velké Británie se Marija Aljochinová a Naděžda Tolokonnikovová k jeho výrokům vyjádřily. Prohlásily, že Zeman je jedním z evropských levicových vůdců, který nerozumí tomu co se v Rusku děje a stejně tak nerozumí punku, pročež by se k jejich produkci neměl vyjadřovat, a na závěr označily jednání prezidenta za projev patriarchálního hloupého chlapa.
Zemanova vulgarita měla ohlas i v zahraničním tisku. V Krnově byli dva kritici Zemana zadrženi policií, nejprve byli zahaleni kuklami a poté odmítli prokázat totožnost občanskými průkazy.

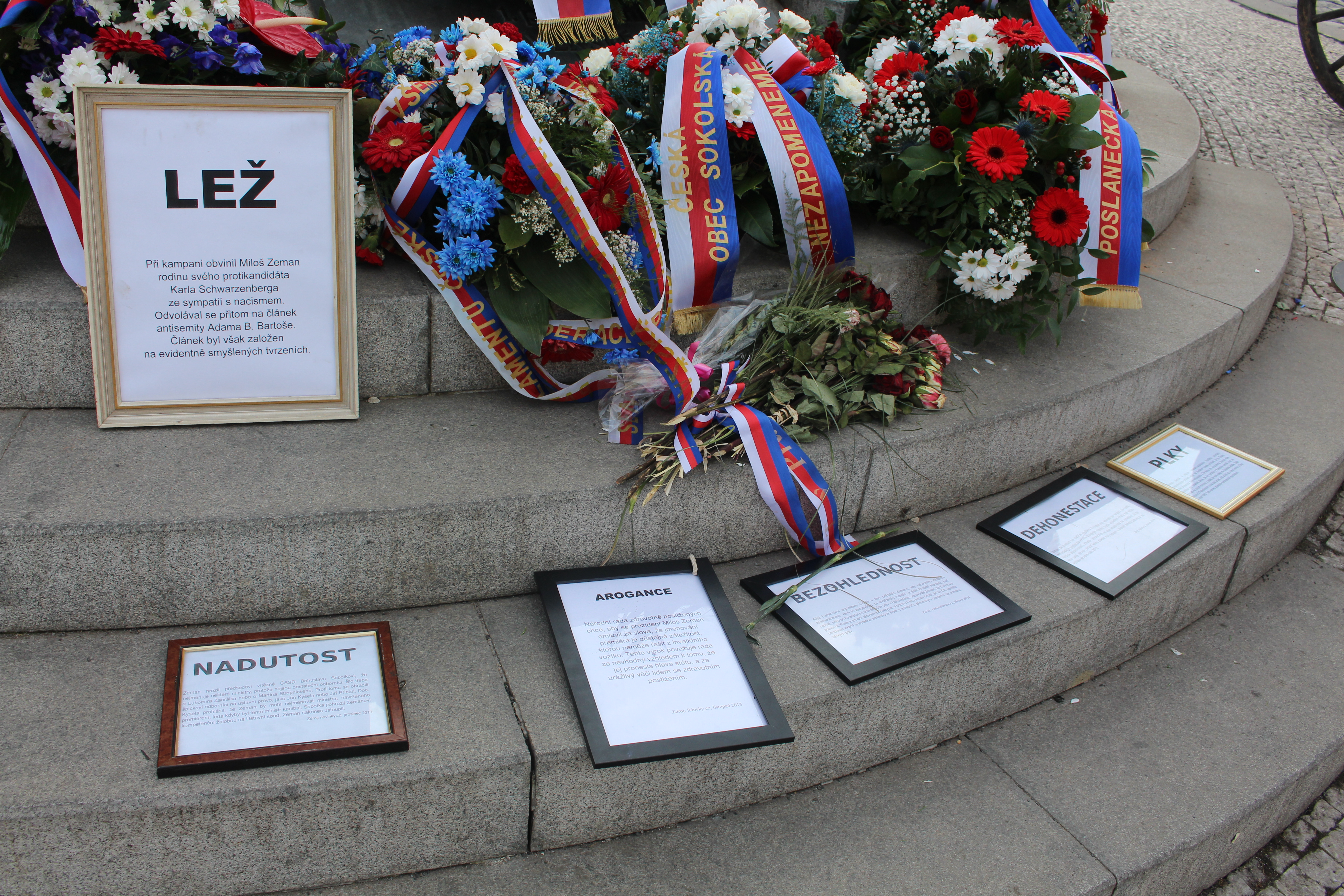
Tabulky s nápisy, shrnujícími činy Miloše Zemana v prvním roce jeho působení jako prezidenta ČR. (7. března 2014)

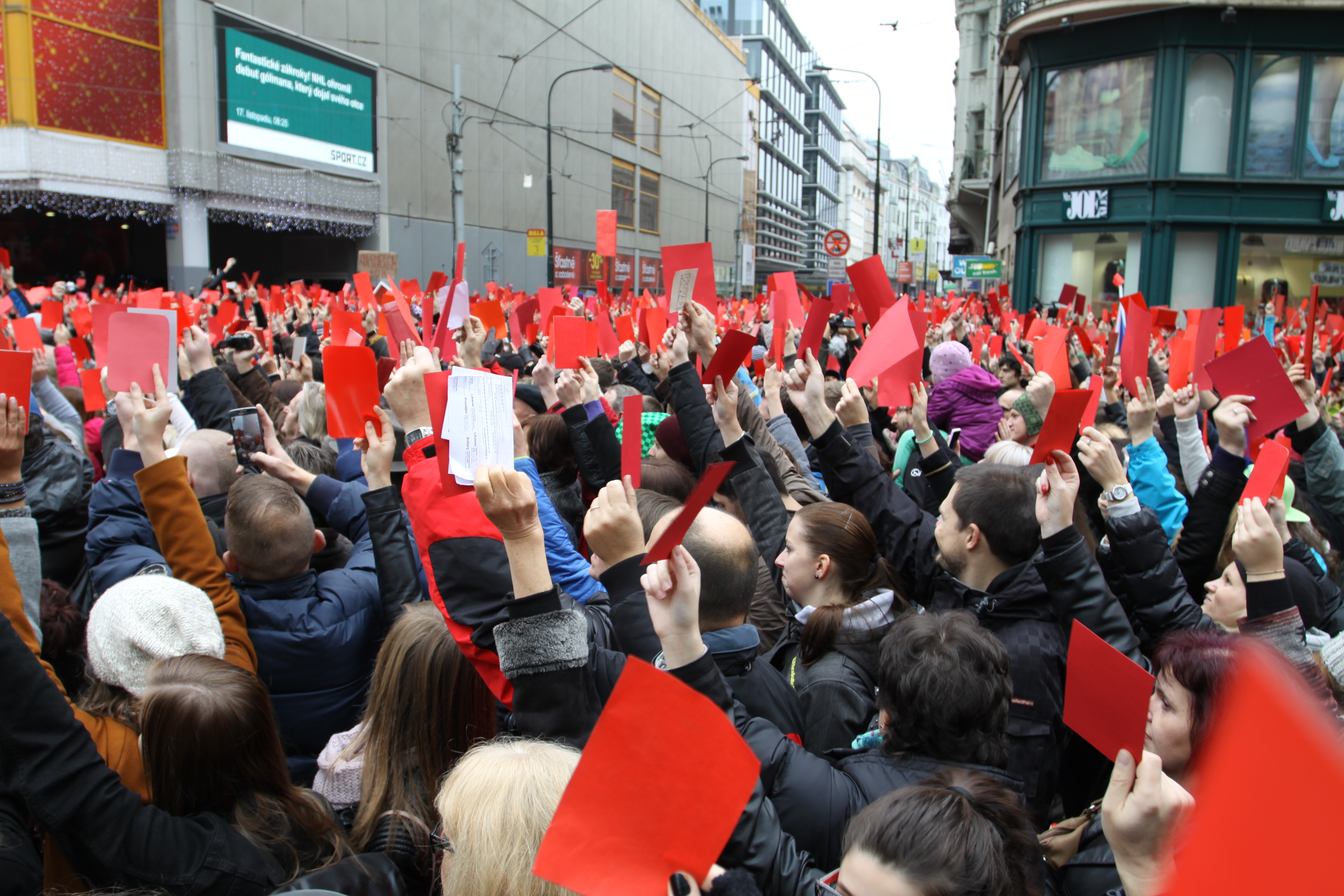
Červené karty pro prezidenta Zemana na Národní třídě, symbolizující nesouhlas s jeho jednáním (17. listopadu 2014)

Na výročí sametové revoluce dne 17. listopadu 2014 se na Národní třídě sešlo několik tisíc lidí na demonstraci proti osobě prezidenta. Účastníci akce Chci si s vámi promluvit, pane prezidente ukázali svůj nesouhlas zdvižením červených karet. Protestující Zemanovi vyčítali vstřícný postoj k Rusku a Číně i jeho vulgární verbální projevy.

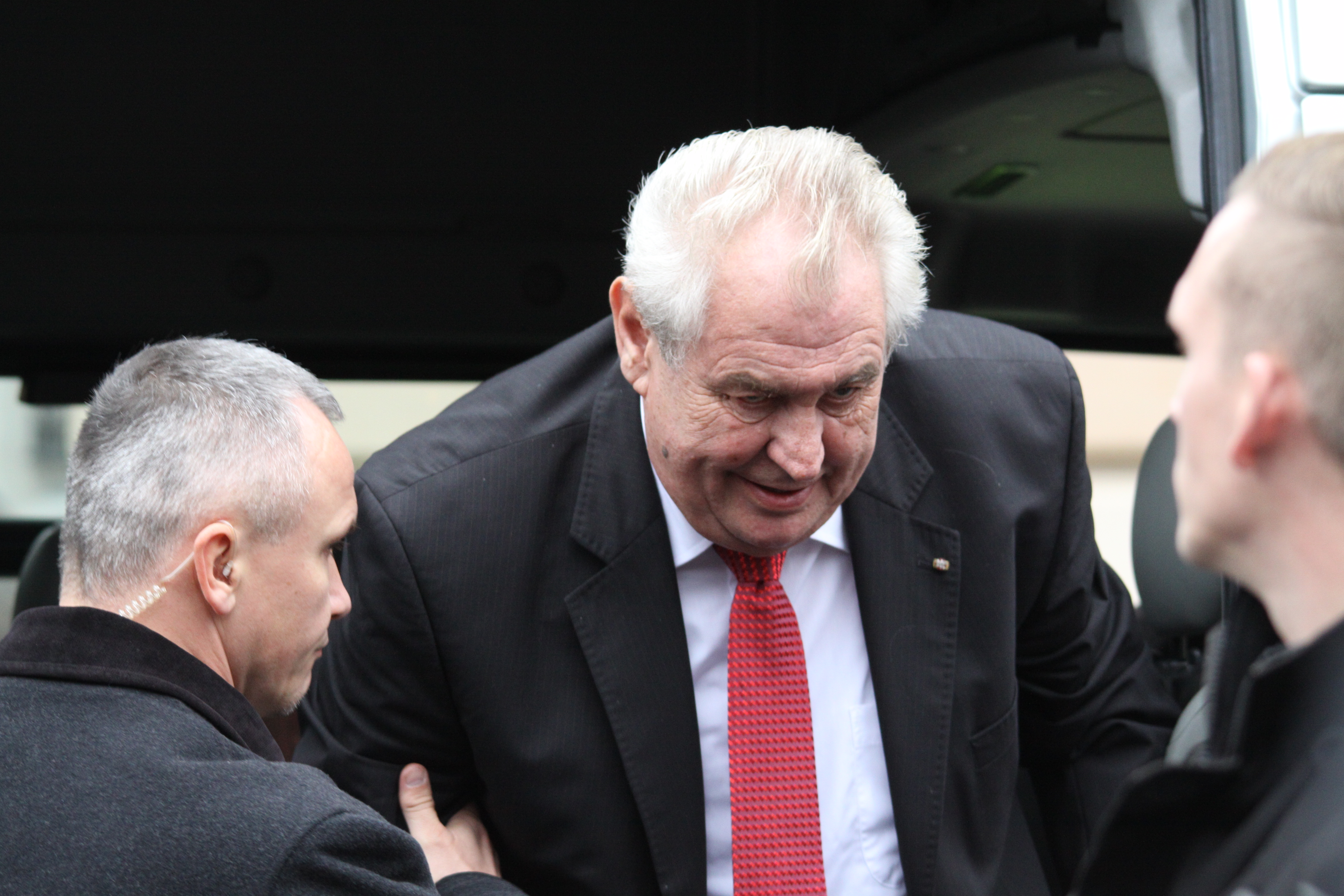
Miloš Zeman během 25. výročí sametové revoluce na Albertově (17. listopadu 2014)

Část demonstrantů se následně přesunula na Albertov, kde se za účasti prezidenta Zemana a jeho zahraničních kolegů konalo slavnostní odhalení pamětní desky k 25. výročí události 17. listopadu 1989. Zde Zemana při jeho projevu vypískali a házeli na něj vajíčka, chlebíčky a rajčata, přičemž zasáhli skořápkou německého prezidenta Joachima Gaucka. Mluvčí prezidenta událost popsal tak, že byl Gauck zasažen vajíčkem do spánku a že byl otřesen. Podle německé ambasády Gaucka zasáhla jen skořápka a prakticky si toho nevšiml. Při projevech ostatních prezidentů lidé ztichli a tleskali. Házení vajíček na Albertově odsoudili čeští politici i část veřejnosti. Prezident Miloš Zeman pak protest na Albertově označil za mezinárodní ostudu a pokračování předvolební kampaně z prezidentské volby.
V reakci na prezidentovo chování během jeho funkčního období vznikla koncem roku 2014 satirická počítačová hra s názvem PussyWalk, která prezidenta představila jako hlavního hrdinu. Tato hra si získala popularitu i mimo Česko.
Při návštěvě Jihomoravského kraje v lednu 2016 vzbudil pozdvižení, když na dotaz jedné z účastnic diskuse, jaké jsou možnosti zbavit se premiéra Sobotky, odpověděl: „Chcete-li se zbavit jakéhokoli politika, prezidenta nevyjímaje, je k tomu jediná demokratická cesta – a to jsou svobodné volby. […] A pak existuje nedemokratická cesta. A ta se jmenuje kalašnikov.“ Podle mnoha komentátorů a politiků napříč politickým spektrem šlo o „hloupý a nevkusný“ nebo „trapný a nepatřičný“ bonmot či žert, který ostře odsoudili. Mluvčí Ovčáček výrok hájil jako nadsázku. Miroslava Němcová (ODS) navrhla Poslanecké sněmovně přijmout usnesení, jímž by výroky ostře odmítla a žádala po prezidentovi omluvu, nebylo však v hlasování schváleno. Zdeněk Šarapatka, který prezidenta dlouhodobě kritizuje kvůli jeho aroganci, podal na prezidenta trestní oznámení. Podle prezidenta ti politici, kteří na jeho bonmot „hystericky reagovali“, ze sebe udělali šašky. Při prezidentově únorové návštěvě Libereckého kraje mu nefunkční exemplář této zbraně věnoval jako soukromý dar hejtman Martin Půta (STAN).
V úterý 25. října 2016 na začátku natáčení Show Jana Krause, kterou vysílá televizní stanice Prima, vystoupily některé české osobnosti s kritikou Miloše Zemana, zejména v souvislosti s neudělením vyznamenání Jiřímu Bradymu (Kauza Brady), který byl rovněž hostem toho dílu.
V roce 2018 v říjnovém rozhovoru pro Český rozhlas prezident Zeman navázal na svůj dřívější vulgární projev z roku 2014 a hovořil o „ekonomických zmrdech.“ Toto označení adresoval konkrétně na Viktora Koženého, Zdeňka Bakalu, skupinu solárních baronů a na lidi, kteří se zapletli do lehkých topných olejů.

### Postoj vůči novinářům
Velkou pozornost vyvolal rozhovor Miloše Zemana s Vladimirem Putinem, uskutečněný během prezidentovy návštěvy Pekingu v květnu 2017. „Tady jsou ještě další novináři? Novinářů je příliš, měli by se likvidovat,“ pronesl Zeman během procházení kolem hloučku novinářů. Ruský prezident odvětil, že „likvidovat je není třeba, ale omezit jejich počet je možné.“
Mluvčí Jiří Ovčáček výrok označil za bonmot, přičemž poznamenal, že „Novináři zásadně nikdy bonmoty nechápou. Očekávám teď trapně pohoršené komentáře a rozhořčené reakce politiků, kteří se k médiím rádi lísají.“ Řada politiků výrok kritizovala.
V říjnu 2017 na tiskové konferenci při ukončení návštěvy Plzeňského kraje se prezentoval s darem v podobě dřevěného samopalu „na novináře.“
V říjnu 2018 reprodukoval „vtip“ využívající vraždu saúdskoarabského novináře Džamála Chášukdžího.

### Kauza Ferdinand Peroutka
V projevu na konferenci Let my people live v lednu 2015 označil Zeman novináře Ferdinanda Peroutku za autora článku s titulkem „Hitler je gentleman“ a výroku „Nemůžeme-li zpívat s anděly, musíme výti s vlky“, který byl směřován na zahraničně-politické zaměření tzv. druhé Československé republiky po Mnichovské dohodě. Zeman za tuto část projevu sklidil velkou kritiku z řad historiků v čele s redaktorem Lidových novin Petrem Zídkem a zástupců Sdružení Ferdinanda Peroutky. Hrad se bránil tím, že Zeman dokument s jistotou četl a že ho zaměstnanci tiskového odboru dohledají v archivech. Výrok „Nemůžeme-li zpívat…“ byl zanedlouho nalezen v textu Jana Stránského. V dubnu 2015 Peroutkova vnučka Terezie Kaslová podala za výroky prezidenta na adresu jejího dědečka žalobu na český stát. Naproti tomu podle prezidenta Zemana jeho mluvčí objevil při prohledávání písemností Ferdinanda Peroutky jiná vyjádření, než prezident citoval na mezinárodním fóru, a ke konci dubna začal postupně zveřejňovat některé kontroverznější Peroutkovy články z období druhé republiky a počátku Protektorátu Čechy a Morava.
Dne 3. května se Zeman v online rozhovoru pro Blesk TV ke kauze vyjádřil. Řekl, že pokud mluvčí Hradu Jiří Ovčáček nenajde do konce června článek „Hitler je gentleman“, vypíše Zeman z vlastního odměnu pro toho, kdo ho najde. V rozhovoru také uvedl, že oslavný článek na Třetí říši za války napsal i spisovatel Jaroslav Seifert.
Ke konci června 2015 Zeman přiznal, že Ovčáček s hledáním neuspěl, a slíbil odměnu 100 tisíc korun případnému nálezci. Zároveň se omluvil za nenalezení článku, na jeho existenci přesto nadále trvá.
Obvodní soud pro Prahu 1 počátkem března 2016 nepravomocně rozhodl, že kancelář prezidenta se musí Terezii Kaslové omluvit osobním dopisem. Prezident Miloš Zeman se k rozsudku vyjádřil v diskuzním pořadu televize Prima Partie 6. března, kde zopakoval přesvědčení o existenci dotčeného článku a přidal příměr: „Boha také nikdo neviděl, což neznamená, že neexistuje“. Nepovažoval se za natolik senilního, aby ztrácel paměť.
Senát Městského soudu v Praze pod vedením soudce Tomáše Novosada v rámci odvolání v září 2016 částečně změnil rozsudek soudu prvního stupně. Dovolání k Nejvyššímu soudu, které nemá odkladný účinek, následně podaly obě strany. Kancelář přezidenta republiky měla omluvu poslat dopisem do 23. září 2016 a vyvěsit ji po dobu 30 dnů na svých webových stránkách. To se však nestalo, a tak Kaslová v říjnu začala omluvu vymáhat exekučně. Dne 24. října exekutor pověřený Obvodním soudem pro Prahu 1 rozhodl, že Kancelář prezidenta republiky musí zaplatit do tří dnů pokutu ve výši 100 tisíc korun. Kancléř Vratislav Mynář však uvedl, že dokud ale nerozhodne Nejvyšší soud o podaném dovolání, nechce se prezidentská kancelář omlouvat ani platit pokutu.
V květnu 2018 Nejvyšší soud rozsudky nižších soudů zrušil a vrátil tak kauzu v podstatě opět na začátek – případem se znovu musí zabývat Obvodní soud pro Prahu 1. Nejvyšší soud v odůvodnění uvedl, že nižší soudy se nevypořádaly s otázkou podle jakého zákona se má věc řešit. Řešení prostřednictvím občanského zákoníku nebylo správné, podle Nejvyššího soudu se věc má projednat za pomoci zvláštního zákona o odpovědnosti za škodu způsobenou nesprávným úředním postupem.

### Mezinárodní kritika
Mezinárodní organizace Human Rights Watch kritizovala Miloše Zemana za „šíření nevědomosti a paniky“ poté, co na tiskové konferenci 31. srpna 2015 přirovnal probíhající uprchlickou krizi k vlně tsunami. Upozornila také na to, že prezident ve své řeči přijal rétoriku nenávistných skupin.
Podle Rady Evropy je Zeman islamofob. Zemanovy protiislámské výroky kritizovaly také Organizace islámské spolupráce (OIC) a Saúdská Arábie, která v roce 2015 pozastavila své aktivity v České republice.
V říjnu 2015 šéf socialistické frakce v Evropském parlamentu Gianni Pittella ostře zkritizoval „ostudná a blouznivá prohlášení“ českého prezidenta Miloše Zemana týkající se evropské migrační krize otištěné v deníku Financial Times. Prezident Miloš Zeman totiž v rozhovoru pro Financial Times navrhl, aby ekonomičtí migranti byli deportováni na „neobydlené řecké ostrovy“ nebo „prázdná místa“ v severní Africe.
Před prezidentskými volbami v roce 2018 označily zahraniční deníky The Guardian a Der Tagesspiegel prezidenta Zemana za populistu a hulváta. Podle německého deníku Der Tagesspiegel podněcuje Miloš Zeman strach pomocí konspiračních teorií, přičemž je konkrétně zmiňován Zemanův výrok, že za migrační krizí stojí Muslimské bratrstvo.
Švédský ministr zahraničí Carl Bildt kritizoval slova českého prezidenta Miloše Zemana o krizi na Ukrajině. Zeman prohlásil, že chce vidět jasné důkazy o tom, že Rusko posílá na podporu separatistů na Ukrajině vojáky. Podle švédského ministra takové důkazy již existují.
Zahraniční i domácí nevládní organizace zabývající se lidskými právy kritizují pozvání Miloše Zemana prezidenta Uzbekistánu Islama Karimova na státní návštěvu do České republiky. Organizace upozorňují na porušování lidských práv režimem prezidenta Karimova, který v zemi vládne nepřetržitě 25 let.
Na půdě Rady Evropy vzbudil velké vášně prezident Miloš Zeman prohlášením, že anexe Krymu je hotovou záležitostí. Vystoupení vyvolalo kritiku ukrajinských i českých politiků. Podle analytika výzkumného centra Asociace pro mezinárodní otázky Pavla Havlíčka je ze Zemanových slov patrná jasná proruská orientace.
Na adresu amerického velvyslance Schapira, prezident Miloš Zeman prohlásil: „…který se, jako téměř jediný z velvyslanců, ani nezúčastnil státního svátku 28. října na Pražském hradě.“ Tato slova nebyla pravdivá, oficiálně se proti nim ohradila americká ambasáda, která potvrdila, že velvyslanec Schapiro byl 28. října mezi hosty ve Vladislavském sále, to dokazují také fotografie v médiích.
Řada zahraničních médií si všimla výroku prezidenta Miloše Zeman o „likvidaci novinářů“, který pronesl během setkání s Vladimirem Putinem.

## Dílo
- ZEMAN, Miloš. Futurologický sborník. D. 1. Praha: Futurologická společnost, 1968. 185 s.
- ZEMAN, Miloš. Komplexní prognostické modelování. Praha: Institut pro výchovu vedoucích pracovníků ministerstva průmyslu ČSR,, 1975. 104 s.
- ZEMAN, Miloš. Úvod do systémové prognostiky. Praha: Institut pro výchovu vedoucích pracovníků MP ČSR, 1985. 87 s.
- ZEMAN, Miloš; ŠEBELÍK, Jan. Simulační model zemědělského podniku. Praha: SZN, 1988. 143 s.
- ZEMAN, Miloš. Analytické a simulační hry na počítačovém modelu. Praha: SZN, 1989. 88 s. ISBN 80-85000-48-2.
- ZEMAN, Miloš. Naše posttotalitní krize a její možná východiska. Praha: Alternativy, 1991. 82 s.
- ZEMAN, Miloš; BAUER, Jan. Zpověď bývalého prognostika. Praha: Dekon, 1995. 211 s. ISBN 80-85814-23-4.
- ZEMAN, Miloš. Varovná prognostika: kniha, která v roce 1991 nevyšla. Praha: Horizont, 1998. 199 s. ISBN 80-7012-095-9.
- ZEMAN, Miloš. Kdo je Miloš Zeman: [exkluzivní výpověď / otázky kladl Josef Brož]. Praha: Rybka, 1998. 143 s. ISBN 80-86182-08-8.
- ZEMAN, Miloš; JÜNGLING, Petr; ŽANTOVSKÝ, Petr. Tak pravil Miloš Zeman aneb Prognostikovo pozdní odpoledne. Praha: Votobia, 2001. 139 s. ISBN 80-7220-104-2.
- ZEMAN, Miloš. Jak jsem se mýlil v politice. Praha: Ottovo nakadatelství, 2005. 344 s. Dostupné online. ISBN 80-7360-260-1.
- ZEMAN, Miloš. Vzestup a pád české sociální demokracie. Praha: Andrej Štʹastný, 2006. 279 s. ISBN 80-86739-22-8.
- ZEMAN, Miloš; DZURINDA, Mikuláš. Rozhovory bez hraníc. Bratislava: Inštitút pre moderné Slovensko, 2010. 281 s. ISBN 978-80-89359-18-9.
- ZEMAN, Miloš; ŽANTOVSKÝ, Petr. Miloš Zeman: zpověď informovaného optimisty: rozhovor s Petrem Žantovským. Řitka: Čas, 2012. 221 s. ISBN 978-80-87470-85-5.
- ZEMAN, Miloš; OVČÁČEK, Jiří; PANENKA, Radim. Tato země je naše: dvacet pět rozhovorů s prezidentem Milošem Zemanem. Velké Přílepy: Olympia, 2016. 300 s. ISBN 978-80-7376-442-5.
- ZEMAN, Miloš. Moje Vysočina pohledem Miloše Zemana. Praha: Atypo, 2016. 128 s. ISBN 978-80-87759-02-8.

## Odraz v kultuře
- V roce 2007 o něm režisér Robert Sedláček natočil pro Českou televizi Brno dokument Miloš Zeman – nekrolog politika a oslava Vysočiny.
- V roce 2013 o něm tehdejší student FAMU Robin Kvapil natočil v rámci cyklu Expremiéři dokumentární portrét Miloš Zeman – Kronos český.
- Především jako reakci na kauzu Brady vytvořil plzeňský sochař Vítězslav Netrval karikatury Miloše Zemana, prezidentova mluvčího Jiřího Ovčáčka a ministra Andreje Babiše. Výstava politických karikatur v plzeňské Visio Art Gallery, zahájená v dubnu 2017, vyvolala silnou kritiku příznivců Miloše Zemana, z nichž někteří vyhrožovali autorovi karikatur smrtí.[512][513]

## Vyznamenání
- Velkokříž speciální třídy Záslužného řádu Německa (2014)[514]
- Řád bílého dvojkříže – I. třída (2014)[515]
- Řád al-Husajna bin Alího (2015)[516]
- Řád za mimořádné zásluhy (22. dubna 2016), za dlouholetou podporu Slovinska, za posilování přátelských vztahů a integraci Slovinska do středoevropských vazeb[517][518]
- Řád bílé orlice (2016)[519]
- Řád 8. září (2016)[520]
- Řád Srbské republiky – II. třída (2020)[521]
- Prezidentská medaile Izraele (2022)[522]
- Velkohvězda Čestného odznaku Za zásluhy o Rakouskou republiku (2023)[523]
- Maďarský záslužný kříž – I. třída (2023)[523]